# معركة إيو جيما
معركة إيو جيما (بالإنجليزية: Battle of Iwo Jima وباليابانية: 硫黄島の戦い) هي معركةٌ كبرى وقعت بين 19 فبراير إلى 26 مارس 1945 عندما نزلت قوات مشاة البحرية الأمريكية والبحرية الأمريكية على جزيرة إيو جيما وانتزعتها في النهاية من الجيش الإمبراطوري الياباني خلال الحرب العالمية الثانية. كانت الجزيرة تحتضن قاعدة إيو جيما العسكرية الواقعة في منتصف الطريق تقريباً بين قواعد القوات الجوية الأمريكية في جزر ماريانا والجزر اليابانية والتي كانت تمنح اليابانيين القدرة على إرسال تحذيرات مبكرة من الغارات الجوية الأمريكية إلى البر الياباني الرئيسي، بجانب إمكانية إقلاع مقاتلات من مطاراتها لاعتراض تلك الغارات. كان الغزو الأمريكي المسمى عملية المفرزة يهدف إلى الاستيلاء على الجزيرة بمطاريها الجنوبي والرئيسي. وشملت أهدافه الإستراتيجية شقين: الأول توفير مدرج طوارئ لطائرات بي-29 التي تضررت أثناء الغارات وغير قادرة على العودة إلى القواعد الجوية الأمريكية في جزر ماريانا؛ تينيان وسايبان وغوام. والشق الثاني يتعلق بتوفير قواعد جوية للمقاتلات المرافقة بعيدة المدى من طراز بي-51، كي تتمكن من حماية القاذفات. شهدّت المعركة التي دامت خمسة أسابيع إحدى أعنف المواجهات وأكثرها دموية في حرب المحيط الهادئ.
كانت مواقع الجيش الإمبراطوري الياباني على الجزيرة محصنة بشدة بشبكة كثيفة من المخابئ ومواقع مدفعية مموهة و18 كم (11 ميل) من الأنفاق. بالمقابل كانت القوات البرية الأمريكية مدعومة بمدفعية بحرية مكثفة  وتحظى بتفوق جوي كاسح قدمه طيارو البحرية الأمريكية بجانب طياري قوات مشاة البحرية طوال المعركة.
بلغ عدد القتلى اليابانيين في المعركة ثلاثة أضعاف عدد القتلى الأمريكيين، ومع ذلك تجاوز فيها مُجمل الخسائر الأمريكية (القتلى والجرحى) عدد القتلى اليابانيين من بين معارك حرب المحيط الهادئ البحرية بشكل استثنائي. وقد أُسرّ 216 لا غير من بين 21,000 جندي ياباني كانوا في إيو جيما في بداية المعركة، وقد أُسرّ بعضهم إما لأنهم فقدوا الوعي أو نتيجة إصابة أقعدتهم ليس إلا. بينما قُتل غالبية المتبقين خلال المعركة مع أنه قد قُدرّ أن نحو 3,000 استمروا في المقاومة داخل سلسلة الكهوف المختلفة لعدة أيام بعد المعركة واستسلموا في النهاية جراء إصاباتهم أو بعدها بعدة أسابيع.
مثلت الصورة التي التقطها جو روزنتال من وكالة أسوشيتد برس لستة من مشاة البحرية الأمريكية يرفعون علم الولايات المتحدة فوق قمة جبل سوريباتشي 169 م (554 ق) صورة رمزية للمعركة والجهود الحربية الأمريكية في المحيط الهادئ.

## خلفية تاريخية

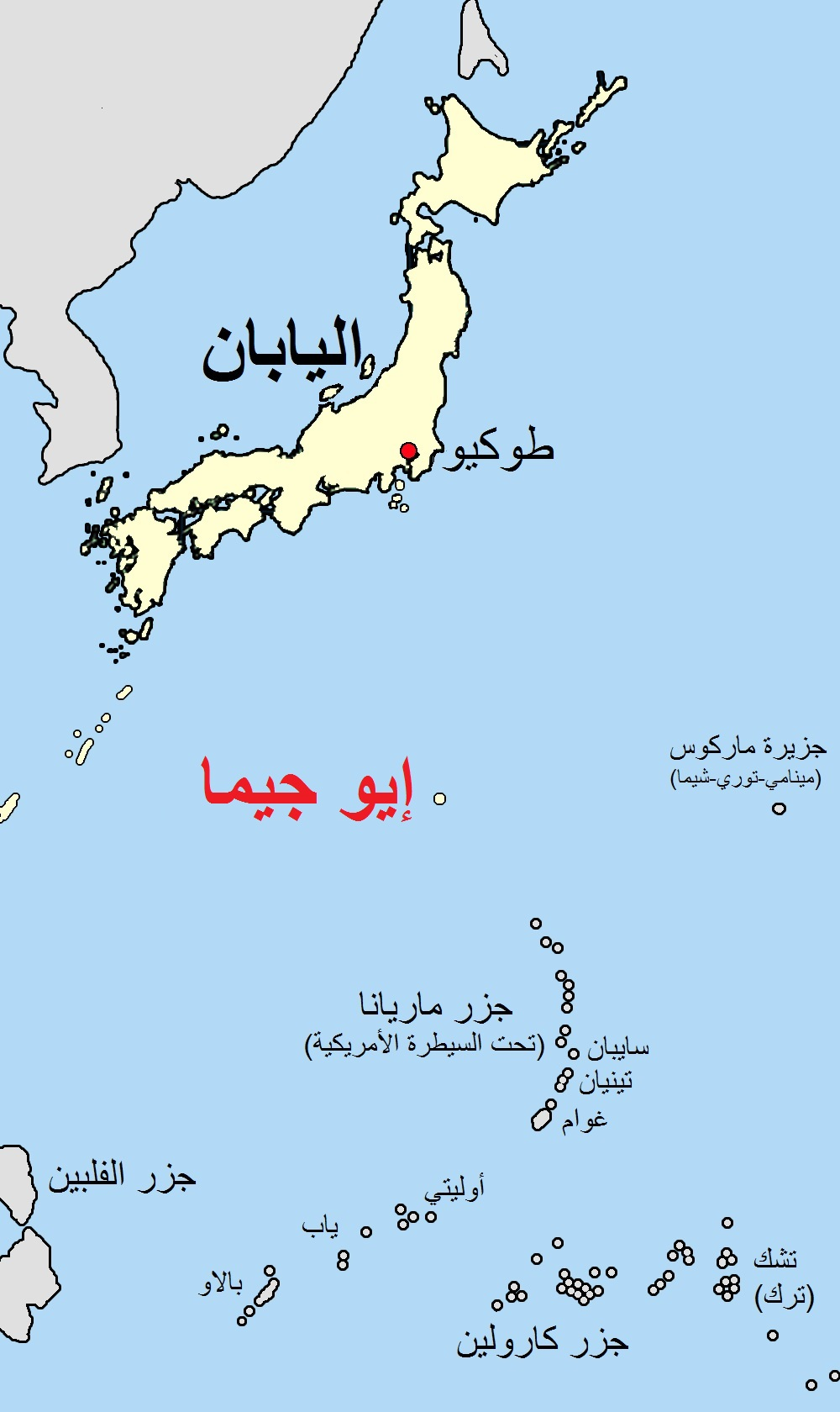
موقع إيو جيما من اليابان

أعاد القادة العسكريون اليابانيون تقييم أوضاعهم عقب استيلاء الجيش الأمريكي على جزر مارشال وشنه هجمات جوية [الإنجليزية] عنيفة على جزيرة آتول ترك اليابانية الحصينة في أرخبيل كارولين في يناير 1944.
كانت جميع الدلائل تشير إلى قيام حملة أمريكية على جزر ماريانا وكارولين، لذا أقام الجيش الإمبراطوري الياباني والبحرية الإمبراطورية اليابانية خطاً داخلياً من الدفاعات يمتد عموماً نحو الشمال من جزر كارولين إلى جزر ماريانا ومنها إلى اليابان عبر الجزر البركانية وغرباً من ماريانا عبر كارولين ومن جزر بالاو إلى الفلبين لصد الهجوم.
تأهَّب الجيش الياباني الحادي والثلاثون بقيادة اللواء هيديوشي أوباتا لتحصين هذا الخط الداخلي في مارس 1944. (مع ملاحظة أن جيشًا يابانيًا كان يماثل حجم فيلق في الجيش الأمريكي أو البريطاني أو الكندي. تألف الجيش الإمبراطوري الياباني من العديد من الجيوش، أما الجيش الأمريكي فقد كان يبلغ عشرة جيوش فقط في أوج قوته، مع وجود الجيش الرابع والسادس والثامن والعاشر في مسرح المحيط الهادئ، بجانب الجيش العاشر الذي قاتل في أوكيناوا فقط في ربيع 1945).
تولى قائد الحامية اليابانية في تشي تشي جيما قيادة وحدات الجيش والبحرية في الجزر البركانية صوريًا. بعد الغزو الأمريكي لجزر ماريانا، تعرض البر الرئيسي لإيو جيما لغارات يومية من القاذفات المنطلقة من ماريانا كجزء من عملية سكافينجر [الإنجليزية]. خدمت إيو جيما كمحطة إنذار مبكر تبث لاسلكياً تحذيرات بشأن القاذفات المتجهة نحو البر الياباني الرئيسي، مما مكَّن الدفاعات الجوية اليابانية أن تتأهب قبيل وصول القاذفات الأمريكية.
وصلت تعزيزات من الجيش الياباني والبحرية إلى إيو جيما: 500 رجل من القاعدة البحرية في يوكوسوكا و500 من تشي تشي جيما إلى إيو جيما خلال شهري مارس وأبريل 1944 بعد أن استولت الولايات المتحدة على قواعد في جزر مارشال خلال معارك كواجالين [الإنجليزية] وإنيويتوك في فبراير 1944.
ارتفع قوام حامية الجيش في إيو جيما إلى أكثر من 5,000 رجل في نفس الوقت، بوصول تعزيزات من تشي تشي جيما وجزر البر الرئيسي. أدى خسارة جزر ماريانا خلال صيف 1944 إلى زيادة أهمية الجزر البركانية بالنسبة لليابانيين، خشية أن تؤدي خسارة هذه الجزر إلى تسهيل الغارات الجوية الأمريكية على جزر البر الياباني، مما سيؤدي إلى تعطل صناعة الحرب وإلحاق أضرار جسيمة بمعنويات المدنيين.
أثرت عدة عوامل على الخطط اليابانية النهائية للدفاع عن الجزر البركانية:
1. خسارة البحرية كامل قوتها فعليًّا تقريبًا وعجزها عن منع عمليات الإنزال الأمريكية.
2. بلغ من فداحة خسائر الطائرات في 1944 أنه حتى لو لم يتأثر الإنتاج الحربي بالهجمات الجوية الأمريكية، فليس من المتوقع أن تزيد القوة الجوية اليابانية مجتمعة على 3.000 طائرة حربية بحلول مارس أو أبريل 1945.
3. لم يكن بمقدور هذه الطائرات الإقلاع من قواعدها في الجزر الرئيسية اليابانية نحو إيو جيما لأن مداها لم يكن يزيد على 900 كم (560 ميل).
4. كان لابد من حشد الطائرات الحربية المتاحة للدفاع عن تايوان والجزر اليابانية الرئيسية من أي هجوم. [14]
5. وجود عجز خطير في الطيارين المُدربين وذوي الخبرة وغيرهم من الأطقم الجوية للتحليق بالطائرات الحربية لدى اليابان لأن معظم الأعداد الكبيرة من الطيارين وأفراد الأطقم لقوا حتفهم في المعارك فوق جزر سليمان وأثناء معركة بحر الفلبين في منتصف 1944.

وَصَف ضباط الأركان اليابانيون الإستراتيجية المستخدمة في الدفاع عن إيو جيما في إحدى الدراسات لما بعد الحرب على النحو التالي:
«في ضوء الوضع المذكور أعلاه ومع إدراك أنه من الاستحالة القيام بعملياتنا الجوية والبحرية والبرية في جزيرة إيو [جيما] لتحقيق انتصار حاسم، فقد تقرر كسب الوقت اللازم لإعدادات الدفاع عن الوطن، يجب على قواتنا الاعتماد فقط على المعدات الدفاعية المتاحة في تلك المنطقة وعرقلة العدو باستخدام مناورات التأخير. وعلى الرغم من فعالية الهجمات الانتحارية للمجموعات الصغيرة من طائرات جيشنا وبحريتنا وهجمات غواصاتنا المفاجئة وأعمال وحدات المظلات، فإنها لم تكن سوى خدعة إستراتيجية من جانبنا. كان من أكبر الأفكار المحبطة أنه لم يتبق لنا أي وسيلة متاحة لاستغلال الفرص الإستراتيجية التي قد تحدث من وقت لآخر في سياق مثل هذه العمليات.»
توقف الحلفاء عن عملياتهم الهجومية لمدة شهرين في نهاية معركة ليتي [الإنجليزية] في الفلبين، قبيل الغزو المخطط لأوكيناوا. بلغت إيو جيما من الأهمية الإستراتيجية أنها خدمت كقاعدة جوية للمقاتلات اليابانية التي تعترض قاذفات بي-29 سوبرفورتريس طويلة المدى. بالإضافة إلى ذلك، استخدمها اليابانيون لشن هجمات جوية على جزر ماريانا من نوفمبر 1944 إلى يناير 1945. وكان الاستيلاء على إيو جيما يكفل القضاء على هذه المصاعب. فضلًا عن إنها ستكون بمثابة قاعدة متاحة لمقاتلات موستانغ بي-51 لمرافقة القاذفات وحمايتها.
كانت مصادر الاستخبارات الأمريكية واثقة من سقوط إيو جيما في غضون أسبوع واحد. صدر قرار غزو إيو جيما تحت مُسمى عملية المفرزة في ضوء التقارير الاستخبارية المتفائلة. فشلت القوات الأمريكية في توقع ما أعده اليابانيون من دفاع معقد وعميق على غرار بيليليو في خريف 1944. كان الإعداد الياباني ناجحًا للغاية لدرجة أنه اتضح بعد المعركة أن مئات الأطنان من قنابل الحلفاء وآلاف القذائف من نيران البحرية الثقيلة لم تصب المدافعين اليابانيين بضرر وكانوا مستعدين لإلحاق خسائر بمشاة البحرية الأمريكية.

## التخطيط والتجهيز

### التجهيزات اليابانية
كُلف الفريق تاداميتشي كوريباياشي بتولي الدفاع عن إيو جيما بحلول يونيو 1944. كان كوريباياشي على دراية أن اليابان لن تحقق النصر في معركة مثل هذه، لكنه كان يأمل في إلحاق خسائر فادحة بالقوات الأمريكية حتى تعيد الولايات المتحدة وحلفاؤها الأستراليون والبريطانيون النظر في تنفيذ خطة غزوهم لليابان عبر عملية السقوط.
وضع كوريباياشي خطته الدفاعية التي استلهمها من خطة الدفاع خلال معركة بيليليو رغم تعارضها مع المُخطط العسكري الياباني. فبدلًا من نصب دفاعاته على الشاطئ لمواجهة عمليات الإنزال مباشرة، أقام دفاعات قوية تدعم بعضها بعضًا في العمق من خلال أسلحة ثابتة وثقيلة مثل الرشاشات الثقيلة والمدفعية. وكان من المقرر الدفع بدبابات تاكيتشي نيشي المدرعة كمرابض مدفعية بغرض التمويه. نظم كوريباياشي المنطقة الجنوبية من الجزيرة في الجبل وحوّله إلى قطاع شبه مستقل، نظرًا لعدم اكتمال النفق الذي يربط جبل سوريباتشي بالقوات الرئيسية أبدًا، في حين جعل منطقته الدفاعية الرئيسية في الشمال. دفع القصف البحري والجوي الأمريكي المتوقع إلى إنشاء منظومة واسعة النطاق من الأنفاق تربط بين المواقع التي جُهزت بحيث يمكن إعادة احتلال الدُشمة التي سبق وأن سقطت. تُعتبر هذه الشبكة من الملاجئ والمخابئ الأفضل بالنسبة للعمليات الدفاعية. على سبيل المثال، كان في ملجأ نانو (قيادة الطيران البحري في منطقة الجزر الجنوبية) الواقع شرق المطار رقم 2، ما يكفي من المؤونة والماء والذخيرة ليصمد اليابانيون لمدة ثلاثة أشهر. كان عمق الملجأ يصل إلى 90 قدم وزود بأنفاق تقود إلى مختلف الاتجاهات. وكان داخل الملجأ ما يقرب من 500 برميل بسعة 55 جالون مملوء بالماء والكيروسين وزيت الوقود للمولدات الكهربائية. أتاحت المولدات التي تعمل بالبنزين تشغيل أجهزة الراديو والإضاءة تحت الأرض.
عندما بدأ الغزو الأمريكي بحلول 19 فبراير 1945، اكتمل 18 كم (11 ميل) من ضمن 27 كم (17 ميل) من شبكة الأنفاق المُخطط لها. وبجانب ملجأ نانبو، كان هناك العديد من مراكز القيادة والثكنات التي وصل عمقها إلى 75 قدم. سمحت هذه الأنفاق بتحرك القوات إلى مواقع دفاعية مختلفة دون رصدها.
نُصبّت المئات من قطع المدفعية والهاون المخفية إلى جانب زرع الألغام الأرضية في جميع أنحاء الجزيرة. كان من بين الأسلحة اليابانية مدافع هاون سبيغوت عيار 320 ملم [الإنجليزية] ومجموعة متنوعة من الصواريخ المتفجرة.
لكن لم تكن الإمدادات اليابانية كافية على الرغم من ذلك. فقد زودّت القوات بنحو 60% من كمية الذخيرة القياسية التي تكفي لاشتباك واحد لفرقة واحدة وما يكفي من الطعام والعلف لمدة أربعة أشهر.
كذلك انتشر العديد من القناصة اليابانيين ومواقع المدافع الرشاشة المموهة. صَمَم كوريباياشي الدفاعات خصيصًا بحيث تُصبح كل منطقة من إيو جيما عُرضة لنيران الدفاعات اليابانية. كما أنه تلقى حفنة من طياري الكاميكازي للاستعانة بهم ضد أسطول العدو؛ وقد نجمّ عن هجماتهم خلال المعركة مقتل 318 بحارًا أمريكيًا. ومع ذلك وخلافًا لرغبته، تلقى أمراً من رؤساؤه في هونشو بإقامة بعض الدفاعات على الشاطئ.

### التجهيزات الأمريكية
سيسير الأمر بسلاسة. سيُسلّم اليابانيون إيو جيما دون قتال.

  -تشيستر دبليو. نيميتز
كانت البحرية الأمريكية والقوات الجوية التابعة للجيش الأمريكي قد شرعت في عمليات القصف البحري والغارات الجوية على إيو جيما منذ 15 يونيو 1944، ما جعلها الأطول والأكثر تركيزًا في مناطق المحيط الهادئ. تعرضت المنطقة لمزيج من قذائف المدفعية البحرية والقصف الجوي الذي استمر لمدة تسعة أشهر. دفعّت مدمرة الحراسة يو إس إس بليسمان بإحدى فرق التخريب تحت الماء (الفريق 15 للتخريب تحت الماء) صوب الشاطئ الأزرق لاستطلاعه لاحقًا في 17 فبراير. أطلق جنود المشاة اليابانيون النار عليهم، مما أسفر عن مقتل غواص أمريكي واحد. كما أُصيبت المدمرة بقنبلة من طائرة يابانية في مساء يوم 18 فبراير، نجم عنها مقتل 40 بحارًا من بينهم 15 فردًا من فريق التخريب تحت الماء.
افترض العديد من الأمريكيين أن أغلب أفراد الحامية اليابانية قد هلكوا نتيجة غارات القصف المستمرة، لجهلهم بآلية نظام الدفاع عبر أنفاق كوريباياشي.

### القصف قبيل الإنزال

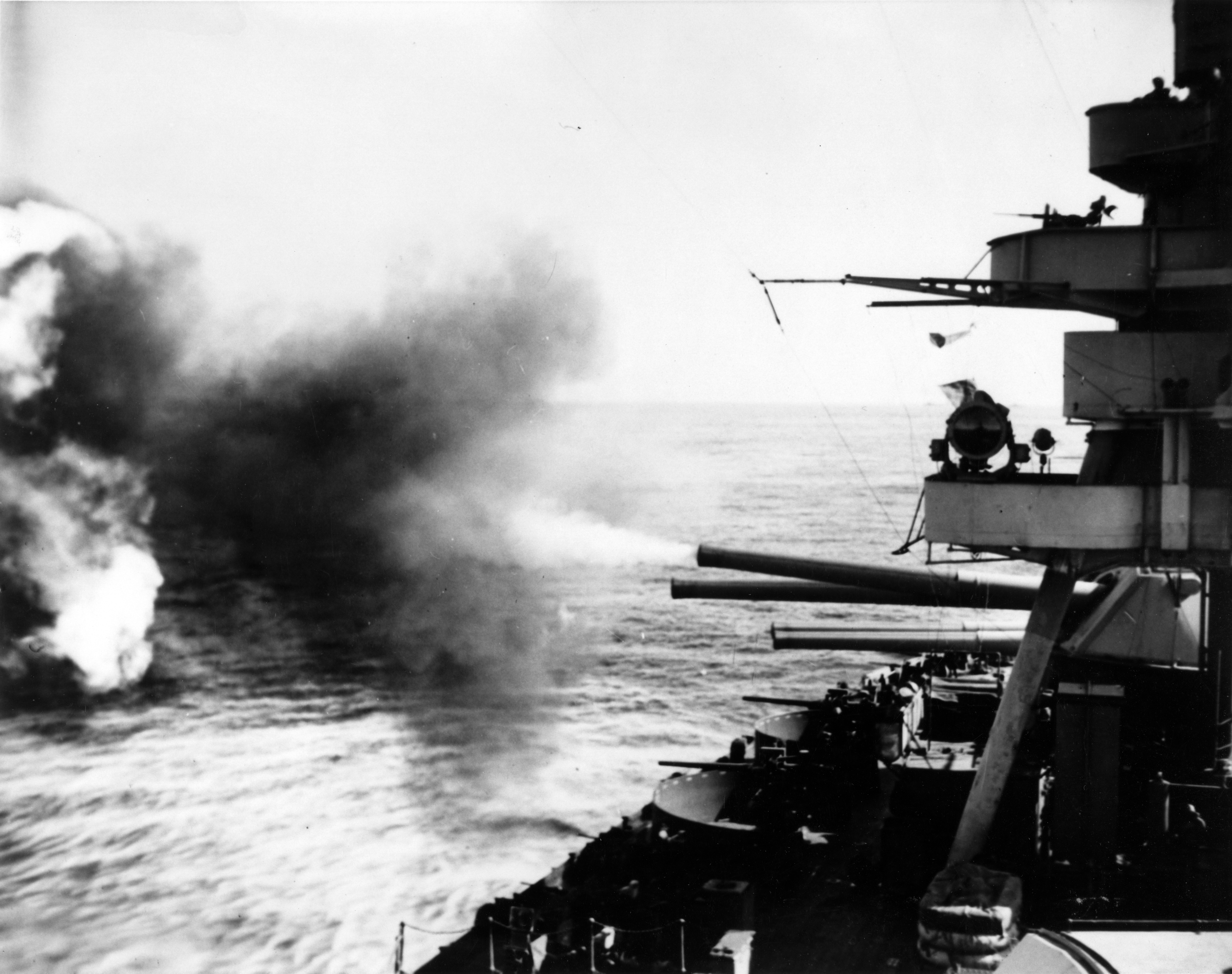
البارجة يو إس إس نيويورك تطلق نيران مدافعها الرئيسية عيار 14 بوصة (360 ملم) على إيوو جيما، 16 فبراير 1945 (اليوم الثالث قبل الإنزال)

طلب اللواء هاري شميدت قائد قوة مشاة البحرية المُكلفة بالإنزال، قصفًا عنيفًا للجزيرة لمدة 10 أيام قبل الهجوم البرمائي في منتصف فبراير. ومع ذلك، لم يقتنع اللواء البحري ويليام إتش. بي. بلاندي [الإنجليزية] قائد قوة الدعم البرمائية (قوة المهام 52) أن قصفًا كهذا من شأنه أن يمنحه الوقت لإعادة تذخير سُفنه قبيل الإنزال؛ وبُناء عليه رفض طلب شميت. فطلب شميدت تسعة أيام من القصف. وكرر بلاندي رفضه مُبديًا موافقته على قصف مدته ثلاثة أيام. خلفّ هذا القرار شعورًا قاسيًا في مشاة البحرية. في أعقاب الحرب، شكى الفريق هولاند سميث قائد قوات المشاة (قوة المهام 56، التي تُشكل فيلق شميدت البرمائي الخامس) بمرارة من تسبب نقص نيران البحرية في إزهاق أرواح مشاة البحرية خلال حملة الحلفاء على الجزيرة بأكملها.
كُلفّت كل بارجة ثقيلة بقصف منطقة معينة بحيث تتمكن جميع السفن من تغطية الجزيرة بأكملها. أطلقت كل بارجة مدافعها لمدة ست ساعات تقريبًا قبل التوقف لفترة زمنية معينة. أدى سوء الأحوال الجوية في اليوم الثالث قبل الإنزال إلى نتائج غير مؤكدة للقصف في ذلك اليوم. بدت نتائج الوقت والاهتمام الذي استغله اليابانيون في إعداد مواقع المدفعية واضحة في اليوم الثاني قبل الإنزال. عندما دخل الطراد الثقيل يو إس إس بينساكولا نطاق بطاريات المدفعية الساحلية، فأصيب 6 مرات على الفور مما أدى لمقتل 17 من أفراد طاقمه. وأُصيب 12 زورقًا صغيرًا لاحقًا خلال محاولة إنزال فرق تخريب تحت الماء بغلالة نيران يابانية وسرعان ما انسحبت. كما أصيبت المدمرة يو إس إس ليوتز أيضًا خلال دعمها تلك الزوارق وتسبب ذلك في مقتل 7 من أفراد الطاقم. أما في اليوم الأخير قبل الإنزال فقد عرقلت الأمطار والغيوم جنود اللواء بلاندي مرة أخرى. لخص الجنرال شميدت مشاعره قائلًا: «لقد حصلنا على 13 ساعة فقط من الدعم الناري خلال 34 ساعة من ضوء النهار المتاح».
كان للقصف المحدود تأثير مشكوك في نتائجه على العدو بسبب قوة تحصينات اليابانيين ومخابئهم. كما منحت الحُفر التي خلفها القصف غطاءً إضافيًا للمدافعين، بينما أعاقت تقدم المهاجمين. ومع ذلك، دُمرّت العديد من المخابئ والكهوف أثناء القصف مما منحه بعض النجاح المحدود. كان اليابانيون يستعدون لهذه المعركة منذ مارس 1944 مما أعطاهم بداية قوية. كان هناك حوالي 450 سفينة أمريكية تقع قبالة إيو جيما بحلول وقت الإنزال. ضمت المعركة بأكملها حوالي 60.000 من مشاة البحرية الأمريكية وعدة آلاف من مُهندسي البحرية الأمريكية.

## القوى المتحاربة

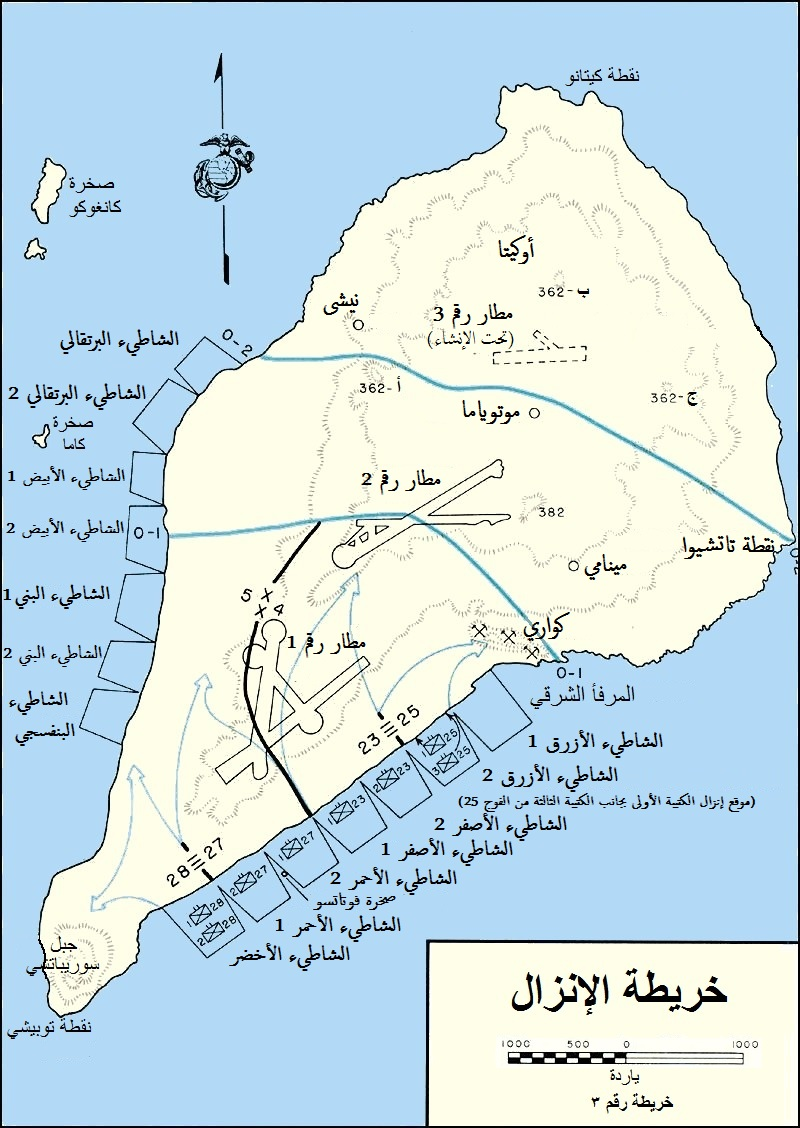
خريطة تفصيلية لمناطق الإنزال الأمريكي على إيو جيما

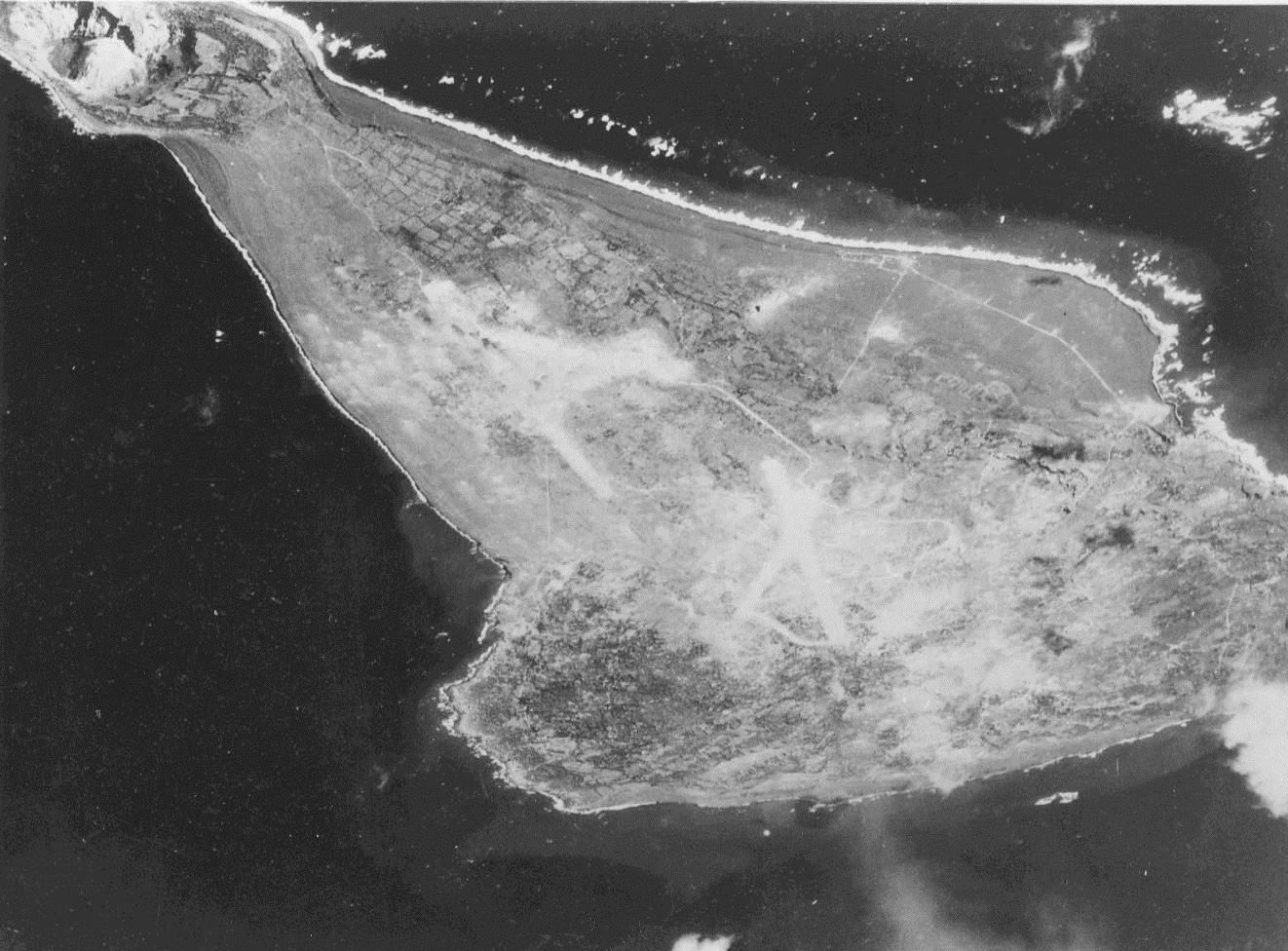
منظر جوي لإيو جيما في 1945

### تشكيل القوات الأمريكية
الأسطول الخامس الأمريكي:

بقيادة الأدميرال ريموند إيه. سبروينس على متن الطراد الثقيل إنديانابوليس
 قوة التدخل السريع المشتركة (قوة المهام 51)
بقيادة نائب الأدميرال ريتشموند كيلي تيرنر على متن سفينة القيادة البرمائية إلدورادو
 قوة الدعم البرمائية (قوة المهام 52)
بقيادة عميد بحري ويليام إيتش. بلاندي على متن سفينة القيادة البرمائية إستس
 قوة الهجوم (قوة المهام 53)
بقيادة عميد بحري هاري دبليو. هيل على متن سفينة القيادة البرمائية أوبورن
 قوة الاستطلاع (قوة المهام 56)

بقيادة اللواء هولاند إم. سميث، قوات مشاة البحرية الأمريكية
- رئيس الأركان: العقيد دادلي إس. براون، مشاة البحرية
- ضابط شؤون الأفراد (مج-1): العقيد راسل إن. جوردال، مشاة البحرية
- ضابط الاستخبارات (مج-2): العقيد إدموند جيه. باكلي، مشاة البحرية
- ضابط العمليات (مج-3): العقيد كينيث إتش. وير، مشاة البحرية
- ضابط اللوجستيات (مج-4): العقيد جورج آر. روان، مشاة البحرية

 الفيلق البرمائي الخامس

بقيادة اللواء هاري شميدت، من قوات مشاة البحرية الأمريكية
- رئيس الأركان: العميد. اللواء ويليام دبليو. روجرز، مشاة البحرية
- ضابط شؤون الأفراد (مج-1): العقيد ديفيد أيه. ستافورد، مشاة البحرية
- ضابط الاستخبارات (مج-2): العقيد توماس آر. يانسي، القوات البرية
- ضابط العمليات (مج-3): العقيد إدوارد أيه. كريغ، مشاة البحرية
- ضابط اللوجستيات (مج-4): العقيد ويليام إف. براون، مشاة البحرية
  - مقر مشاة البحرية الميداني الثامن (قيادة مجموعة الشاطئ): العقيد ليلاند إس. سويندلر
  - وحدة التحكم بالدعم الجوي لقوات الإنزال رقم 1: العقيد فيرنون إي. ميجي
  - الكتيبة 62 من مهندسي البحرية

القطاع الجنوبي (الشواطئ الخضراء والحمراء):
 فرقة مشاة البحرية الخامسة (25.884 ضابط وجندي)
- قائد الفرقة: اللواء كيلر إي. روكي
- قائد الفرقة المساعد: العميد. الجنرال ليو دي. هيرمل
- رئيس الأركان: العقيد راي أيه. روبنسون
- ضابط شؤون الأفراد (مج-1): العقيد جون دبليو. بيكيت
- ضابط الاستخبارات (مج-2): المقدم جورج أيه. رول
- ضابط العمليات (مج-3): العقيد جيمس إف. شو الابن.
- ضابط اللوجستيات (مج-4): العقيد إيرل إس. بايبر
  - فوج مشاة البحرية السادس والعشرون: العقيد تشيستر بي. جراهام
  - فوج مشاة البحرية السابع والعشرون: العقيد توماس إيه. وورنهام
  - فوج مشاة البحرية الثامن والعشرون: العقيد هاري بي. ليفرسيدج
  - فوج (المدفعية) الثالث عشر من مشاة البحرية: العقيد جيمس دي. والر
  - كتيبة الدبابات الخامسة: مقدم ويليام آر. كولينز
  - فوج مشاة البحرية الخامس لمجموعة الشاطئ (الكتيبة من طلائع مشاة البحرية والكتيبة 31 إنشاءات بحرية)

القطاع الشمالي (الشواطئ الصفراء والزرقاء):
 فرقة مشاة البحرية الرابعة (24.452 ضابط وجندي)
- - قائد الفرقة: اللواء كليفتون كيتس
  - قائد الفرقة المساعد: العميد. الجنرال فرانكلين أيه. هارت
  - رئيس الأركان: العقيد ميرتون جيه باتشيلدر
  - ضابط شؤون الأفراد (مج-1): العقيد أورين ويلر
  - ضابط الاستخبارات (مج-2): المقدم غودرهام إل. ماكورميك
  - ضابط العمليات (مج-3): العقيد إدوين أيه. بولوك
  - ضابط اللوجستيات (مج-4): العقيد ماثيو سي. هورنر
    - فوج مشاة البحرية الثالث والعشرون: العقيد والتر وينسنجر
    - فوج مشاة البحرية الرابع والعشرون: العقيد والتر جوردن
    - فوج مشاة البحرية الخامس والعشرون: العقيد جون آر. لانيغان
    - فوج (المدفعية) الرابع عشر من مشاة البحرية: العقيد لويس ديهافين
    - كتيبة طلائع مشاة البحرية الرابعة والكتيبة 133 مهندسين بحرين (مجموعة الشاطئ)
    - فوج المشاة 147 (القوات البرية الأمريكية)

الاحتياطي المتنقل (تحولّ إلى القطاع المركزي في 22 فبراير):
 فرقة مشاة البحرية الثالثة (19.597 ضابط وجندي)
- - قائد الفرقة: اللواء غريفز بي. إرسكين
  - قائد الفرقة المساعد: العميد وليام أيه. وورتون
  - رئيس الأركان: العقيد روبرت هوغابوم
  - ضابط شؤون الأفراد (مج-1): الرائد إيرفينغ آر. كريندلر
  - ضابط الاستخبارات (مج-2): المقدم هوارد جي. تورتون
  - ضابط العمليات (مج-3): العقيد آرثر إتش. بتلر
  - ضابط اللوجستيات (مج-4): العقيد جيمس دي. هيتل
    - فوج مشاة البحرية الثالث (الاحتياطي المتنقل): العقيد جيمس أيه. ستيوارت
    - فوج مشاة البحرية التاسع: العقيد هوارد كينيون
    - فوج مشاة البحرية الحادي والعشرون: العقيد هارتنول جيه. ويذرز
    - فوج (المدفعية) الثاني عشر من مشاة البحرية: المقدم. ريموند إف. كريست الابن

### تشكيل القوات اليابانية
إجمالي عدد الجنود المسلحين (20.530 - 21.060)

بقيادة الفريق تاداميتشي كوريباياشي،

العقيد تاداشي تاكايشي في منصب رئيس الأركان،

اللواء كوتو أوسوغا (مقر الفرقة 109)
 الجيش (13.183 - 13.713 ضابط وجندي)
- الفرقة 109
  - فوج المشاة 145: العقيد إيكيدا ماسو
  - فوج المشاة 17 المختلط: النقيب شيموتسوما
  - فوج الدبابات 26: المقدم تاكيشي نيشي
- اللواء المختلط الثاني: اللواء ساداسي سيندا
  - الكتيبة 309 مشاة مستقلة
  - الكتيبة 310 مشاة مستقلة
  - الكتيبة 311 مشاة مستقلة
  - الكتيبة 312 مشاة مستقلة
  - الكتيبة 314 مشاة مستقلة

 البحرية (7.347 ضابط وجندي)
- الأسيطل الجوي السابع والعشرون بقيادة الأدميرال رينوسكي إيتشيمارو
  - وحدة الدفاع الجوي 125
  - وحدة الدفاع الجوي 132
  - وحدة الدفاع الجوي 141
  - وحدة الدفاع الجوي 149

## اليوم الأول - 19 فبراير 1945

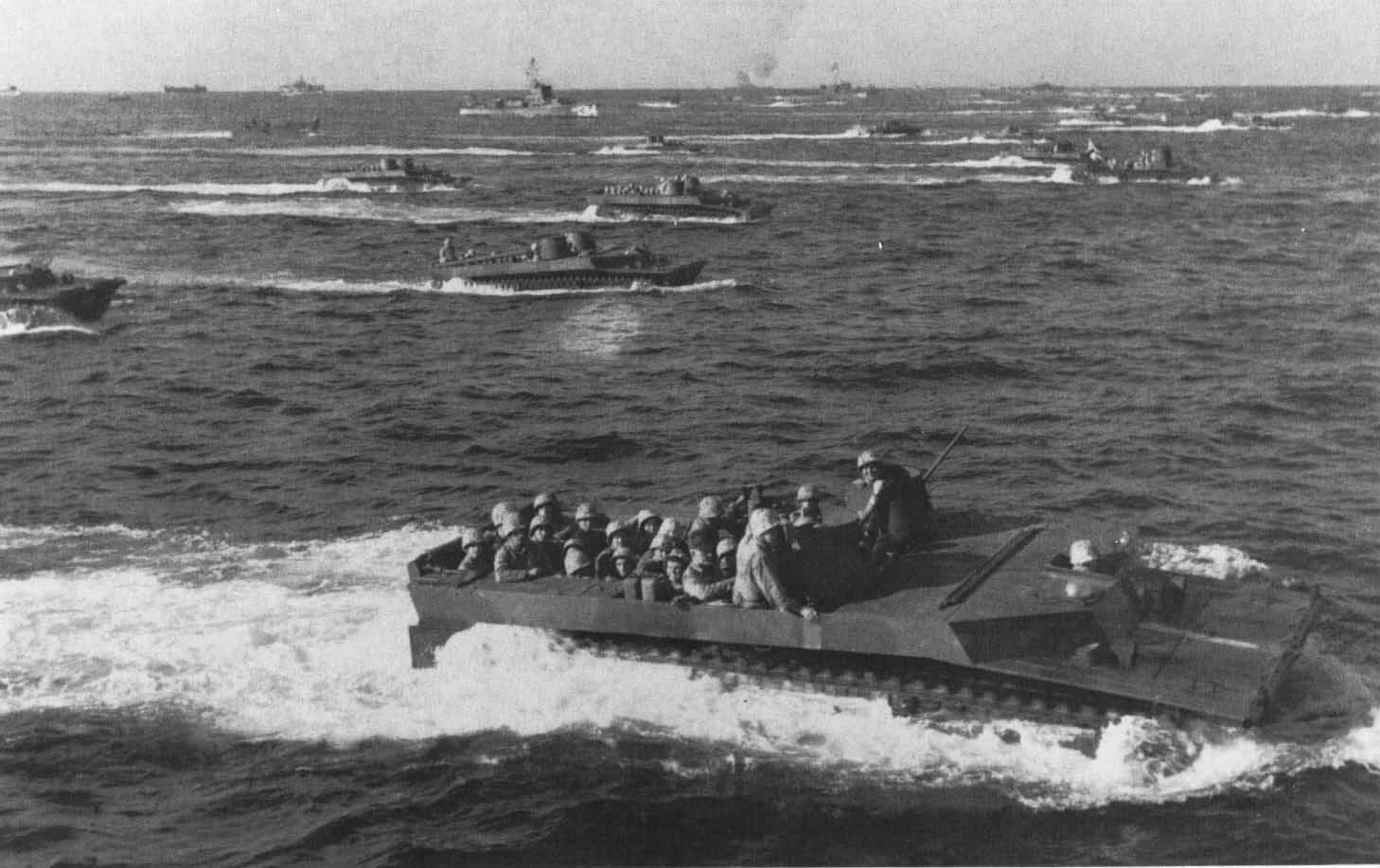
مركبات الإنزال البرمائية تقترب من إيو جيما.

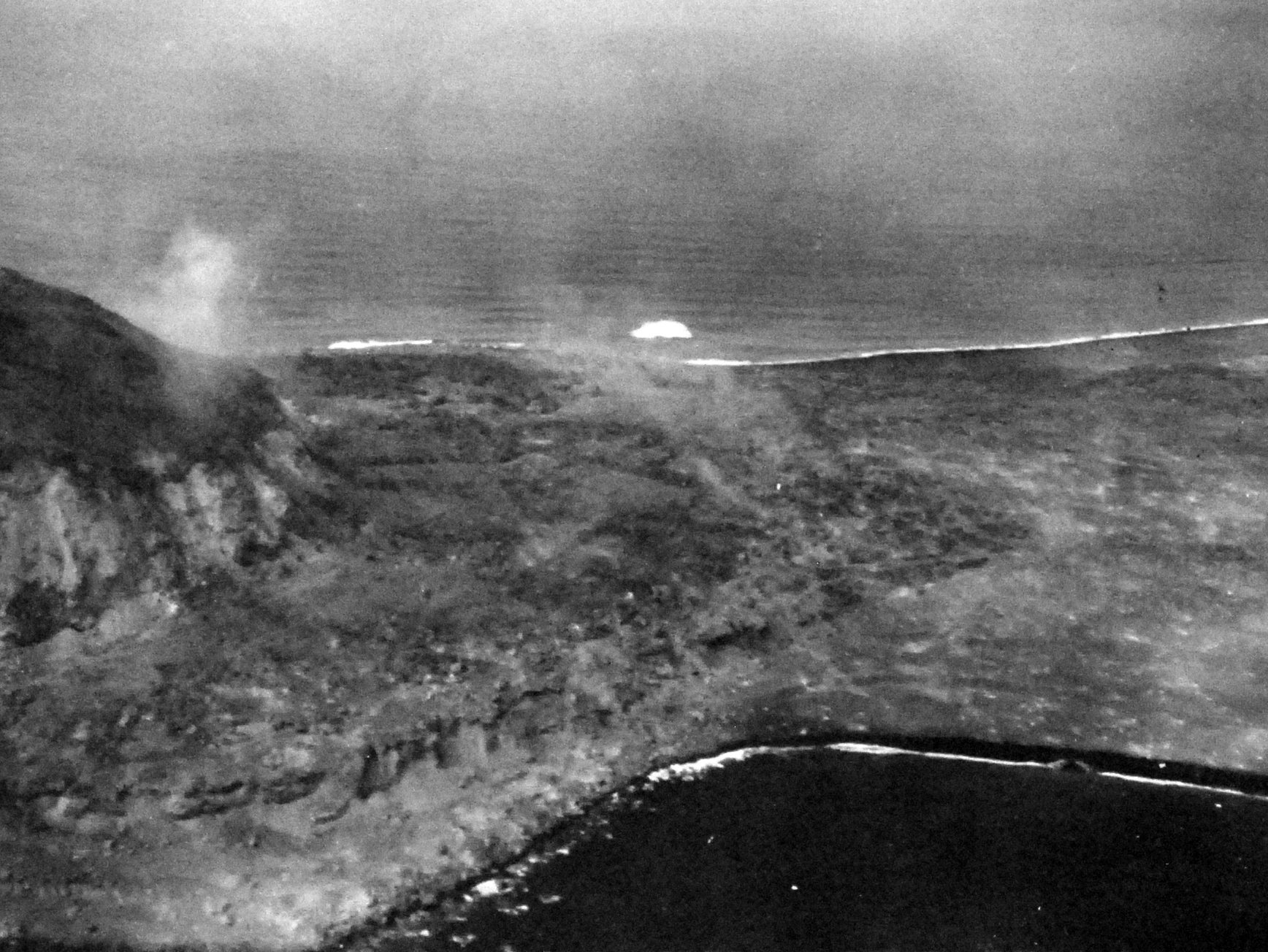
منظر جوي للجزء الجنوبي من إيو جيما، 19 فبراير 1945

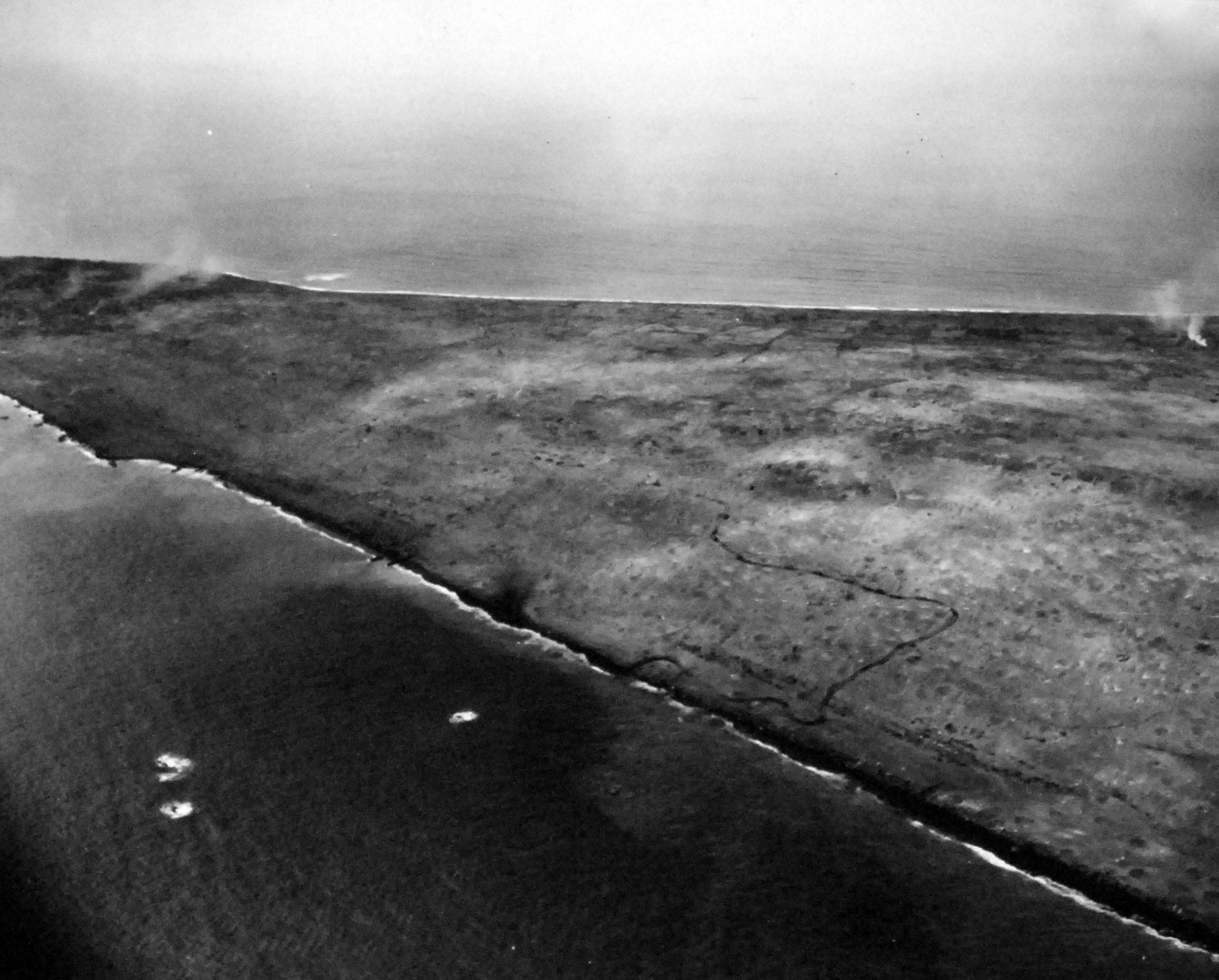
منظر جوي لإنزال مشاة البحرية على الشاطيء، 19 فبراير 1945

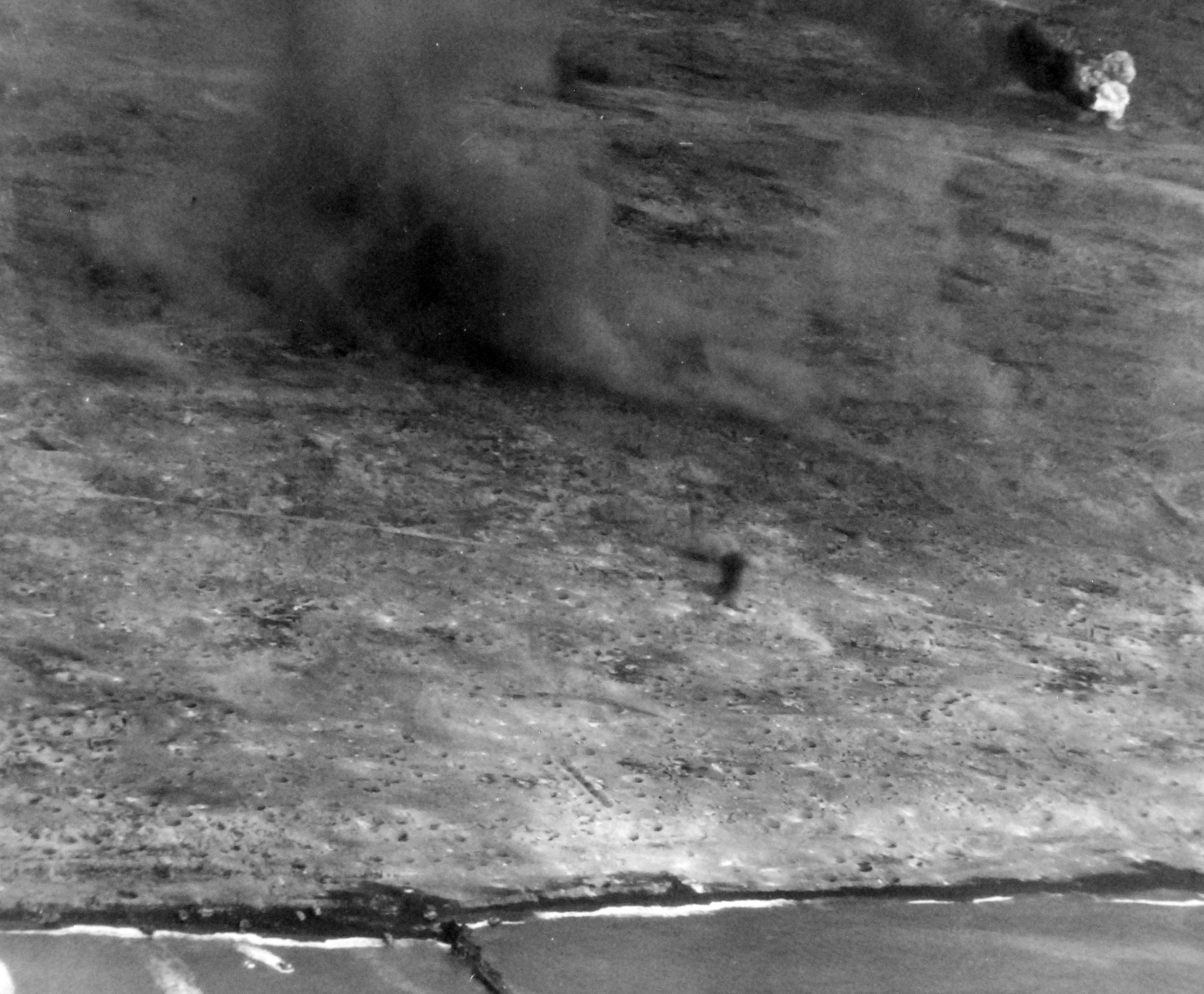
منظر جوي لإنزال مشاة البحرية على الشاطيء، 19 فبراير 1945

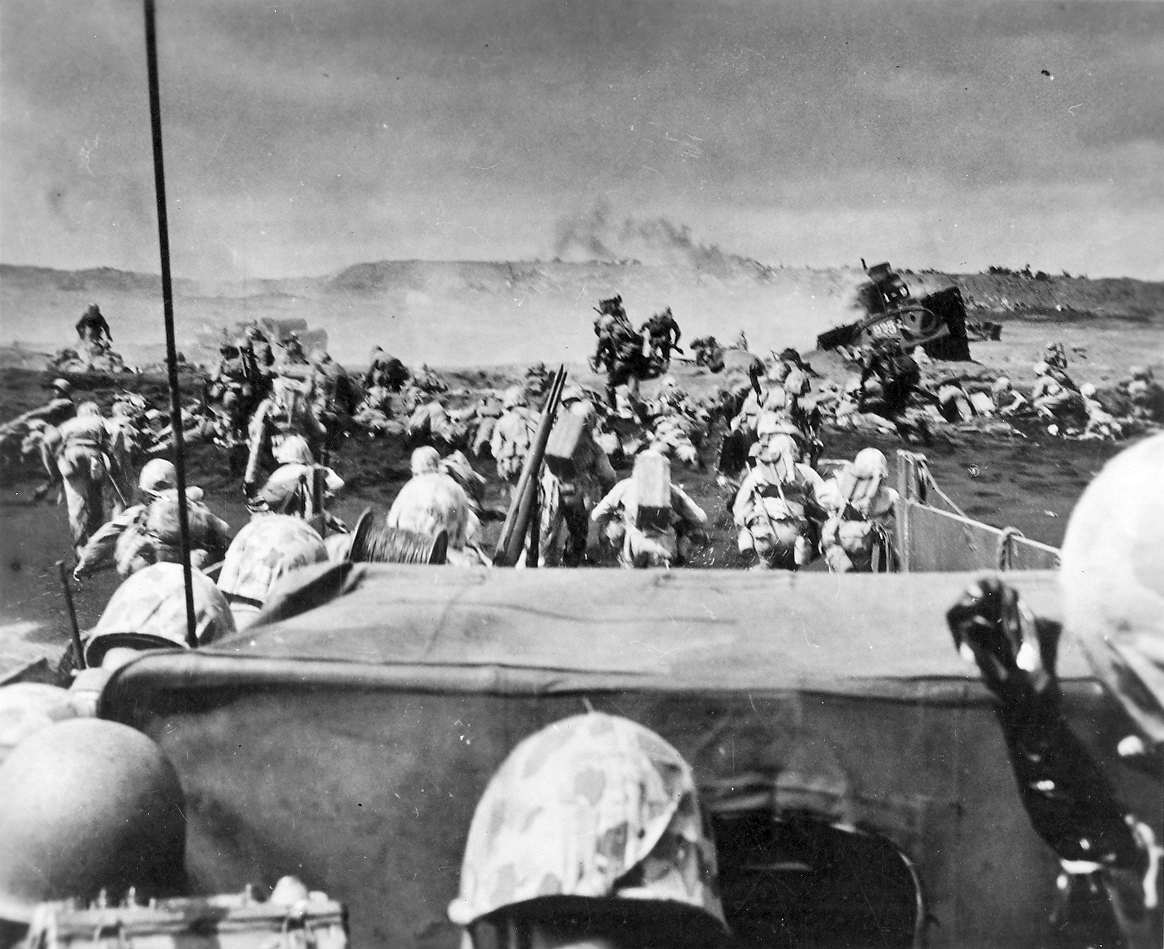
إنزال مشاة البحرية على الشاطيء

### الإنزال البرمائي
وصلت قوة المهام 58 ليلًا قبالة إيو جيما وهي قوة حاملات ضخمة بقيادة الفريق البحري مارك ميتشر. انضم لهذا الأسطول أيضًا الأدميرال ريموند سبروينس القائد العام للغزو في سفينة القيادة الطراد الثقيل يو إس إس إنديانابوليس. شعر هولين سميث مرة أخرى بإحباط عميق لأن مجموعة حاملات الطائرات القوية التابعة لقوة ميتشر كانت تقصف الجزر اليابانية الرئيسية بدلاً من إضعاف دفاعات إيو جيما. ومع ذلك ساهم طيارو ميتشر مع السفن السطحية في القصف الإضافي الذي صاحب تشكيل المركبات البرمائية.
بدا يوم الإنزال واضحًا ومشرقًا على عكس الأيام التي سبقت قصف ما قبل الإنزال. نزلت الموجة الأولى من مشاة البحرية على شواطيء الساحل الجنوبي الشرقي لإيو جيما في الساعة 08:59 قبل دقيقة واحدة من الموعد المحدد. كان لدى الرائد هوارد كونور ضابط إشارة الفرقة البحرية الخامسة ستة من المتكلمين بالشفرات من النافاهو عملوا على مدار الساعة خلال أول يومين من المعركة. هؤلاء الستة أرسلوا واستقبلوا أكثر من 800 رسالة وكلها بلا أخطاء. صرح كونور في وقت لاحق، «لولا أفراد النافاهو، لما استولى مشاة البحرية على إيو جيما».

### الوضع عند الشواطئ
لسوء حظ قوة الإنزال أخطأ المُخططون في بيرل هاربور تمامًا في تقدير الموقف الذي سيواجه مشاة البحرية بقيادة الجنرال شميدت. فقد وُصفت الشواطئ بأنها «ممتازة» وكان من المتوقع أن يكون الاندفاع نحو الداخل «سهلًا». لكن في الواقع وبعد اجتياز الشاطئ، واجه مشاة البحرية منحدرات يبلغ ارتفاعها 4.6 م (15 قدمًا) من الرماد البركاني الأسود الناعم. لم يسمح هذا الرماد بتوفير أرضية آمنة أو حتى بعمل حُفر برميلية لحماية مشاة البحرية من النيران المُعادية. ومع ذلك، ساعد على امتصاص بعض شظايا المدفعية اليابانية.
«تدربّ مشاة البحرية على المضي قُدمًا بُخطى حثيثة؛ أما هنا فلم يكن بوسعهم سوى التقدم ببُطء. كان وزن المعدات وكميتها عائقًا كبيرًا، فتخلصوا من العناصر المختلفة بسرعة وكان أولها قناع الغاز..»
بدأت قوات مشاة البحرية في الانتشار على شواطئ إيو جيما، بعدما أدى غياب رد الفعل القوي على البحرية الأمريكية إلى الاستنتاج أن قصفها نجح في إسكات الدفاعات اليابانية، في حين كان الجنرال كوريباياشي بعيدًا عن القصف. شق مشاة البحرية الأمريكية طريقهم ببطء إلى الأمام في صمت قاتل غافلين عن الخطر المحدق. ترك كوريباياشي الأمريكيين يكدسون الرجال والمعدات على الشاطيء لمدة تزيد قليلاً عن ساعة، ثم أطلق العنان لإجراءاته المضادة الكاملة. وبعد الساعة 10:00 قليلًا، بدأت كل غلالة من المدافع الرشاشة وقذائف الهاون إلى المدفعية الثقيلة بالتساقط على الشاطيء المزدحم، الذي تحول سريعًا إلى حمام دم مرعب.
«كان الأمر بمثابة زخات خشنة من طلقات الرشاشات في البداية، تزايدت تدريجيًا بشكل أكبر وأكثر شراسة حتى بدا أخيرًا أن كل الغضب المكبوت لمائة إعصار وكأنه يتحطم فوق رؤوس الأمريكيين. زمجرت القذائف وانفجرت وصبّت كل تلة نيرانًا آلية وانفجرت التربة الرخوة جدًا تحت الأقدام مع انفجار مئات الألغام الأرضية.. تكوّم مشاة البحرية المنتصبين في سيرهم وسقطوا. لترفعهم الصدمات وتطرحهم أرضًا أو تمزقهم.»
وصف روبرت شيرود مراسل مجلتي التايم ولايف المعركة ببساطة «كانت كابوسًا في الجحيم».
فتحت المدفعية اليابانية الثقيلة في جبل سوريباتشي أبوابها الفولاذية المقواة لإطلاق النار ثم أغلقتها على الفور لمنع إطلاق النيران المضادة من مشاة البحرية ومدفعيتها. نتيجة لذلك تعذر على الوحدات الأمريكية تدمير هذه القطع المدفعية اليابانية. ومما زاد الطين بلة للأمريكيين، أن المخابئ كانت متصلة بنظام أنفاق دقيق بحيث أعادت القوات اليابانية احتلال المخابئ التي سبق وطهرتها قاذفات اللهب والقنابل اليدوية، بعد ذلك بوقت قصير والتي كانت تتحرك عبر تلك الأنفاق. تسبب هذا التكتيك في وقوع العديد من الخسائر في صفوف مشاة البحرية وذلك أثناء عبورهم بجانب المخابئ التي أُعيد احتلالها، دون أن يتوقعوا تعرضهم فجأة لنيران جديدة.

### الانتقال من الشواطئ
لم يكن بوسع المركبات البرمائية القيام بشيء سوى إثارة الرماد الأسود بلا طائل، لعجزها عن إحراز أي تقدم أعلى المنحدرات؛ مما اضطر ركابها من مشاة البحرية إلى النزول والتقدم سيرًا. تمكن رجال الكتيبة 31 و133 إنشاءات بحرية، الذين تحدوا نيران العدو، في نهاية المطاف من تسوية الطرق بالجرافات قبالة الشاطئ. مما سمح لمشاة البحرية والمعدات بإحراز بعض التقدم أخيرًا نحو الداخل والانتقال من الشواطئ المكدسة. «ومع ذلك، كان هناك تقريبًا في كل حفرة بفعل قذيفة، جندي واحد ميت على الأقل من مشاة البحرية...»
بحلول الساعة 11:30، تمكن بعض مشاة البحرية من الوصول إلى الطرف الجنوبي للمطار رقم 1، الذي كان احتلاله أحد الأهداف الأمريكية الأصلية (غير الواقعية للغاية) في اليوم الأول. تحمل مشاة البحرية هجومًا قوامه 100 ياباني متعصب، لكنهم تمكنوا من الحفاظ على موطئ قدمهم في المطار رقم 1 مع حلول الليل.

### اجتياز الجزيرة
في القطاع أقصى اليسار، تمكن الأمريكيون من تحقيق أحد أهدافهم للمعركة في ذلك اليوم. بقيادة العقيد هاري بي. "هاري ذا هورس" ليفرسيدج، حيث اجتاز فوج مشاة البحرية الثامن والعشرون الجزيرة في أضيق عرض لها، حوالي 800 م (870 ياردة)، وبالتالي عزلوا اليابانيين المتمركزين في جبل سوريباتشي.

### القتال على الجناح الأيمن
فرضّت المواقع اليابانية المتمركزة في المحجر سيطرتها على منطقة الإنزال في أقصى يمين الجزيرة. شَنّ فوج مشاة البحرية الخامس والعشرون هجومًا مزدوجًا لإسكات مدافعها، يُمكن تلخيص تجربة أفراده في مأساة الملازم ثان. بنيامين روزيل الذي كان ضمن فريق مشاة يوّجه نيران البحرية:
«في غضون دقيقة انفجرت قذيفة هاون بين المجموعة.. وتعلقّت قدمي وكاحلي بساقي اليسرى بشريط من اللحم.. في غضون دقائق سقطت قذيفة ثانية بالقرب مني ومزقّت شظاياها ساقي الأخرى. فيما تساءلت لمدة ساعة تقريبًا ترى أين ستسقط القذيفة التالية؟ وسُرعان ما انفجرت قذيفة فوقي تقريبًا، مما أدى إلى إصابتي مرة ثالثة في كتفي. وفي الحال تقريبًا أطاح بي انفجار آخر لعدة أقدام في الهواء ومزقت شظايا حارقة كلتا فخذاي.. وعندما رفعت ذراعي للنظر إلى ساعتي انفجرت قذيفة هاون على بعد أقدام فقط مني، نَسَفّت الساعة من معصمي ومزقت قطعة مجوفة كبيرة من ساعِدي، كنت قد بدأت أدرك كيف يكون شعور المرء عندما يُصلّب.»
بلغ من شراسة المقاومة اليابانية في منطقة المحجر، أنه بحل الظلام لم يبق سوى 150 من مشاة البحرية القادرين على القتال، من قرابة 900 رجل من كتيبة مشاة البحرية الثالثة والعشرون الذين هبطوا في الصباح. بمعدل خسائر بلغ 83.3٪.
وصل 30 ألف من مشاة البحرية بحلول المساء تبعهم لاحقًا حوالي 40.000 آخرين. تطلع هاولين «ماد» سميث على متن سفينة القيادة إلدورادو إلى التقارير المطولة عن الخسائر وعلم بالتقدم البطيء للقوات البرية. وقد اعترف إلى المراسلين الحربيين الذين يغطون العملية، «أنا لا أعرفه، لكن الجنرال الياباني الذي يدير هذا المشهد هو أحد الملاعين الأذكياء.»

## القتال اللاحق
توقع مشاة البحرية شن هجمات بانزاي اليابانية المعتادة أثناء الليل في الأيام التي تلت الإنزال. كانت هذه هي الإستراتيجية الدفاعية اليابانية التقليدية في المعارك السابقة ضد القوات البرية للعدو في المحيط الهادئ مثل معركة سايبان. خلال تلك الهجمات التي كان مشاة البحرية مستعدين لها قُتل غالبية المهاجمين اليابانيين وانخفضت القوة اليابانية بشكل كبير. ومع ذلك، منع الجنرال كوريباياشي هجمات «الموجات البشرية» بقوة من قبل المشاة اليابانيين لأنه اعتبرها غير مجدية.
كان القتال على رأس جسر إيو جيما ضاريًا للغاية. تعثر تقدم مشاة البحرية بسبب العديد من المواقع الدفاعية المُعززة بقطع المدفعية. فقد تعرض مشاة البحرية إلى كمائن القوات اليابانية التي كانت تندفع أحيانًا من الأنفاق. أما في الليل كان اليابانيون يغادرون دفاعاتهم تحت جنح الظلام لمهاجمة الخنادق الأمريكية، لكن سفن البحرية الأمريكية كانت تُطلق قذائف كاشفة لحرمانهم من غطاء الظلام. وقد جرى استغلال الجنود اليابانيين وفي إيوو جيما (وغيرها من الجزر التي كانت تحت سيطرة اليابانيين) ممن يعرفون الإنجليزية لمناوشة و/أو خداع مشاة البحرية من أجل قتلهم إن استطاعوا؛ فكانوا يصرخون «أيها المُسعف!» متظاهرين أن هناك جندي جريح من مشاة البحرية لاستدراج أفراد الطاقم الطبي للبحرية الأمريكية الملُحقين بسرايا مشاة البحرية.
تيقن مشاة البحرية أن الأسلحة النارية لم تكن فعالة نسبيًا ضد المدافعين اليابانيين، فاستخدموا قاذفات اللهب والقنابل اليدوية بشكل فعال لطرد القوات اليابانية من الأنفاق. أثبتت إحدى الابتكارات التكنولوجية نفسها خلال المعركة، وهي ثمان دبابات متوسطة طراز شيرمان إم4إيه3آر3 والمجهزة بقاذفة اللهب (دبابات «رونسون» أو «زيبو») والتي ثبتت فعاليتها الكبيرة في تطهير المواقع اليابانية. كان من الصعب تحييد دبابات شيرمان، لدرجة أن المدافعين كانوا يضطرون في كثير من الأحيان إلى مُهاجمتها في العراء، ليقعوا ضحية لمشاة البحرية المتفوقين عدديًا.
في بادئ الأمر، قدمّت مقاتلات من على متن حاملات الطائرات المرافقة قبالة الساحل الدعم الجوي القريب. ثم انتقلت تلك المهمة إلى مجموعة المقاتلات الخامسة عشرة، التي كانت تُحلق بطائرات بي-51 موستانغ، بعدما وصلت إلى الجزيرة في 6 مارس. وبالمثل، انتقل إطلاق القنابل المضيئة (المشاعل) المُستخدمة لإضاءة ساحة المعركة ليلاً والتي كانت تُوفرها السفن في بداية الأمر إلى مدفعية قوة الإنزال لاحقًا. كان المتكلمون بالشفرات من النافاهو جزءًا من الاتصالات الأرضية الأمريكية جنبًا إلى جنب مع أجهزة الاتصال اللاسلكية وأجهزة الراديو المحمولة على الظهر من نوع إس سي آر-610 [الإنجليزية].
وجدت القوات اليابانية نفسها في موقف يائس بعد نفاذ المياه والمؤونة ومعظم الإمدادات مع اقتراب نهاية المعركة. أدركّ كوريباياشي الذي عارض هجمات بانزاي في بداية المعركة أن الهزيمة أضحت وشيكة.
بدأ مشاة البحرية في مواجهة أعداد متزايدة من الهجمات الليلية؛ لم تكن تصدها سوى مجموعة من المواقع الدفاعية من المدافع الرشاشة مُدعمة بالمدفعية. في بعض الأحيان انخرط مشاة البحرية في قتال متلاحم لصد الهجمات اليابانية. وقد وصل المزيد من القوات والمعدات الثقيلة إلى الشاطئ بعد تأمين منطقة الإنزال واستُكمل الغزو شمالًا للاستيلاء على المطارات وباقي الجزيرة. فيما قاتل معظم الجنود اليابانيين قتالًا مستميتًا.

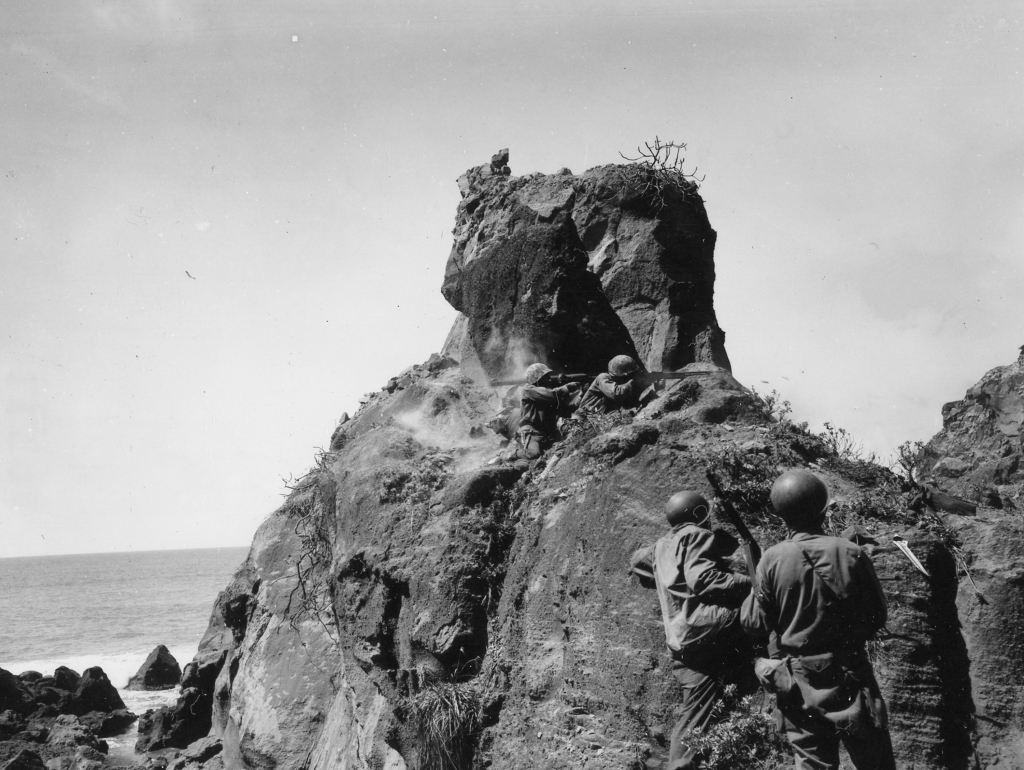
جنود الجيش الأمريكي يشتبكون في قتال عنيف مع مواقع يابانية محصنة بشدة
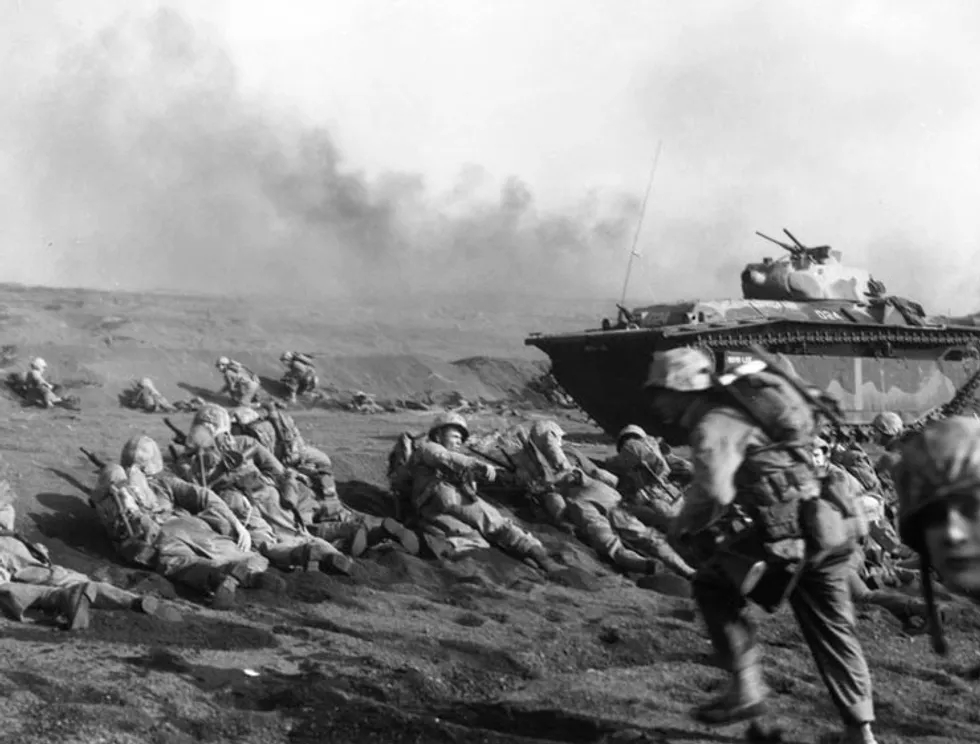
مشاة البحرية الأمريكية، الكتيبة الثانية، الفوج السابع والعشرون، في انتظار التحرك إلى داخل إيو جيما، بعد فترة قصيرة من نزولهم إلى الشاطئ الأحمر رقم 1. ويظهر في الخلفية مركبة إنزال برمائية طراز (إيه)-5، 19 فبراير 1945.
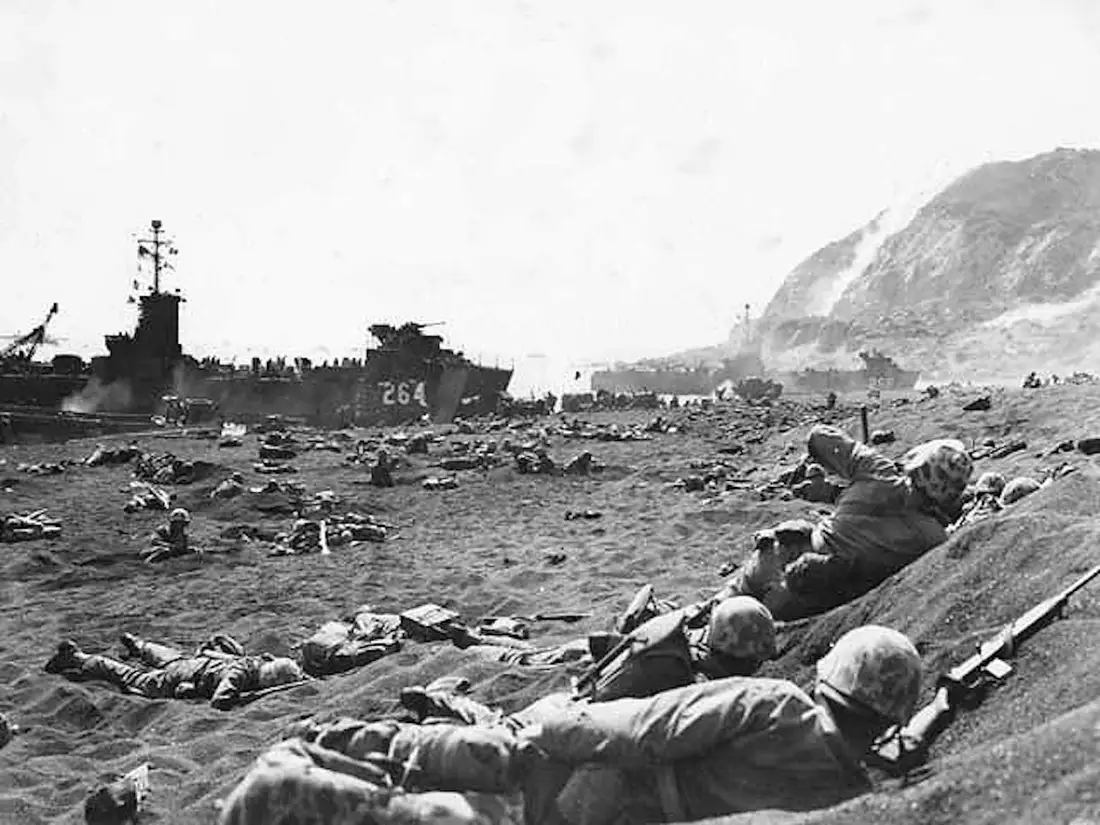
أفراد من الكتيبة الأولى من فوج مشاة البحرية 23 يحفرون في الرمال البركانية على الشاطئ الأصفر رقم 1. يظهر في أعلى اليسار سفينة إنزال على الشاطئ بينما يظهر جبل سوريباتشي أعلى اليمين.
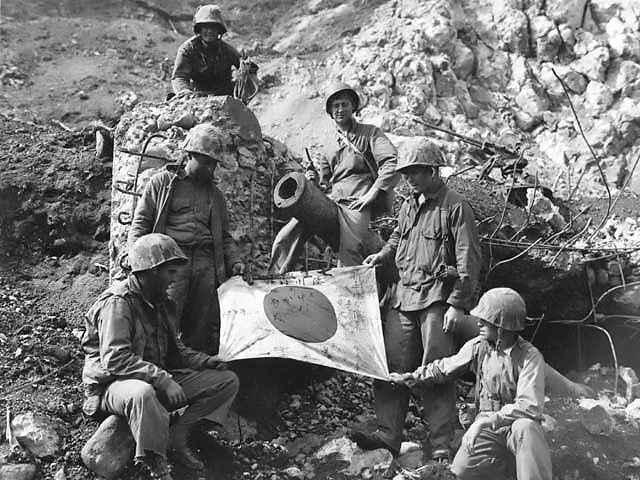
مشاة البحرية الأمريكية (من اليسار إلى اليمين)، جندي أول. جي. إل. هدسون الابن، الجندي. كيه. أل. لوفتر، جندي أول. باول ڤي. بارسيس، (فوق الجزء العلوي من الدُشمة)، الجندي. فريد سايزمور، جندي أول. هنري نوفيتش والجندي. ريتشارد إن. بيرسون يستعرضون علمًا يابانيًا استولوا عليه فوق دُشمة للعدو.
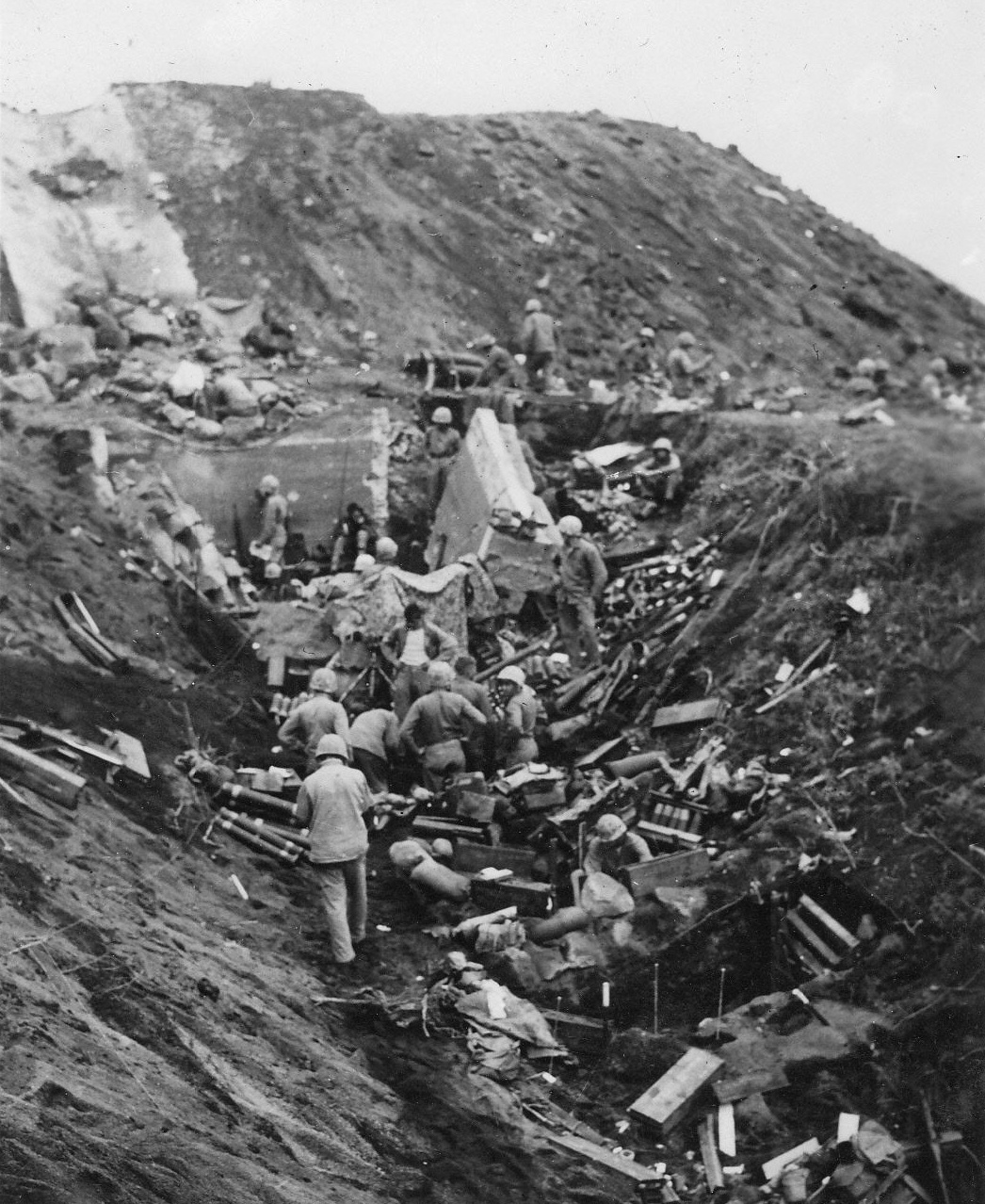
قناة جافة استُخدمّت كمركز قيادة لفوج مشاة البحرية 23 في إيو جيما

## رفع العلم الأمريكي فوق جبل سوريباتشي

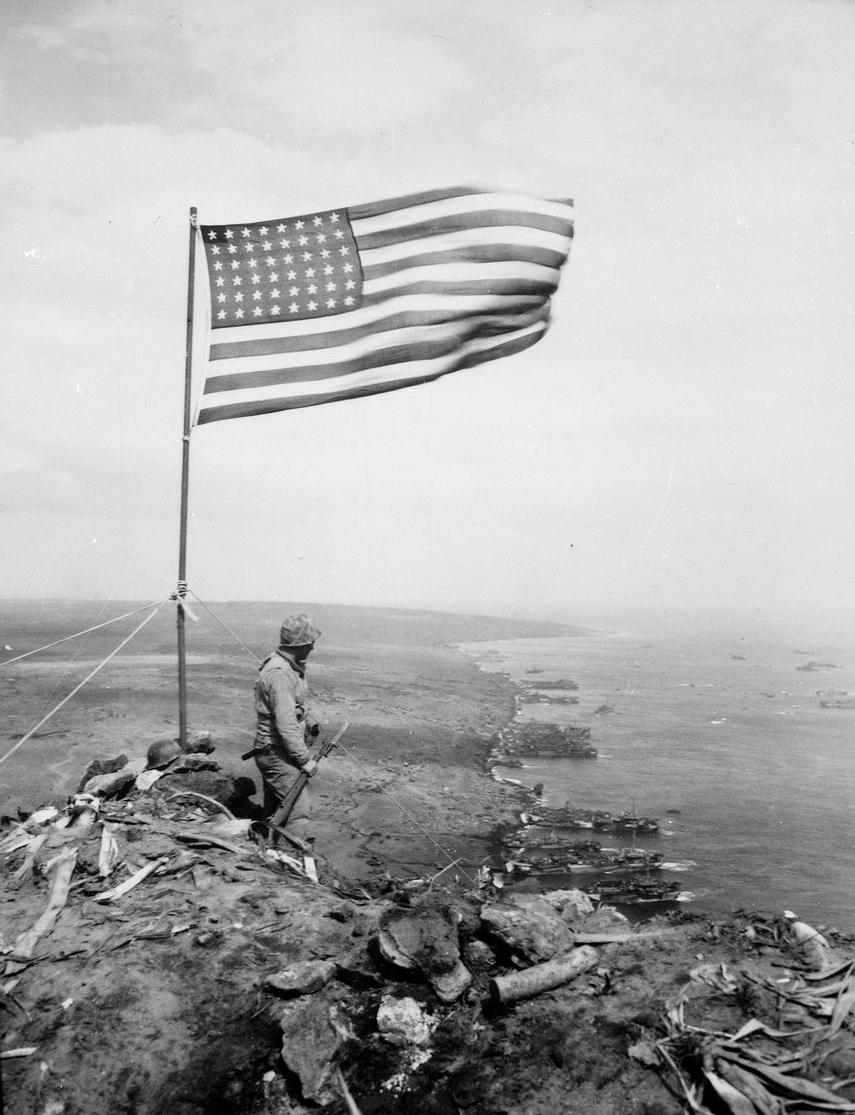
العلم الأمريكي فوق جبل سوريباتشي

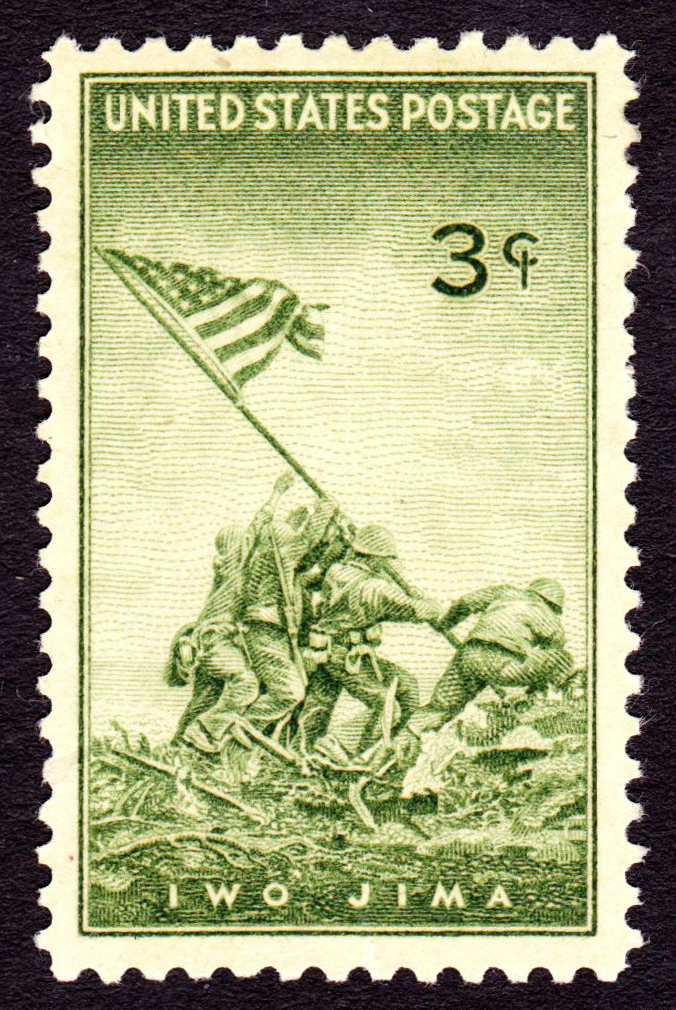
طابع بريدي أمريكي، صدر في 1945، لإحياء ذكرى معركة إيو جيما

رفع العلم فوق إيو جيما صورة فوتوغرافية باللونين الأبيض والأسود التقطها جو روزنتال ويظهر فيها ستة من مشاة البحرية من السرية إ، الكتيبة الثانية، الفوج الثامن والعشرون، وهم يرفعون العلم الأمريكي فوق جبل سوريباتشي في 23 فبراير 1945، كانت هذه هي المرة الثانية التي يُرفع فيها العلم على الموقع في ذلك اليوم. حظيت الصورة بشهرة كبيرة، حيث أُعيد طبعها في آلاف المنشورات. وأصبحت الصورة الوحيدة التي فازت بجائزة بوليتزر للتصوير الفوتوغرافي لاحقًا في نفس العام الذي نُشرت فيه، وأصبح ينظر إليها بالنهاية كونها واحدة من أكثر صور الحرب أهمية وتميزًا وربما الصورة الأكثر استنساخًا على الإطلاق. استخدم فيليكس دي ويلدون صورة رفع العلم لاحقًا لنحت النصب التذكاري لفيلق مشاة البحرية والذي يقع بجوار مقبرة أرلينغتون الوطنية منذ 1954.
قُتل ثلاثة من أصل ستة من مشاة البحرية الذين ظهروا في الصورة، الرقيب مايكل سترانك والعريف هارلون بلوك والجندي الأول فرانكلين ساوسلي في المعركة بعد أيام من رفع العلم. فيما أصبح الناجون من صورة رفع العلم، الجندي الأول إيرا هايز والجندي الأول رينيه غانون والصيدلي مساعد ثان من مُسعفي البحرية جون برادلي، من المشاهير عند مشاركتهم في جولة بيع سندات الحرب بعد المعركة؛ أجرى سلاح مشاة البحرية ثلاثة تحقيقات لاحقة لتحديد هوية الرجال الستة في الصورة: في تحقيق 1946 و1947، تحددت شخصية هارلون بلوك بالخطأ كونها هنري هانسن (قُتل كلاهما بعد ستة أيام من التقاط الصورة)، وفي تحقيق مايو ويونيو 2016، اتضح أن جون برادلي لم يكن في الصورة بينما كان الجندي هارولد شولتز موجودًا، وفي تحقيق 2019، تبين أن رينيه غانون لم يكن موجودًا في الصورة وكان فيها الجندي الأول هارولد كيلر كذلك.
عُزلّ جبل سوريباتشي فعليًا من فوق سطح الأرض عن بقية الجزيرة بحلول صباح يوم 23 فبراير. علمّ مشاة البحرية أن المدافعين اليابانيين لديهم شبكة واسعة من الدفاعات تحت الأرض، وأنه على الرغم من عزل الجبل البركاني فوق السطح، فقد كان لا يزال متصلاً بالمدافعين اليابانيين عبر شبكة الأنفاق. فتوقعوا معركة شرسة عند احتلال القمة. لذلك أُرسلّت دوريتين صغيرتين من سرايا رماة مشاة البحرية (الكتيبة 2، الفوج 28) فوق الجبل البركاني لاستكشاف الطرق على السفح الشمالي للجبل. صعدت الدوريتان الاستطلاعيتان إلى القمة ونزلتا مرة أخرى وأبلغتا عن كل اشتباك للمقدم تشاندلر جونسون، قائد الكتيبة 2، من الفوج 28 مشاة بحرية.
نسجّت الصحف روايات فضفاضة في أعقاب نشر صورة رفع العلم، صوّرت جنود مشاة البحرية وهم يقاتلون طوال الطريق نحو القمة. على الرغم من أن رماة مشاة البحرية توقعوا وقوع كمين، فإن الدورية الأكبر التي صعدت بعد ذلك واجهت عددًا قليلاً من المدافعين اليابانيين مرة واحدة على القمة وبعد رفع العلم. مكثت أغلب القوات اليابانية في شبكة الأنفاق بسبب القصف الأمريكي، ولم تهاجم إلا من حين لآخر في مجموعات صغيرة وقُتلوا جميعًا بالنهاية. طلب جونسون دورية معززة بحجم فصيلة من السرية إ لصعود سوريباتشي والاستيلاء على القمة واحتلالها. تسلم قائد الدورية، الملازم الأول هارولد شراير، العلم الأمريكي للكتيبة ليرفعه بالأعلى كرمز إلى الاستيلاء على سوريباتشي، في حال وصولهم إلى القمة. توقع جونسون ومشاة البحرية قتالاً عنيفاً، لكن الدورية واجهت كمية نيران محدودة من القناصة في طريقها إلى أعلى الجبل. وبمجرد تأمين شراير ورجاله للجزء العلوي، عثروا على جزء من أنبوب ماء ياباني بين الحطام، فربطوا العلم الأمريكي به ثم رفعوه وغرسوه فوق جبل سوريباتشي ليصبح أول علم أجنبي يرفرف فوق الأراضي اليابانية. التقط مصور البحرية لويس آر. لوري صورًا لهذا العلم وبعض أفراد الدورية من حوله وكان المصور الوحيد الذي رافق دورية الملازم شراير إلى قمة الجبل.
كان وزير البحرية جيمس فورستال قد نزل للتو على الشاطئ عند سفح جبل سوريباتشي بعد رفع العلم وقرر أخذه كتذكار. ظنّ العقيد جونسون، قائد الكتيبة، أن العلم يخص الكتيبة الثانية، من فوج مشاة البحرية 28، التي استولت على هذا الجزء من الجزيرة. في وقت مبكر من بعد الظهر، أرسل جونسون الجندي الأول. رينيه غانون، كعدّاء (رسول) من كتيبته للسرية إ، ليأخذ علمًا أكبر فوق الجبل البركاني ليحل محل العلم الأصغر والأقل وضوحًا. رُبط العلم البديل بجزء آخر وأثقل من أنبوب الماء وشرع ستة من مشاة البحرية في رفعه في نفس المكان حيث أُنزل العلم الأصغر وسُلمّ إلى مقر الكتيبة بالأسفل. عند لحظة رفع العلم للمرة الثانية، التقط جوزيف روزنتال صورته الشهيرة الاستثنائية «رفع العلم فوق إيو جيما». ظل العلم الثاني يرفرف فوق جبل سوريباتشي حتى أُنزل في 14 مارس، عندما رُفعّ العلم الأمريكي رسميًا في نفس الوقت على سارية خلال حفل أُقيم في مركز قيادة الفيلق البرمائي الخامس بالقرب من جبل سوريباتشي، والذي كان قد أمر به الفريق. هولاند سميث القائد العام للقوات المتواجدة في إيو جيما. حضر اللواء غريفز بي. إرسكين، قائد فرقة مشاة البحرية الثالثة الحدث أيضًًا مع القوات الأخرى للفرقة.

## شمال إيو جيما

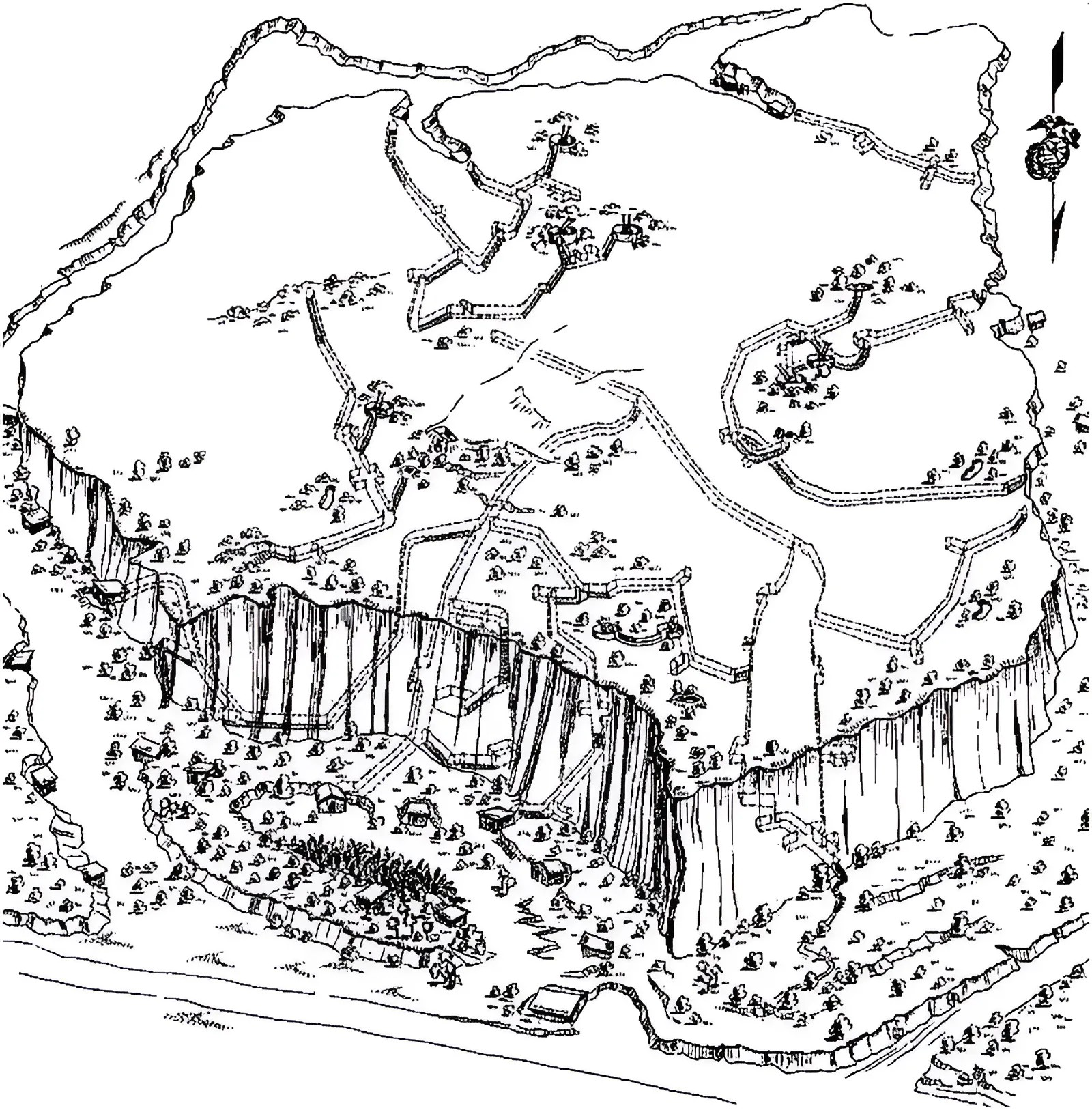
كروكي للتل 362أ، من عمل كتيبة الإنشاءات البحرية الأمريكية الخاجية والثلاثين. توضح الخطوط المنقطة منظومة الأنفاق اليابانية.

كان مازال هناك مواقع قوية في حوزة اليابانيين في الطرف الشمالي من الجزيرة على الرغم من خسارتهم لجبل سوريباتشي في الطرف الجنوبي. حَسَنّت التضاريس الصخرية الدفاعات إلى حد كبير، بدرجة أكبر من جبل سوريباتشي، الذي كان من السهل جدًا قصفه بنيران المدفعية البحرية. إلى جانب ذلك، كانت التحصينات التي شيدها كوريباياتشي أكثر إثارة للإعجاب مما كانت عليه في الطرف الجنوبي من الجزيرة. كان كل ما تبقى تحت قيادته ما يُعادل ثمان كتائب مشاة وفوج دبابات وكتيبتي مدفعية وثلاث كتائب هاون ثقيلة. كان هناك أيضًا حوالي 5.000 من جنود المدفعية ومشاة البحرية. كانت المهمة الأكثر صعوبة التي كُلفّت بها مشاة البحرية هي تجاوز هضبة موتوياما بجانب «التل 382» وموقع «تيركي نوب» المُميزين والمنطقة الواقعة بينهما والتي يشار إليها باسم «المدرج». شكل ذلك أساس ما أصبح يعرف باسم «مفرمة اللحم». أثناء تحقيق ذلك على الجناح الأيمن، كان تطهير «التل 382» على الجناح الأيسر بنفس القدر من الصعوبة. كان الهدف العام في هذه المرحلة هو السيطرة على المطار رقم 2 في وسط الجزيرة. ومع ذلك، بدا أن كل «عملية اختراق تتحول إلى كارثة» حيث «استُقطبت الوحدات من الجناحين وسُحقّت أو قُضيّ عليها في بعض الأحيان. وتدمرت الدبابات بنيران متداخلة أو أُطيح بها في الهواء على شكل كُرات نيرانية انبعثّت من الألغام المدفونة». ونتيجة لذلك، تعثر القتال وتزايدت أعداد الخسائر الأمريكية. حتى أن الاستيلاء على هذه المواقع لم يكن حلاً لتلك المشكلة، فقد كان بإمكان اليابانيين مهاجمة موقع مُؤمن مسبقًا من الخلف باستخدام الأنفاق والدُشم الخفية. على هذا النحو، علم الأمريكيون أن «بإمكانهم الاستيلاء على هذه المرتفعات كما شاءوا، ثم يندمون على ذلك لاحقًا».

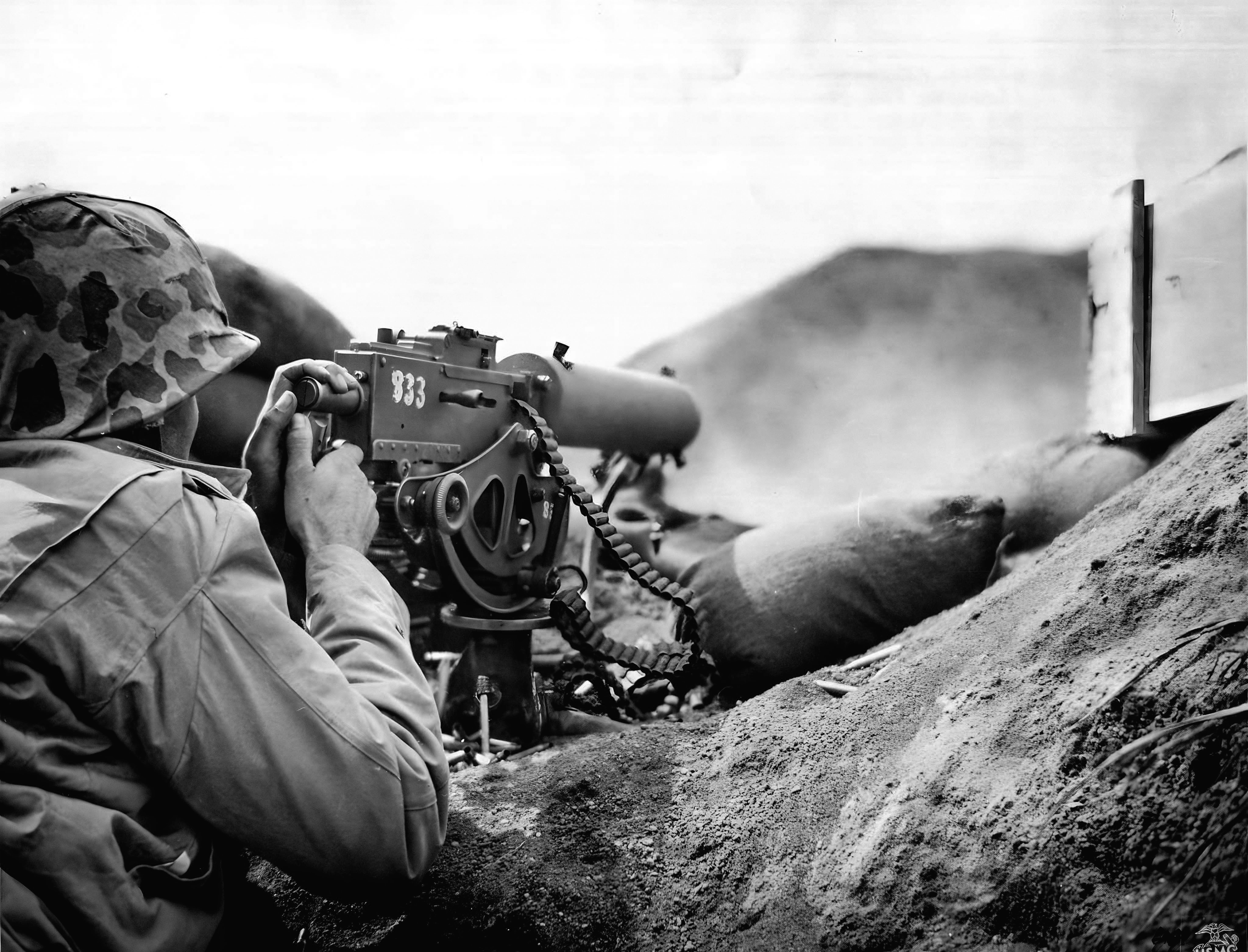
جندي من مشاة البحرية الأمريكية يطلق النار من رشاش براونينغ إم1917 على اليابانيين

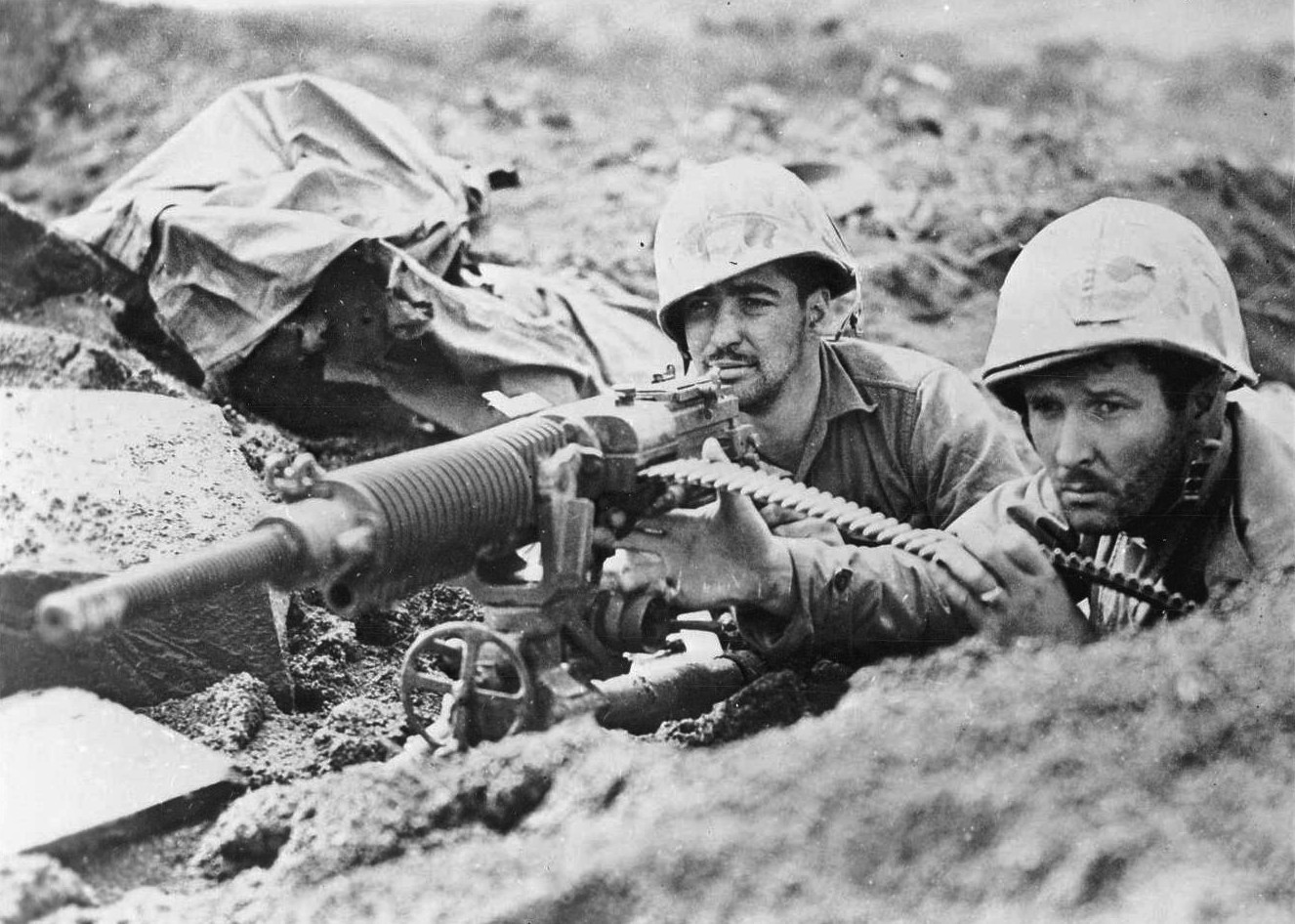
اثنان من مشاة البحرية بحوزتهما رشاش "هوتش كيس" مأسور من اليابانيين، 1945

ومع ذلك، وجد مشاة البحرية وسائل لتحقيق النصر في مثل هذه ظل الظروف. فقد لوحظّ أنه خلال القصف، كان اليابانيون يخفون مدافعهم وأنفسهم في الكهوف، لكي يظهروا مرة أخرى عندما تتقدم القوات الأمريكية، فتصليهم نيرانًا مدمرة. لقد تعلم اليابانيون مع مرور الوقت التكتيكات الأمريكية الأساسية والتي كانت تتمثل في تمهيد نيراني مكثف قبل هجوم المشاة. ونتيجة لذلك، أمر الجنرال إرسكين كتيبة مشاة البحرية التاسعة بالهجوم تحت جنح الظلام دون قصف تمهيدي. لقد حقق ذلك نجاحًا مدويًا مع مقتل العديد من الجنود اليابانيين بينما يغطون في نومهم. كانت هذه لحظة فارقة خلال الاستيلاء على التل 362. والذي كان من الأهمية بحيث أعدّ اليابانيون هجومًا مضادًا في الليلة التالية. وعلى الرغم من أن كوريباياتشي كان قد منع الهجمات الانتحارية المألوفة في معارك المحيط الهادئ الأخرى، فقد قرر قائد المنطقة شَن هجمة بانزاي بهدف تفاؤلي ألا وهو استعادة جبل سوريباتشي. ففي مساء يوم 8 مارس، هاجم النقيب ساماجي إينوي و1.000 من رجاله الخطوط الأمريكية، مما أدى إلى خسارتها 347 رجلًًا (منهم 90 قتيلًا). بينما أحصى مشاة البحرية 784 قتيلاً من الجنود اليابانيين في اليوم التالي. في نفس اليوم، وصلت عناصر من فرقة مشاة البحرية الثالثة إلى الساحل الشمالي للجزيرة، وشطرت دفاعات كوريباياشي إلى قسمين. كان هناك أيضًا هجوم جوي للكاميكازي (الوحيد خلال المعركة) على السفن الراسية في البحر في 21 فبراير، مما أدى إلى غرق حاملة الطائرات المرافقة يو إس إس بيسمارك سي وإلحاق أضرار جسيمة بالحاملة يو إس إس ساراتوغا وأضرار طفيفة بحاملة الطائرات المرافقة يو إس إس لونغا بوينت وسفينة إنزال دبابات وناقلة.
كانت فرقة مشاة البحرية الخامسة لا تزال تواجه معقل كوريباياشي في ممر ضيق بطول 640 م (700 ياردة) في الطرف الشمالي الغربي من الجزيرة على الرغم من إعلان تأمين الجزيرة في الساعة 18:00 يوم 16 مارس (بعد 25 يومًا من الإنزال). وقد دمرت قوات مشاة البحرية مركز القيادة في الممر بأربعة أطنان من المتفجرات وفي 21 مارس وردمّت قوات مشاة البحرية الكهوف المتبقية في الطرف الشمالي من الجزيرة في 24 مارس. ومع ذلك، شنت قوة يابانية قوامها 300 رجل هجومًا مضادًا أخيرًا بالقرب من المطار رقم 2 في ليلة 25 مارس. قاتل طيارو الجيش والمهندسون البحريون ومشاة البحرية من الكتيبة الرائدة الخامسة والفوج الثامن والعشرون من مشاة البحرية القوة اليابانية لما يصل إلى 90 دقيقة وعانوا من خسائر فادحة (53 قتيلًا و120 جريحًا). وقد قيل أن كوريباياشي قاد هذا الهجوم الأخير على الرغم من أن هذا الأمر لا يزال موضوع تكهنات بسبب الروايات المتضاربة من قدامى المحاربين اليابانيين الناجين، والذي على عكس هجمات بانزاي الصاخبة في المعارك السابقة كان هجومًا صامتًا كما وُصِف. لو ثبت صحة ذلك، سيعتبر كوريباياتشي أعلى رتبة عسكرية يابانية يقود هجومًا بنفسه خلال الحرب العالمية الثانية. بالإضافة إلى ذلك، سيكون هذا أيضًا آخر عمل لكوريباياشي، وهو خروج عن التقليد المتبع لدى ضباط القيادة اليابانيين بممارسة السيبوكو خلف الخطوط بينما يموت الباقون في هجمات البانزاي، كما حدث خلال معارك سايبان وأوكيناوا. وقد أُعلنّت الجزيرة آمنة رسميًا في الساعة 09:00 يوم 26 مارس.
بمجرد إعلان الجزيرة آمنة رسميًا، كان فوج المشاة 147 التابع للجيش موجودًا ظاهريًا للعمل كقوة حامية، لكن أفراده سرعان ما وجدوا أنفسهم محاصرين في صراع مرير مع آلاف المدافعين الأقوياء الذين خاضوا حملة حرب عصابات أخيرة لمناوشة الأمريكيين. قاوم اليابانيون التقدم الأمريكي مستخدمين الكهوف وأنظمة الأنفاق المُجهزة جيدًا بالمؤنة. ولمدة ثلاثة أشهر، انتشر أفراد الفوج 147 في جميع أنحاء الجزيرة ومعهم قاذفات اللهب والقنابل اليدوية والعبوات الناسفة لإخراج العدو، مما أسفر عن مقتل حوالي 1.602 جنديًا يابانيًا في عمليات الوحدات الصغيرة بينما عانى الفوج من خسارة خمسة عشر رجلاً قتلوا خلال الاشتباكات إلى جانب إصابة 144 آخرين.

## الأسلحة المستخدمة

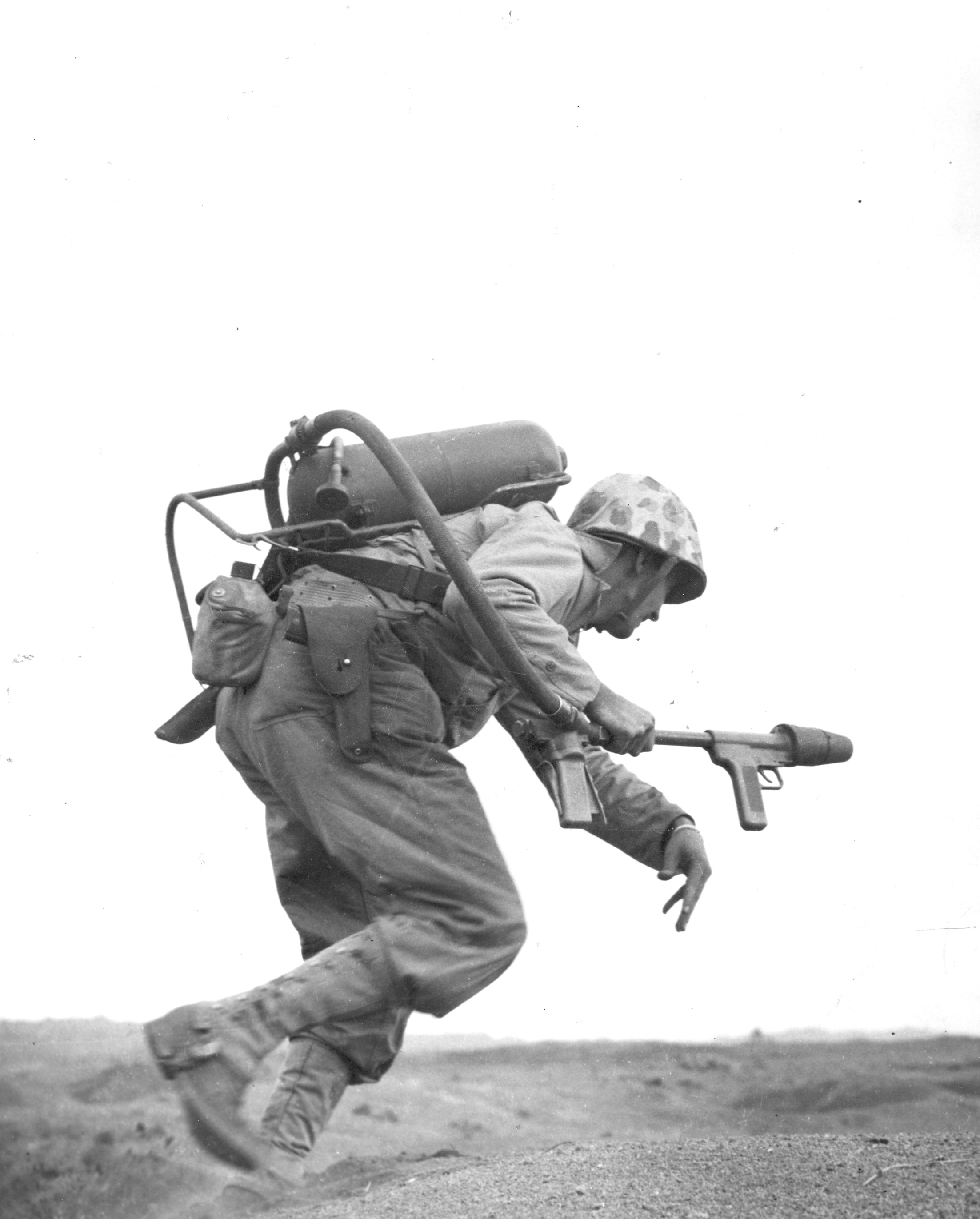
مُشغل قاذف اللهب من السرية إ، الكتيبة الثانية، الفوج التاسع، فرقة مشاة البحرية الثالثة، وهو يركض تحت إطلاق النار في إيو جيما.

اُستُخدمّ قاذف اللهب الأمريكي إم 2 بكثافة في المحيط الهادئ. وهو يتميز بخزانين يحتويان على وقود وغاز مضغوط على التوالي، يُدمجا معًا ويجرى إشعالهما لإنتاج تدفق من السائل المشتعل من الطرف.
اُستُخدمّت قاذفات اللهب لتحييد اليابانيين المختبئين في الدُشم والمباني والكهوف. خَصَصّت كل كتيبة حامل قاذف لهب واحد لكل فصيلة مع قاذف لهب احتياطي بها. كان مشغلو قواذف اللهب في العادة أكثر عرضة للخطر من القوات النظامية لأن المدى القصير لسلاحهم يتطلب قتالًا قريبًا، كما أن رؤية اللهب في ساحة المعركة جعلتهم هدفًا بارزًا للقناصة. ومع ذلك كان لا غنى عنها لاختراق العدو لحد وصف أحد قادة الكتائب الدبابات قاذفة اللهب بأنها «أفضل سلاح منفرد في العملية».

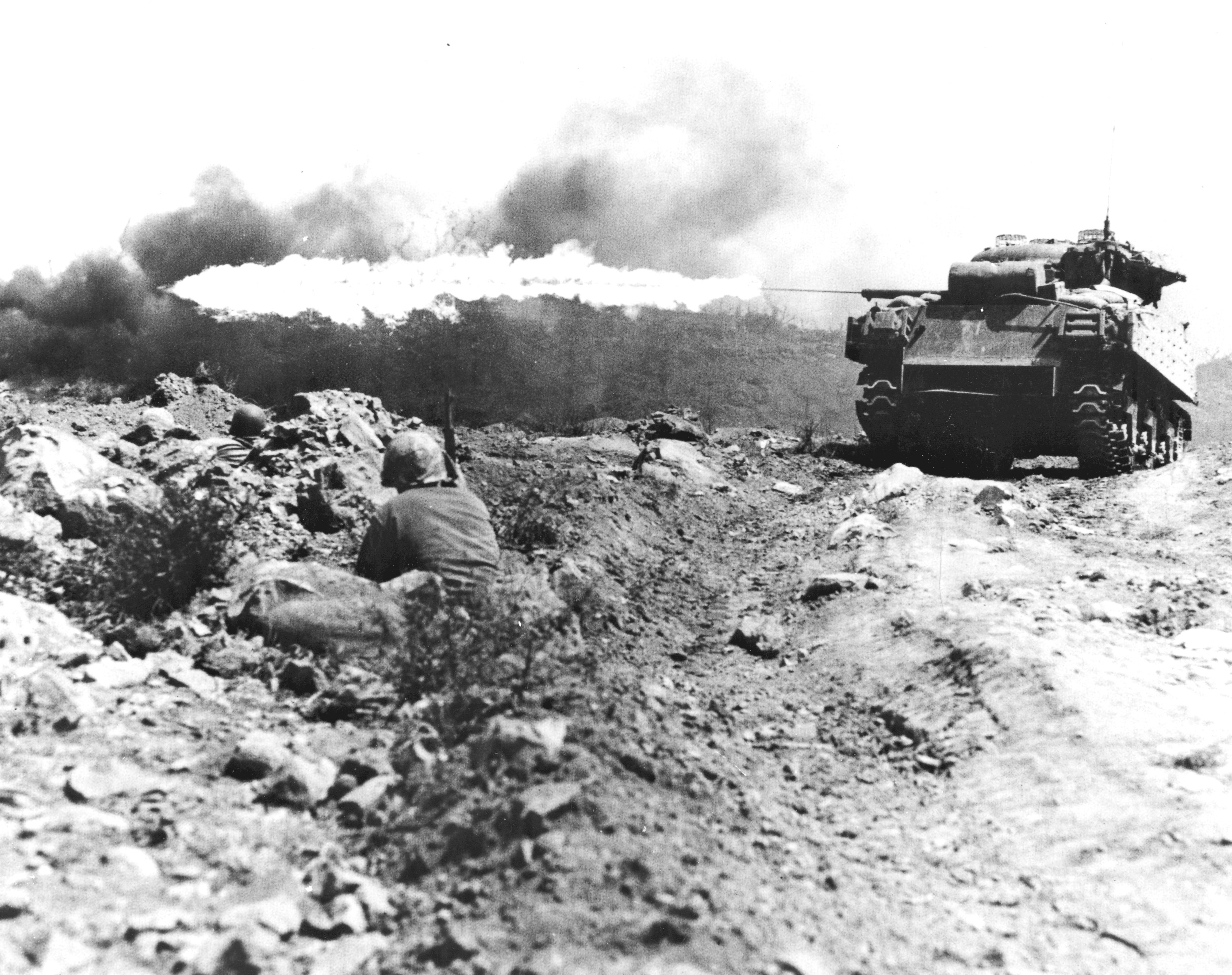
يبلغ مدى قاذف اللهب لنموذج دبابة اللهب سي بي-إيتش2 الذي يظهر هنا على إيو جيما نحو 150 ياردة

ترك سلاح مشاة البحرية مسألة تطوير الدبابة قاذفة اللهب للجيش قبيل معركة سايبان. وقدمّ له طلبًا بتجهيز تسع دبابات لكل فرقة. عثرت مجموعة قواذف اللهب شديدة السرية بقيادة العقيد جورج آنماخت على ثمانِ دبابات إم 4 أيه 3 شيرمان متوسطة الحجم في ثكنات شوفيلد لاستخدامها في عملية المفرزة. عَمَلّ المهندسون البحريون من الكتيبة 117 إنشاءات بحرية على الجمع بين أفضل العناصر لثلاث دبابات لهب مختلفة وهي: الدبابة رونسون والنموذج البحري آي والنموذج البحري إم كيه-1. فاستبدلوا النموذج الأول سريعًا بالنموذج سي بي-إيتش 2 الأفضل بكثير. عرّف سلاح الحرب الكيميائية في الجيش الأمريكي هذه الدبابات بعدة مسميات مختلفة مثل: «پي أو إيه - سي دبليو إس - إيتش 1»، أو «م.م.هـ - ق.ح.ك - هـ 1» وهي اختصارة لـ(منطقة المحيط الهادئ - قسم الحرب الكيميائية - هاواي)، «سي دبليو إس - پي أو إيه - إيتش 2»، «سي دبليو إس - پي أو إيه - إيتش 1 إيتش 2»، أو «سي دبليو إس - "75" - إيتش 1 إيتش 2 - قاذفات اللهب الميكانيكية». في حين تُشير إليها وثائق مراقبي البحرية الأمريكية والجيش الأمريكي في إيو جيما باسم «سي بي - إم كيه - 1» أو «سي بي - إيتش1». بينما أطلق عليها مشاة البحرية في الخطوط القتالية ببساطة اسم مارك 1. أما المسمى الرسمي لها في سلاح مشاة البحرية فكان «إم 4 إيه 3 آر 5». وأشار إليها اليابانيون باسم دبابات إم 1 ويُعتقد أنهم فعلوا ذلك بسبب الترجمة الركيكة لـ«إم إيتش-1». هبطت جميع دبابات اللهب يوم الإنزال خلال معركة إيو جيما وبدأت عملها في اليوم الثاني على نحو حذر في البداية. تكبدت وحدات اللهب المتنقلة معدلات خسائر وصلت إلى 92% مع تقدم المعركة، مما ترك عددًا قليلاً من القوات المدربة على استخدام هذا السلاح. لذا قُدمّت العديد من الطلبات الكثيرة من أجل الحصول على الدبابة مارك 1 لدرجة أن مشاة البحرية أصبحوا يعتمدون على هذه الدبابات ويواصلون هجومهم عندما تتوفر دبابة لهب. ونظرًا لأن كل كتيبة دبابات بها أربعة فقط، فإنها لم تُرسل. بدلاً من ذلك، «جُمعّت» وأُرسلت إلى مواقع التزود بالوقود الخاصة بهم مع تقدم المعركة. استخدمت دبابات فرقة مشاة البحرية الخامسة ما بين 5.000 إلى 10.000 جالون أمريكي (19.000 إلى 38.000 لتر) من الوقود يوميًا ومع قرب نهاية المعركة. قال مشاة البحرية إن الدبابات قاذفات اللهب كانت أفضل سلاح منفرد لديهم خلال الاستيلاء على الجزيرة وأنها كانت الشئ الوحيد الذي يخشاه اليابانيون.

## تداعيات المعركة
كان آخر المقاومين على الجزيرة اثنان من رجال الملازم توشيهيكو أونو هُما، ياماكاجي كوفوكو وماتسودو لينسوكي، اللذين ظلا أربع سنوات دون أن يؤسرا حتى استسلما أخيرًا في 6 يناير 1949.
دفع الأمريكيون ثمنًا باهظًا على الرغم من تحقيق النصر في نهاية المطاف. وفقًا لمكتبة فرع البحرية، «أسفر الهجوم الذي استمر 36 يومًا عن سقوط أكثر من 26.000 ضحية أمريكية، بما في ذلك 6.800 قتيل.» وبالمقارنة، أسفرت معركة أوكيناوا الأكبر حجمًا والتي استمرت 82 يومًا من أوائل أبريل حتى منتصف يونيو 1945 (وشاركت فيها خمس فرق من الجيش الأمريكي وفرقتين من سلاح مشاة البحرية) عن سقوط أكثر من 62.000 ضحية أمريكية، من بينهم أكثر من 12.000 قتيل أو مفقود. كانت إيو جيما أيضًا معركة مشاة البحرية الأمريكية الوحيدة التي تجاوز فيها عدد الخسائر الأمريكية اليابانية، على الرغم من أن عدد القتلى اليابانيين في المعركة كان ثلاثة أضعاف عدد القتلى الأمريكيين. وقد أُسر اثنين من مشاة البحرية الأمريكية خلال المعركة ولم ينج أي منهما من الأسر. كما غرقت حاملة الطائرات يو إس إس بسمارك وهي آخر حاملة طائرات أمريكية تغرق في الحرب العالمية الثانية، بجانب غرق 20 مقاتلة طراز غرومان إف إم-2 ويلدكات و11 قاذفة طوربيد غرومان تي إم بي آفنجر كانت على متنها. كذلك تعرضت حاملة الطائرات يو إس إس ساراتوغا لأضرار بالغة لدرجة أنها لم تستطع المشاركة في أي مهام قتالية أو لوجستية لباقي الحرب وتحولت إلى سفينة تدريب. مع تدمير 31 مقاتلة طراز غرومان إف 6 إف هيلكات و9 قاذفات طوربيد طراز غرومان تي إم بي آفنجر نتيجة هجمات الكاميكازي على ساراتوغا. لم تقع خسائر مدنية في إيو جيما نظرًا لإجلاء جميع المدنيين، على عكس سايبان وأوكيناوا.

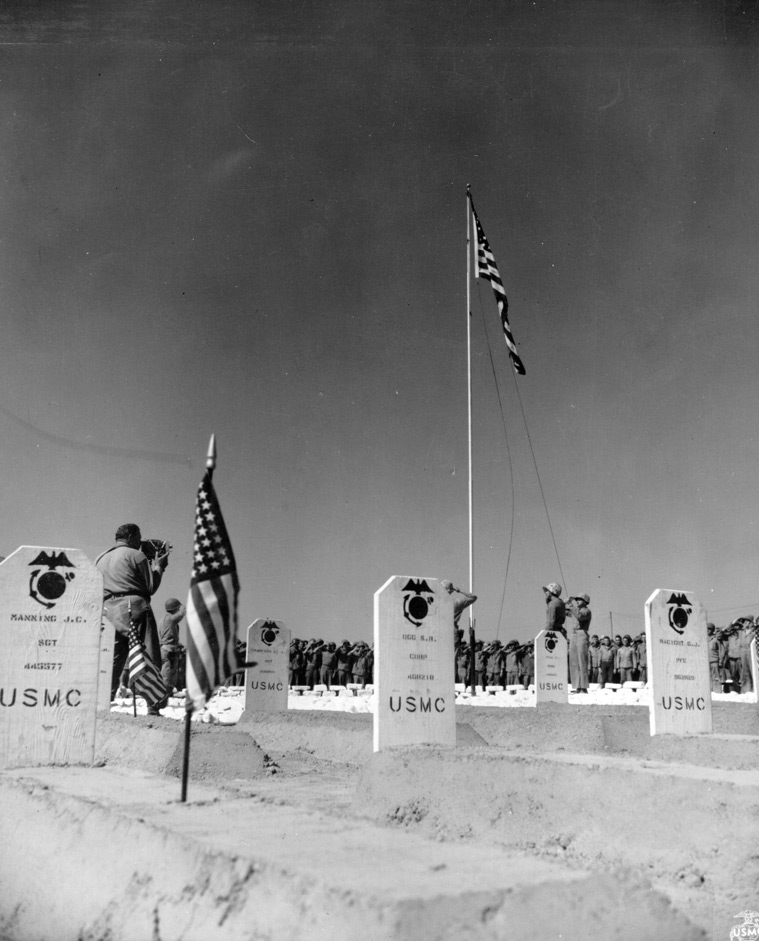
مقبرة فرقة مشاة البحرية الرابعة
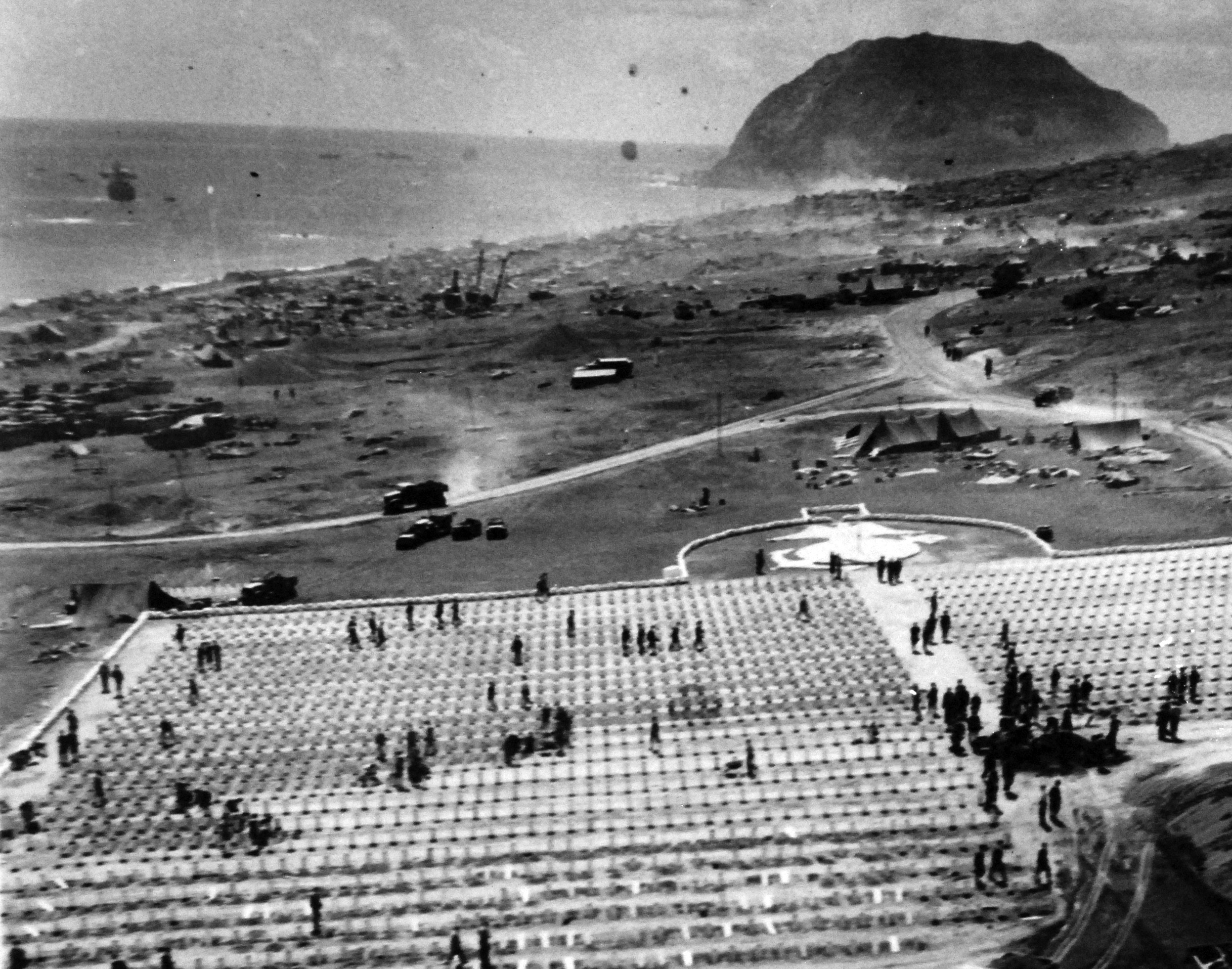
مقابر قتلى فرقة مشاة البحرية الرابعة
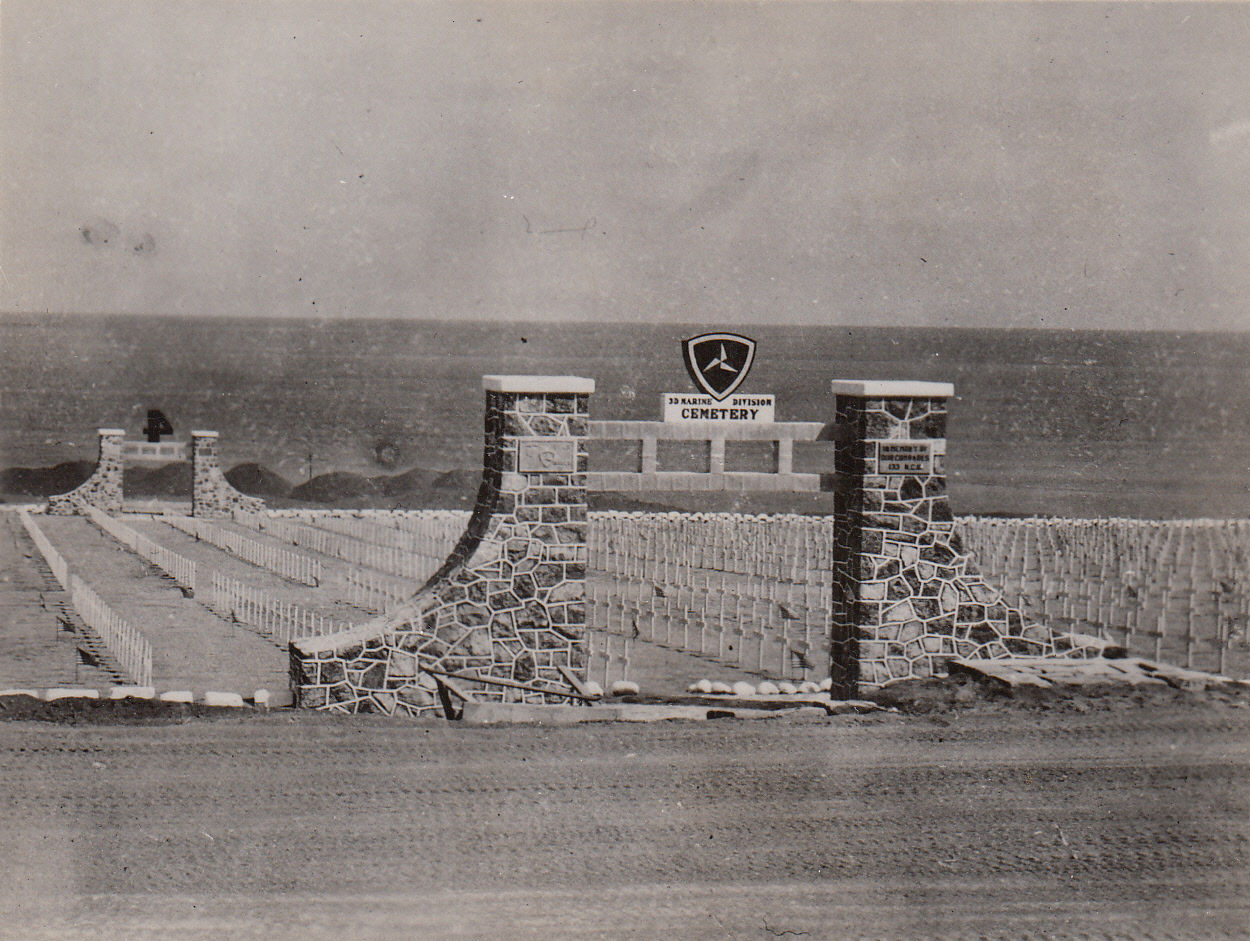
مدخلان لمقبرة الجنود الأمريكيين في إيو جيما من تشييد كتيبة الإنشاءات البحرية 133، تظهر بوابة فرقة مشاة البحرية الثالثة في الواجهة وبوابة فرقة مشاة البحرية الرابعة في الخلف
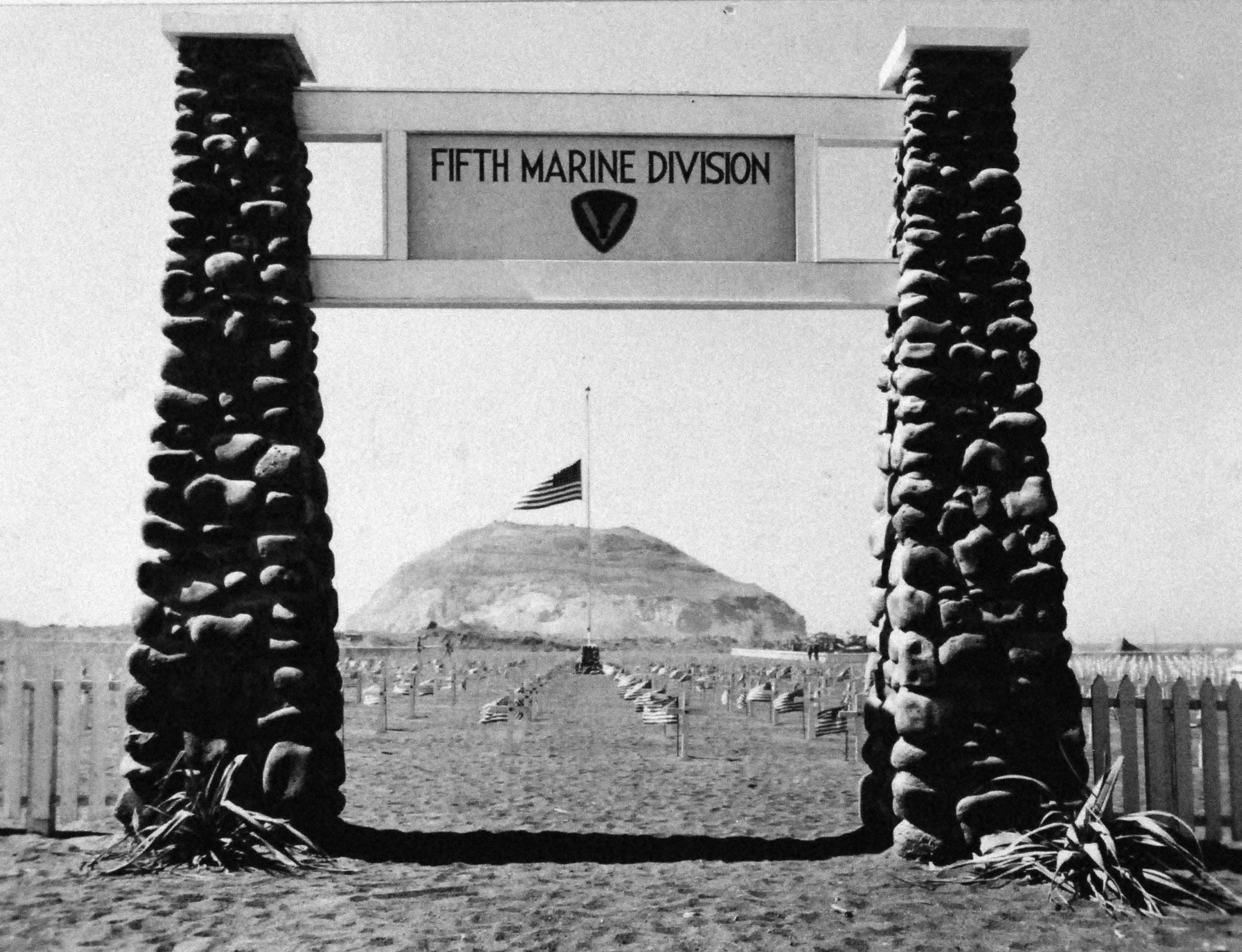
مدخل مقبرة فرقة مشاة البحرية الخامس التي بنتها كتيبة الإنشاءات البحرية 31 ويظهر جبل سوريباتشي في المنتصف.

## الأهمية الإستراتيجية

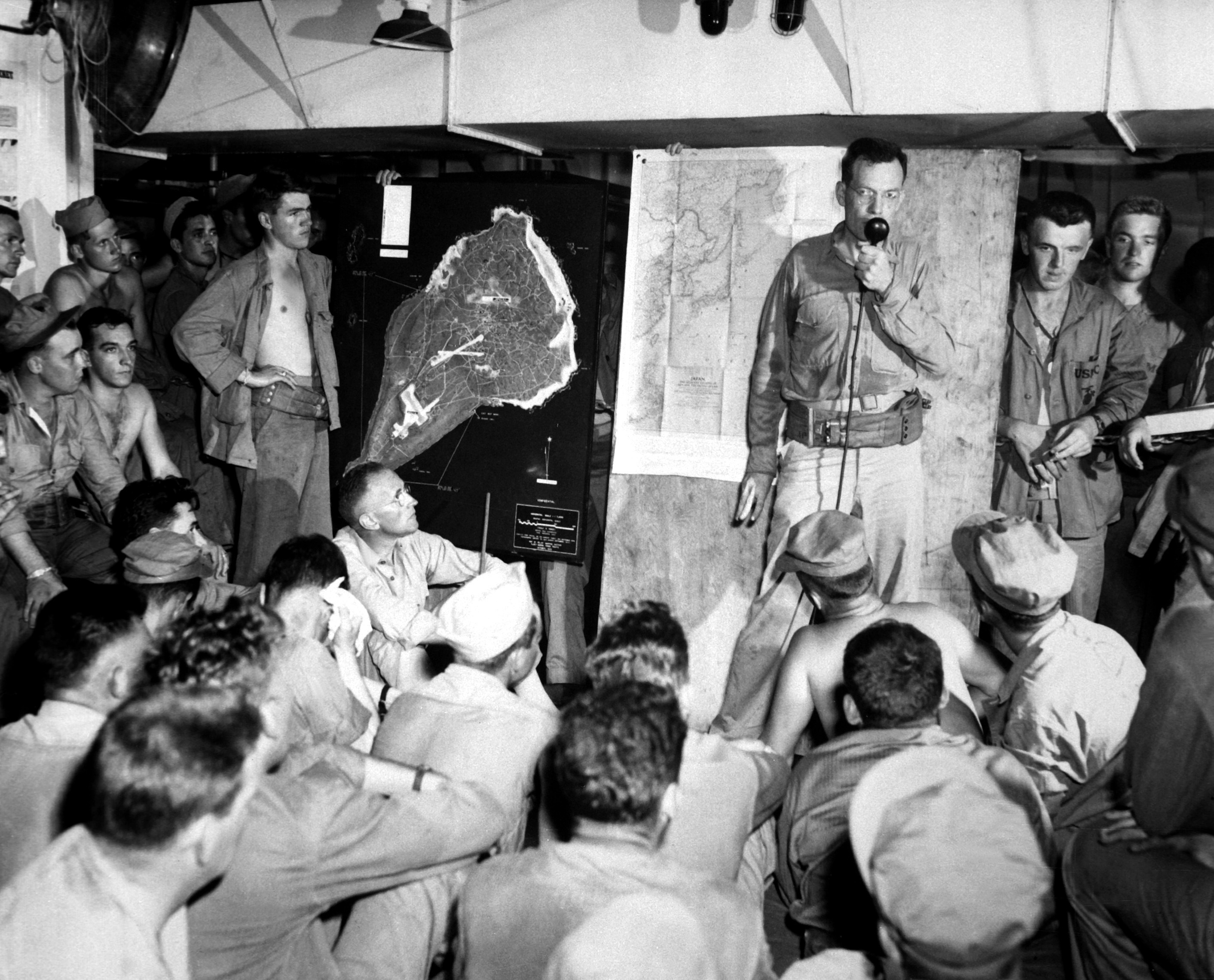
الملازم ويد في مناقشة حول الأهمية العامة للهدف خلال موجز ما قبل الغزو.

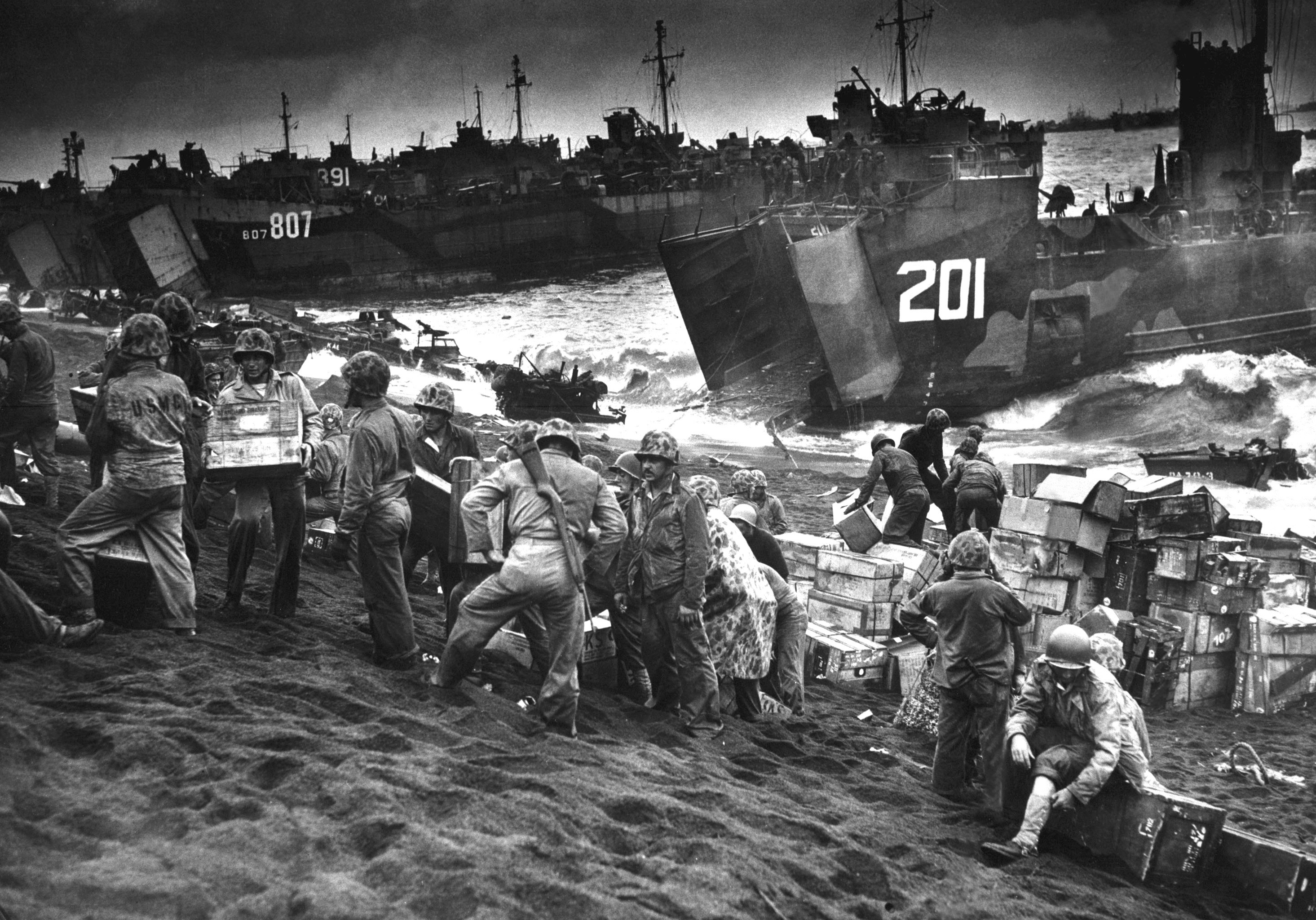
تفريغ الإمدادات الأمريكية على شواطيء إيو جيما

أصبحت ضرورة الاستيلاء على الجزيرة وأهميتها طويلة المدى بالنسبة لنتيجة الحرب قضية خلافية لا تزال محل جدل بالنظر إلى عدد الخسائر بعد فوات الأوان. حيث لم يُستشّر سلاح مشاة البحرية الذي عانى أعلى الخسائر في التخطيط للعملية. صرح رئيس العمليات البحرية المتقاعد ويليام في. برات في وقت مبكر من أبريل 1945 إلى مجلة نيوزويك أنه بالنظر إلى «تبديد القوى البشرية للاستيلاء على جزيرة صغيرة مهجورة، كقاعدة انطلاق بلا نفع للجيش وكقاعدة أسطول غير مجدية للبحرية.. فإن [المرء] يتساءل عما إذا كان ممكنًا إنشاء نفس النوع من القواعد الجوية عبر الاستيلاء على مواقع إستراتيجية أخرى بتكلفة أقل.»
كانت الدروس المستفادة من إيو جيما بمثابة إرشادات لمعركة أوكيناوا المقبلة والغزو المخطط للبر الياباني. على سبيل المثال، «تقرر جعل القصف التمهيدي الأعنف حتى اليوم على أي جزيرة في المحيط الهادئ نتيجة خسائر اليوم الأول التي وَقَعّت في إيو جيما». كما أخذ في الاعتبار عند التخطيط لهجوم محتمل على الجزر اليابانية الرئيسية أن حوالي ثلث الجنود المُعينين إلى إيو جيما وأوكيناوا بعدها إما قُتلوا أو جُرحوا.
كان مبرر الأهمية الإستراتيجية لإيو جيما بالنسبة للجهود الحربية الأمريكية هو أنها وفرت مطارًا للهبوط والتزود بالوقود لمقاتلات الحماية بعيدة المدى. أثبتت هذه المقاتلات أنها غير عملية وغير ضرورية، فلم تنطلق سوى عشر مهمات من هذا القبيل على الإطلاق من إيو جيما. تحولت حملة القصف على اليابان من القصف الدقيق نهارًا إلى الهجمات الحارقة ليلًًا بحلول الوقت الذي سقطت فيه إيو جيما، لذلك كانت مقاتلات الحماية ذات فائدة محدودة.
كانت الطائرات المقاتلة اليابانية المتمركزة في إيو جيما تُهاجم أحيانًا طائرات سلاح الجو الأمريكي، والتي كانت عرضة للخطر في طريقها إلى اليابان لأنها كانت مُحملة بشدة بالقنابل والوقود. ومع ذلك، على الرغم من أن بعض الطائرات الاعتراضية اليابانية كانت متمركزة في إيو جيما، فقد كان تأثيرها على جهود القصف الأمريكي تأثيرًا محدودًا؛ فقد دُمرت 11 طائرة طراز بي-29 سوبرفورتريس نتيجة لذلك في الأشهر الثلاثة التي سبقت الغزو. وجدت قاذفات سوبرفورتريس أنه من غير الضروري القيام بأي التفاف رئيسي حول الجزيرة. أدى الاستيلاء على الجزيرة إلى تحييد الغارات الجوية اليابانية المُنطلقة منها على جزر ماريانا، لكن تلك الغارات كانت أقل من أن تُشكل هجمات واسعة على الإطلاق.

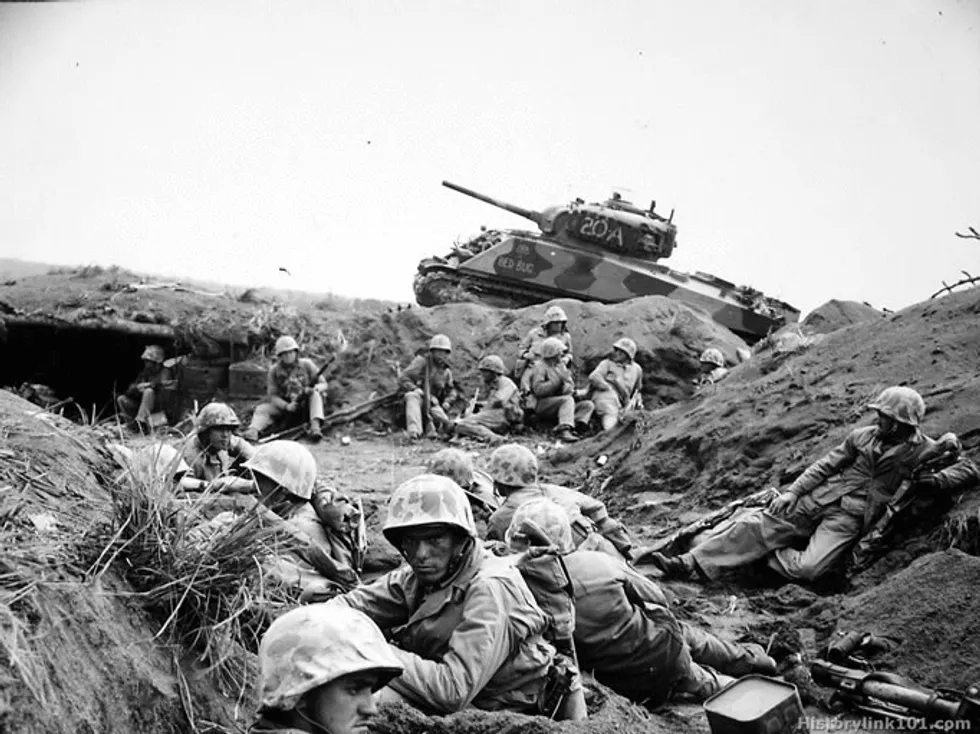
مشاة البحرية من الفوج 24 خلال المعركة

كان لليابانيين رادار في إيو جيما، وبالتالي تمكنوا من إخطار رفاقهم في الوطن عن قاذفات بي-29 سوبرفورتريس المُقلعة من جزر ماريانا. ومع ذلك، فإن الاستيلاء على إيو جيما لم يؤثر على منظومة رادارت الإنذار المبكر اليابانية، والتي استمرت في تلقي المعلومات عن قاذفات بي-29 من جزيرة روتا (التي لم تتعرض للغزو مُطلقًا).
أبلغت القاذفة بي-29 المُلقبة «دينا مايت» من مجموعة القصف التاسعة التابعة للقوات الجوية الأمريكية في وقت مبكر من 4 مارس 1945، بينما لا يزال القتال دائرًا، أنها تعاني انخفاضًا في الوقود بالقرب من الجزيرة وطلبت هبوطًا اضطراريًا. هبطت الطائرة في الجزء الذي يسيطر عليه الحُلفاء من الجزيرة (المطار الجنوبي)، دون حوادث، على الرغم من نيران العدو، حيث تلقت خدمة الصيانة والتزود بالوقود ومن ثَمّ غادرت.
سُجلّت 2.251 عملية هبوط لقاذفات بي-29 على إيو جيما أثناء الحرب في المجمل. سجل الكاتب جيه. روبرت موسكين أن 1.191 طلعة لمقاتلات الحماية و3.081 طلعة قصف جوي انطلقّت من إيو جيما ضد اليابان. في حين وجدت دراسة حديثة للقوات الجوية أن مساهمة قيادة المقاتلات السابعة لم تكن ضرورية. كان المبرر الآخر للاستيلاء على الجزيرة هو العمل كقاعدة لقاذفات بي-24 ليبراتور الأقصر مدى ضد اليابان، لكن لم تتحقق أي حملة قصف ملحوظة لقاذفات بي-24.
تمكنّت طائرات الإنقاذ الجوي والبحري والسفن العاملة من الجزيرة من إنقاذ بعض أفراد أطقم بي-29 الذين سقطّت طائراتهم، لكن إيو جيما لم تكن سوى جزيرة ضمن العديد من الجزر التي كان من الممكن استخدامها لهذا الغرض. بالنسبة لأهمية الجزيرة كموقع هبوط وإعادة تزويد بالوقود للقاذفات، ذكرّ نقيب مشاة البحرية روبرت بوريل، الذي كان حينها مدرسًا للتاريخ في الأكاديمية البحرية الأمريكية، أن نسبة صغيرة فقط من عمليات الهبوط البالغ عددها 2.251 كانت لحالات طوارئ حقيقية والغالبية العظمى كانت ربما لإجراء فحوصات فنية بسيطة أو للتدريب أو للتزود بالوقود. وفقًا لبوريل:
«بَرزّ هذا التبرير عقب استيلاء مشاة البحرية على الجزيرة وتكبدهم خسائر فادحة. دفعّت التكلفة المأساوية لعملية المفرزة قدامى المحاربين والصحافيين والقادة للتركيز على التبرير المرئي الأبرز للمعركة. إن مشهد هبوط الطائرة بي-29 الضخمة والمُكلفة والمتقدمة تقنيًا على المطار الصغير للجزيرة هو الذي ربط إيو جيما ربطًا واضحًا بحملة القصف الإستراتيجي. وكما وصلت الأكاذيب حول رفع العلم فوق جبل سوريباتشي إلى مستويات أسطورية، كذلك ضُخمّت فرضية الهبوط الاضطراري من أجل تبرير الحاجة إلى رفع ذلك العلم.»
تَعتبر فرضية «الهبوط الاضطراري» أي هبوط لطائرات بي-29 على إيو جيما كونه حالة طارئة وتؤكد أن الاستيلاء على الجزيرة أنقذ حياة ما يقرب من 25.000 من أفراد أطقم جميع الطائرات البالغ عددها 2.251 (قُتل 2.148 من أفراد أطقم طائرات بي-29 في المعارك خلال الحرب كلها وعلى جميع المسارح). ومع ذلك، من ضمن ما يقرب من 2000 طائرة بي-29 هبطت من مايو إلى يوليو 1945، فإن أكثر من 80% منها كان لأجل التزود الروتيني بالوقود. جرت عدة مئات من عمليات الهبوط لأغراض التدريب، وكان معظم الباقي لأعمال صيانة المحرك البسيطة نسبيًا. لم يكن من بين أكثر من 800 طائرة بي-29 حطت على الجزيرة أي طائرة حطت نتيجة أضرار قتالية خلال شهر يونيو 1945 الذي شهد أكبر عدد من عمليات الهبوط. تشير أرقام الإنقاذ الجوي والبحري إلى أن 50% من أفراد الأطقم من الذين هبطوا في البحر نجوا من بين تلك الطائرات التي كانت ستتحطم دون أن تتمكن من الهبوط، لذا فإن الاستيلاء على إيو جيما لم يكن ضروريًا لإنقاذهم.
ذكرت مطبعة جامعة تكساس إيه آند إم عند نشرها كتاب «أشباح إيو جيما»، أن الخسائر ذاتها شَكَلّت أساسًا لتبجيل سلاح مشاة البحرية الذي لا يُجسد الروح الوطنية الأمريكية فحسب، بل يضمن البقاء المؤسسي لسلاح مشاة البحرية.

## القطع البحرية التي تضررت بشدة
يسرد الجدول التالي كل سفينة تضررت بشدة خلال معركة إيو جيما والتواريخ التي تلقت فيها الإصابات، وسببها، ونوع السفينة، والخسائر التي لحقت بها خلال 17-28 فبراير. أُدرجّت حاملة الطائرات يو إس إس لونغا بوينت التي تعرضت لأضرار طفيفة لأهمية حاملات الطائرات المرافقة في المعركة.
| القطع البحرية التي تعرضت لأضرار بالغة وأغرقتها القوات اليابانية في إيو جيما، نتيجة هجمات الكاميكازي في المقام الأول، 17-28 فبراير 1945 |                |                                    | |      |      |
| السفينة | اليوم          | النوع                              | السبب | قتيل | جريح |
| إل سي آي (جي)-438 | 17 فبراير 1945 | مركبة إنزال مشاة / زورق حربي       | مدفعية ساحلية | 0    | 4    |
| إل سي آي (جي)-441 | 17 فبراير 1945 | مركبة إنزال مشاة / زورق حربي       | مدفعية ساحلية | 7    | 21   |
| إل سي آي (جي)-449 | 17 فبراير 1945 | مركبة إنزال مشاة / زورق حربي       | مدفعية ساحلية | 21   | 18   |
| إل سي آي (جي)-450 | 17 فبراير 1945 | مركبة إنزال مشاة / زورق حربي       | مدفعية ساحلية | 0    | 6    |
| إل سي آي (جي)-457 | 17 فبراير 1945 | مركبة إنزال مشاة / زورق حربي       | مدفعية ساحلية | 1    | 20   |
| إل سي آي (جي)-466 | 17 فبراير 1945 | مركبة إنزال مشاة / زورق حربي       | مدفعية ساحلية | 5    | 19   |
| إل سي آي (جي)-469 | 17 فبراير 1945 | مركبة إنزال مشاة / زورق حربي       | مدفعية ساحلية | 0    | 7    |
| إل سي آي (جي)-473 | 17 فبراير 1945 | مركبة إنزال مشاة / زورق حربي       | مدفعية ساحلية | 3    | 18   |
| إل سي آي (جي)-474 * | 17 فبراير 1945 | مركبة إنزال مشاة / زورق حربي       | مدفعية ساحلية | 3    | 18   |
| يو إس إس بليسمان | 18 فبراير 1945 | مدمرة                              | سقطت قنبلة من الجو فوق غرفة المحرك                                                                                 | 42   | 29   |
| يو إس إس غامبل | 18 فبراير 1945 | مدمرة / كاسحة ألغام                | 2 قنبلة من الجو | 5    | 9    |
| إل إس إم-216 | 20 فبراير 1945 | سفينة إنزال متوسطة                 | مدفعية ساحلية/هجوم جوي                                                                                             | 0    | 0    |
| يو إس إس بسمارك سي * | 21 فبراير 1945 | حاملة طائرات مرافقة                | 5 ضربات بالقنابل وضربات الكاميكازي، واحدة عند زاوية الغوص المنخفضة، واحدة عند المصعد، وواحدة عبر سطح الحظيرة، غرقت | 318  | 99   |
| يو إس إس لونغا بوينت | 21 فبراير 1945 | حاملة طائرات مرافقة                | خرقتها طائرة كاميكازي من نوع ناكاجيما بي6إن، وأصيبت بأضرار طفيفة                                                   | 0    | 6    |
| يو إس إس ساراتوغا | 21 فبراير 1945 | حاملة طائرات                       | ضربة كاميكازي انقضاضي مع سقوط قنبلة                                                                                | 123  | 192  |
| إل سي آي (جي)-760 | 25 فبراير 1945 | مركبة إنزال مشاة مسلحة بمدافع هاون | مدفعية ساحلية | 0    | 2    |
| يو إس إس تيري | 28 فبراير 1945 | مدمرة                              | مدفعية ساحلية | 11   | 19   |
| يو إس إس ويتلي | 28 فبراير 1945 | سفينة شحن كبيرة                    | هجوم جوي | 0    | 5    |
| المجموع |                |                                    | | 539  | 492  |

مؤشر لوني: 

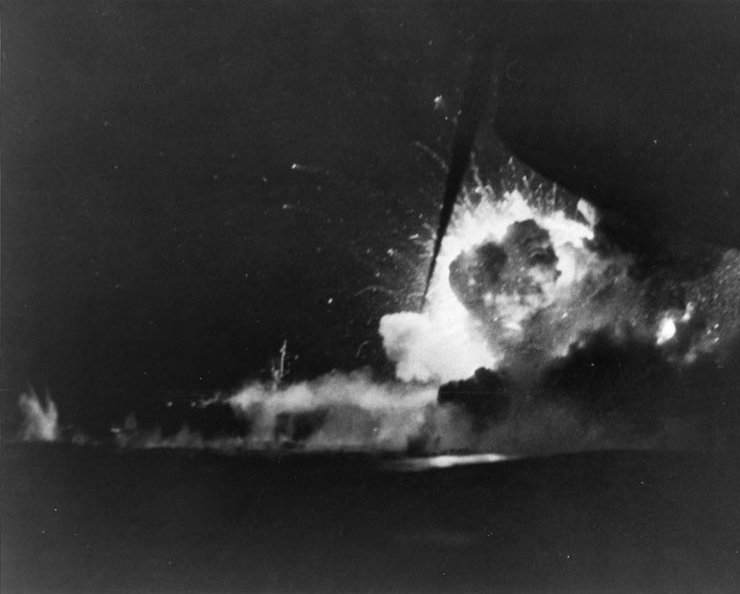
لحظة انفجار يو إس إس بيسمارك سي نتيجة هجوم للكاميكازي
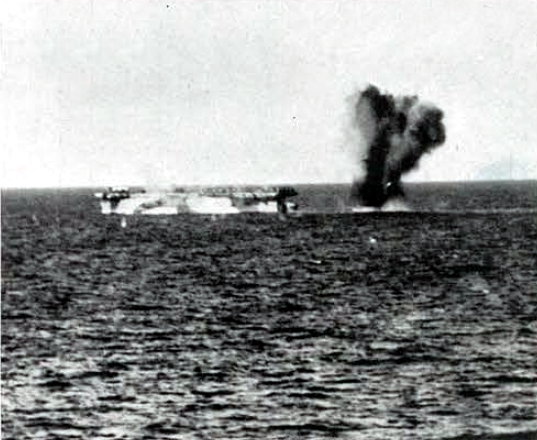
تحطم طائرة كاميكازي قرب مؤخرة يو إس إس لونغا بوينت، 4 يناير 1945
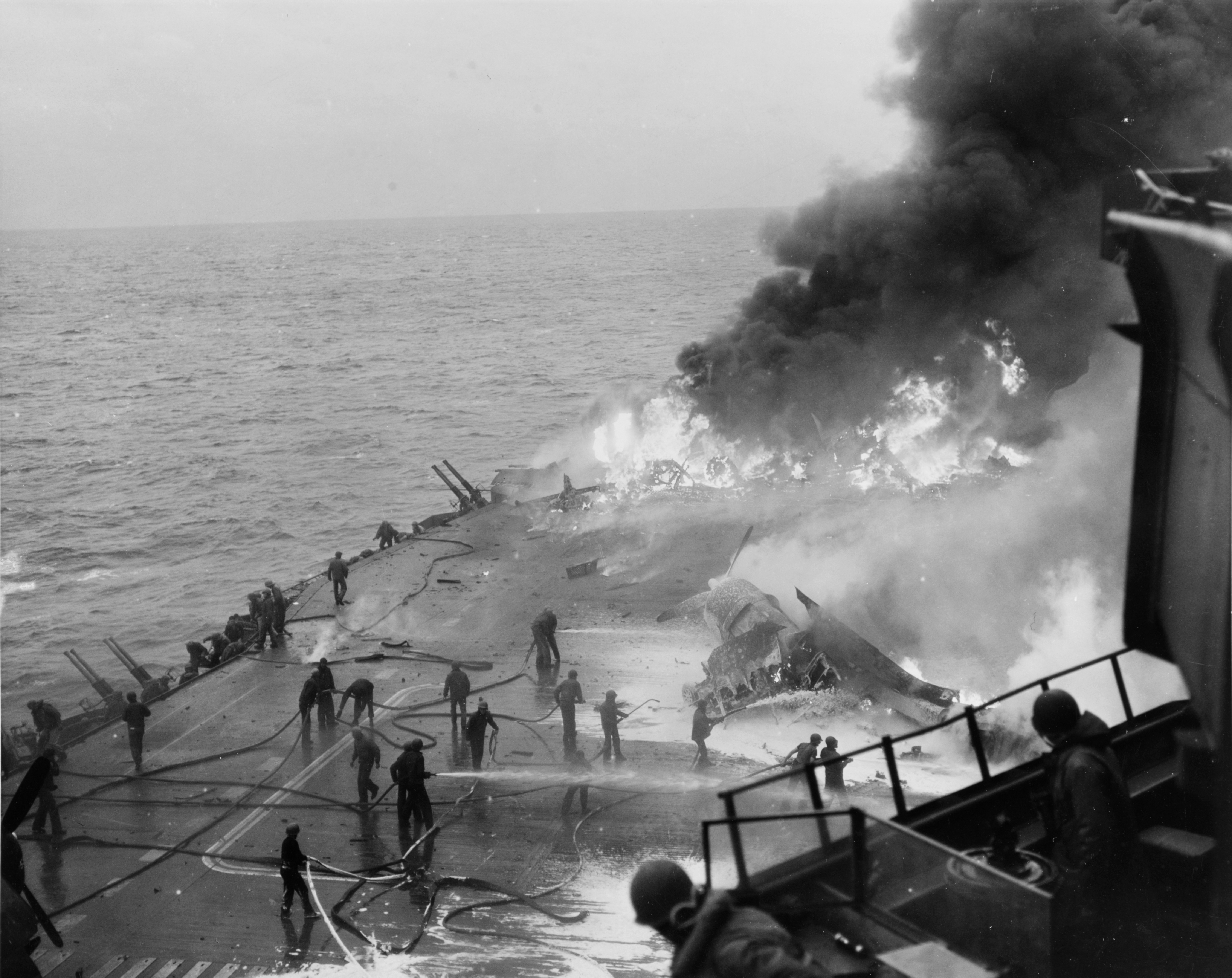
يو إس إس ساراتوغا بعدما ضربتها طائرة كاميكازي، 21 فبراير 1945

## الحاصلون على وسام الشرف

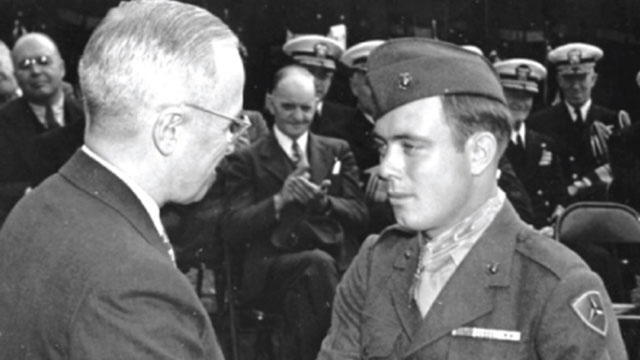
هاري ترومان يهنئ العريف البحري هيرشيل ويليامز من فرقة مشاة البحرية الثالثة لحصوله على وسام الشرف، 5 أكتوبر 1945.

وسام الشرف هو أعلى وسام عسكري تمنحه حكومة الولايات المتحدة. وهو يُمنح لعضو في القوات المسلحة الأمريكية تتميز نفسه بـ«البسالة البارزة والجسارة في المخاطرة بحياته بما يتجاوز نداء الواجب أثناء مشاركته القتالية ضد عدو للولايات المتحدة» يُمنح الوسام عادةً بعد الوفاة نظرًا لطبيعته؛ ومنذ إصداره خلال الحرب الأهلية الأمريكية، مُنحّ الوسام 3.464 مرة فقط.
حصل 27 من مشاة البحرية الأمريكية والبحارة الأمريكيين (14 بعد وفاتهم) على وسام الشرف خلال معركة إيو جيما. مُنحّ 22 وسام لمشاة البحرية (12 وسام بعد الوفاة) ومُنحّ 5 إلى البحارة، 4 منهم كانوا من المسعفين (2 بعد وفاتهم) المُلحقين بوحدات مشاة البحرية؛ تبلغ نسبة الحاصلين على وسام الشرف من مشاة البحرية في إيو جيما (22 وسام) ما يُعادل 28% من 82 وسام حصل عليها مشاة البحرية في الحرب العالمية الثانية.
يعتبر هيرشيل دبليو. ويليامز (من سلاح مشاة البحرية) الوحيد الباقي على قيد الحياة من بين الحاصلين على وسام الشرف خلال الحرب العالمية الثانية اعتبارًا من 6 أبريل 2021. وقد نال وسامه لأفعاله في معركة إيو جيما.

## في التراث

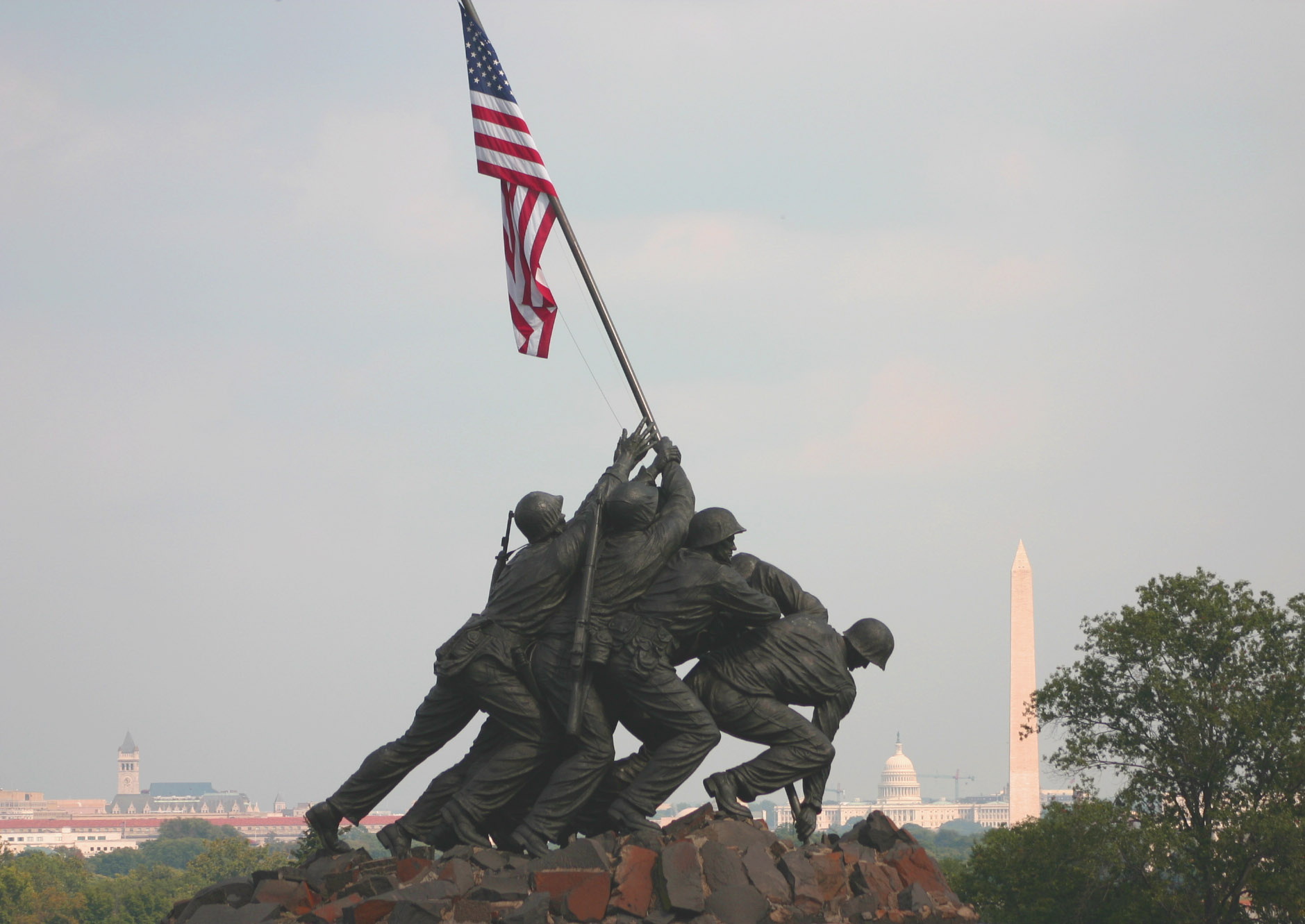
النصب التذكاري لمشاة البحرية الأمريكية في أرلينغتون ويظهر نصب واشنطن التذكاري ومبنى الكونغرس الأمريكي من بعيد

أُقيمّ «نُصب إيو جيما التذكاري» النُصب التذكاري لمشاة البحرية في 10 نوفمبر 1954.
دَشَنت البحرية الأمريكية سفينتين تحملان اسم يو إس إس إيو جيما (إل پي إيتش-2) (خدمّت خلال 1961-1993) ويو إس إس إيو جيما (إل إيتش دي-7) (في الخدمة منذ 2001 إلى الوقت الحاضر).
أُقيمّ حدث يسمى «لم الشمل الشرفي» (المقام سنويًا منذ 2002) في 19 فبراير 1985 بحلول الذكرى الأربعين للإنزال على إيو جيما،. وقد حضر الحدث قدامى المحاربين من كلا الجانبين الذين قاتلوا في معركة إيو جيما. وأُقيم الحدث على شاطئ الغزو حيث نزلت القوات الأمريكية. هناك وُضع نصب تذكاري نُحتت عليه نصوصًا من الجانبين في وسط مكان اللقاء. حضر اليابانيون من جانب الجبل حيث نُحت النص الياباني، بينما حضر الأمريكيون من جانب الشاطئ حيث نُحت النص الإنجليزي. اقترب ممثلا البلدين من النصب؛ وتصافحا عند لقائهما بعد إزاحة الستار عنه ووضع أكاليل الزهور. أُقيمّت مراسم التأبين اليابانية-الأمريكية المشتركة للذكرى الخمسين للمعركة أمام النصب التذكاري في فبراير 1995. وأُقيمّ المزيد من مراسم التأبين التذكاري في مناسبات لاحقة.
تتجلى أهمية المعركة بالنسبة لمشاة البحرية حاليًا في رحلات زيارة إلى الجزيرة وتحديدًا زيارة قمة سوريباتشي. غالبًا ما يترك مشاة البحرية قلادات تعريف أو شارات رتبة أو غيرها من الرموز المميزة على النصب التذكارية خلال تلك الذكرى. يُحتفل بيوم إيو جيما سنويًا في 19 فبراير في كومنولث ماساتشوستس، بالإضافة إلى احتفال يقيمه مجلس الولاية.
لا تزال الحكومة اليابانية تواصل عمليات البحث والاستعادة لرفات العسكريين اليابانيين الذين قتلوا خلال المعركة.

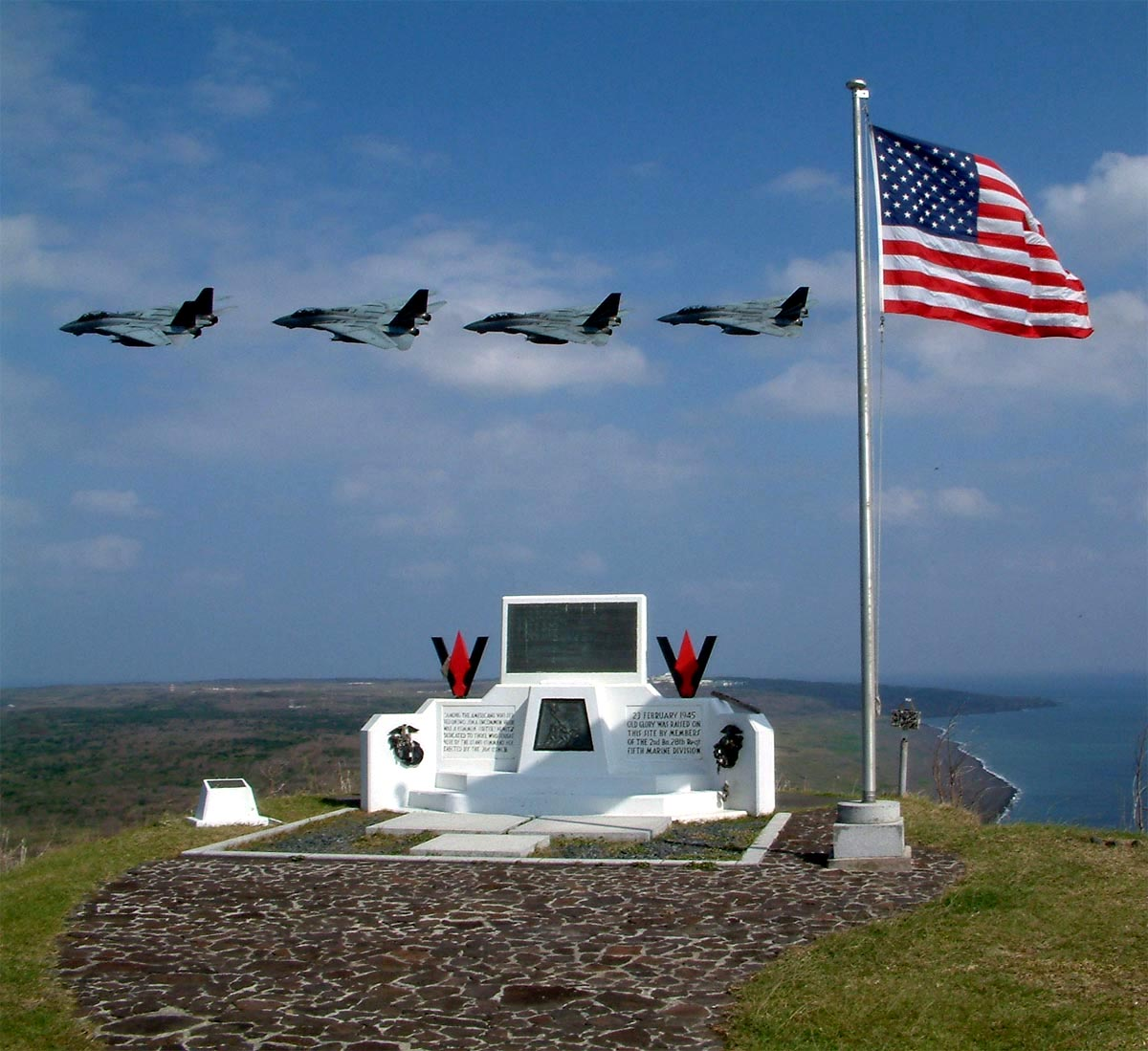
النُصب التذكاري أعلى قمة جبل سوريباتشي
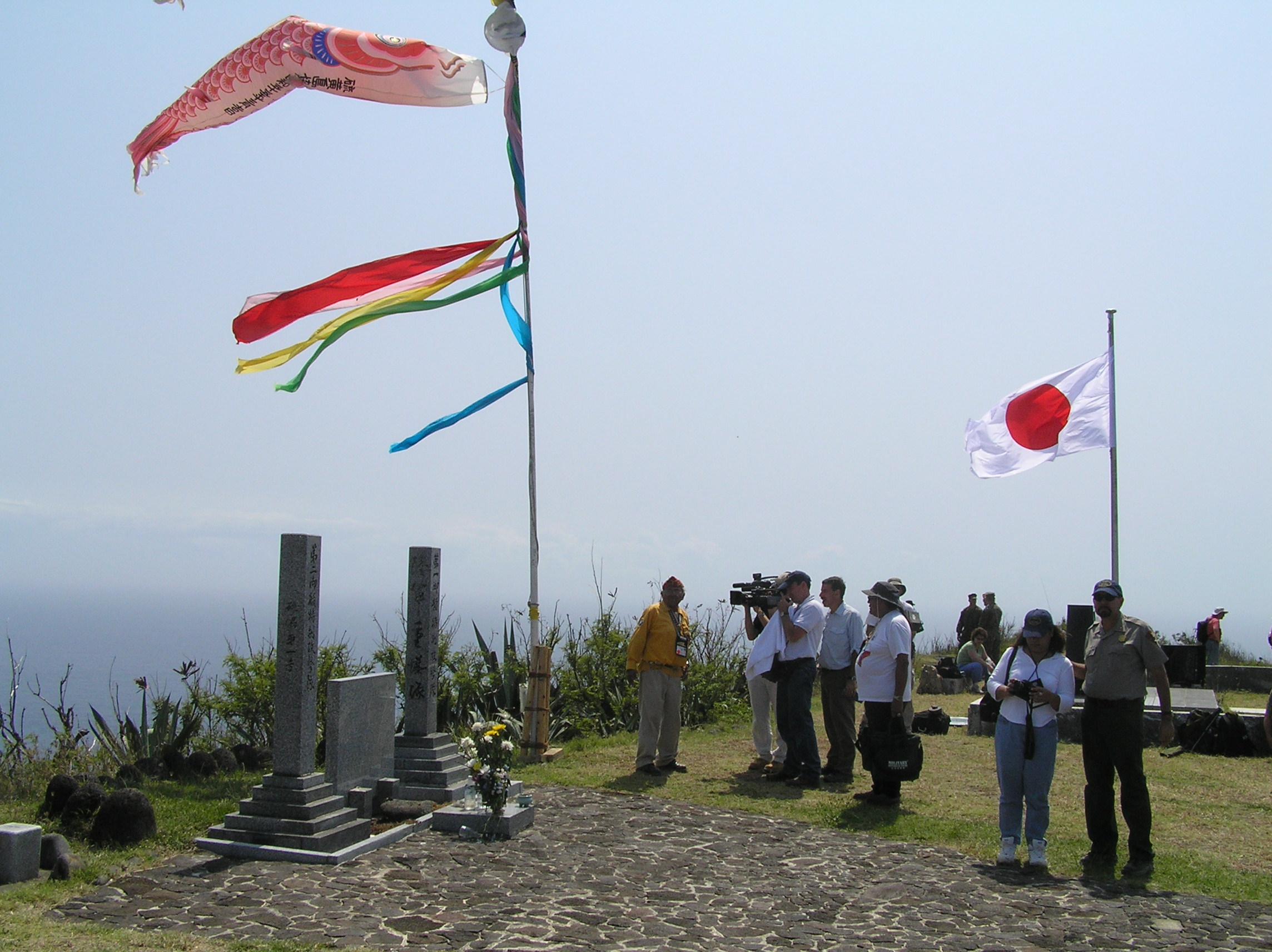
حفل «لم الشمل» في الذكرى الستين من الجانب الياباني عند النصب التذكاري
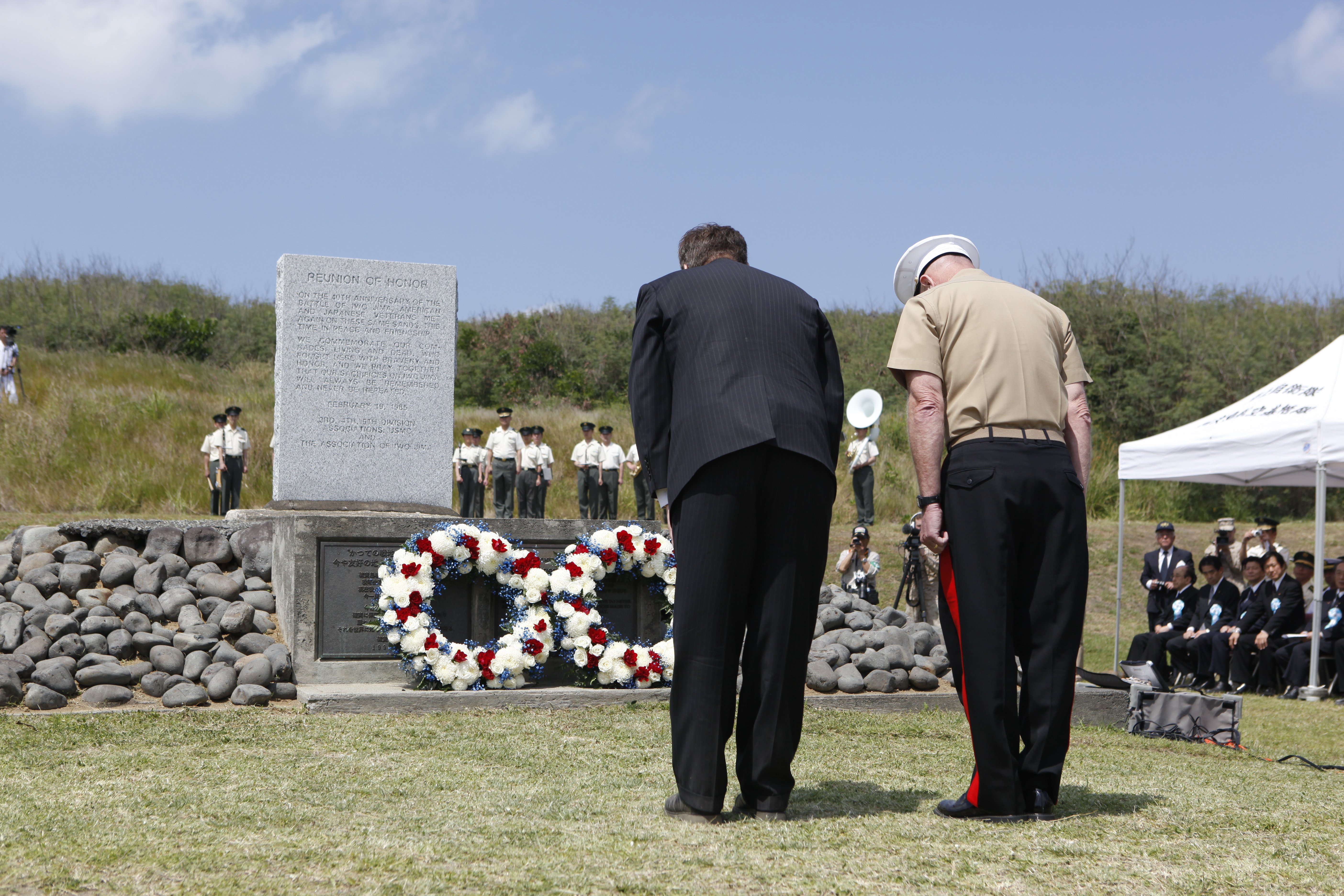
الاحتفال بالذكرى السابعة والستين برعاية سلاح مشاة البحرية الأمريكية والحكومة اليابانية ورابطات إيو جيما في أمريكا واليابان
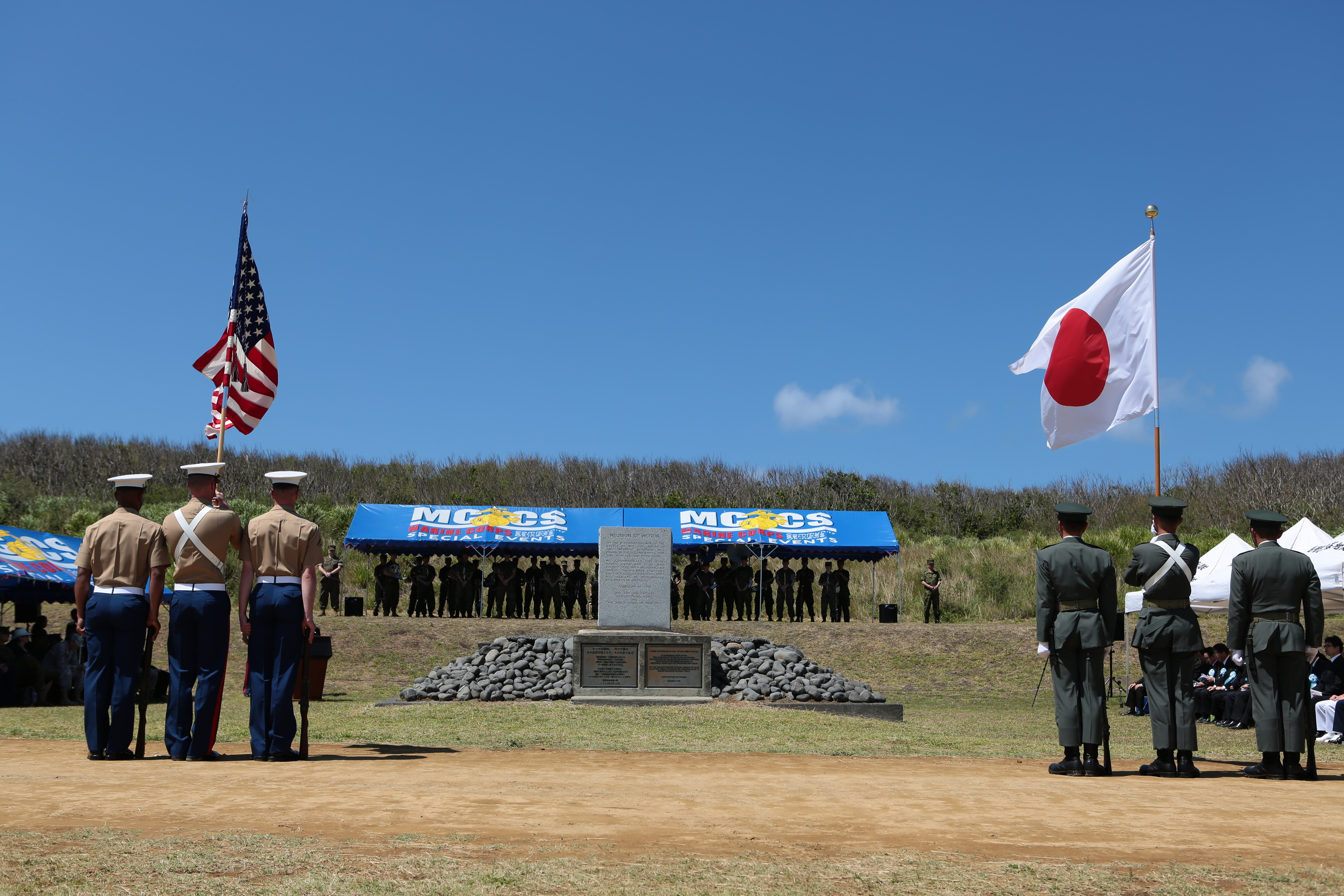
بدء الاحتفال بالذكرى السنوية الحادية والسبعين
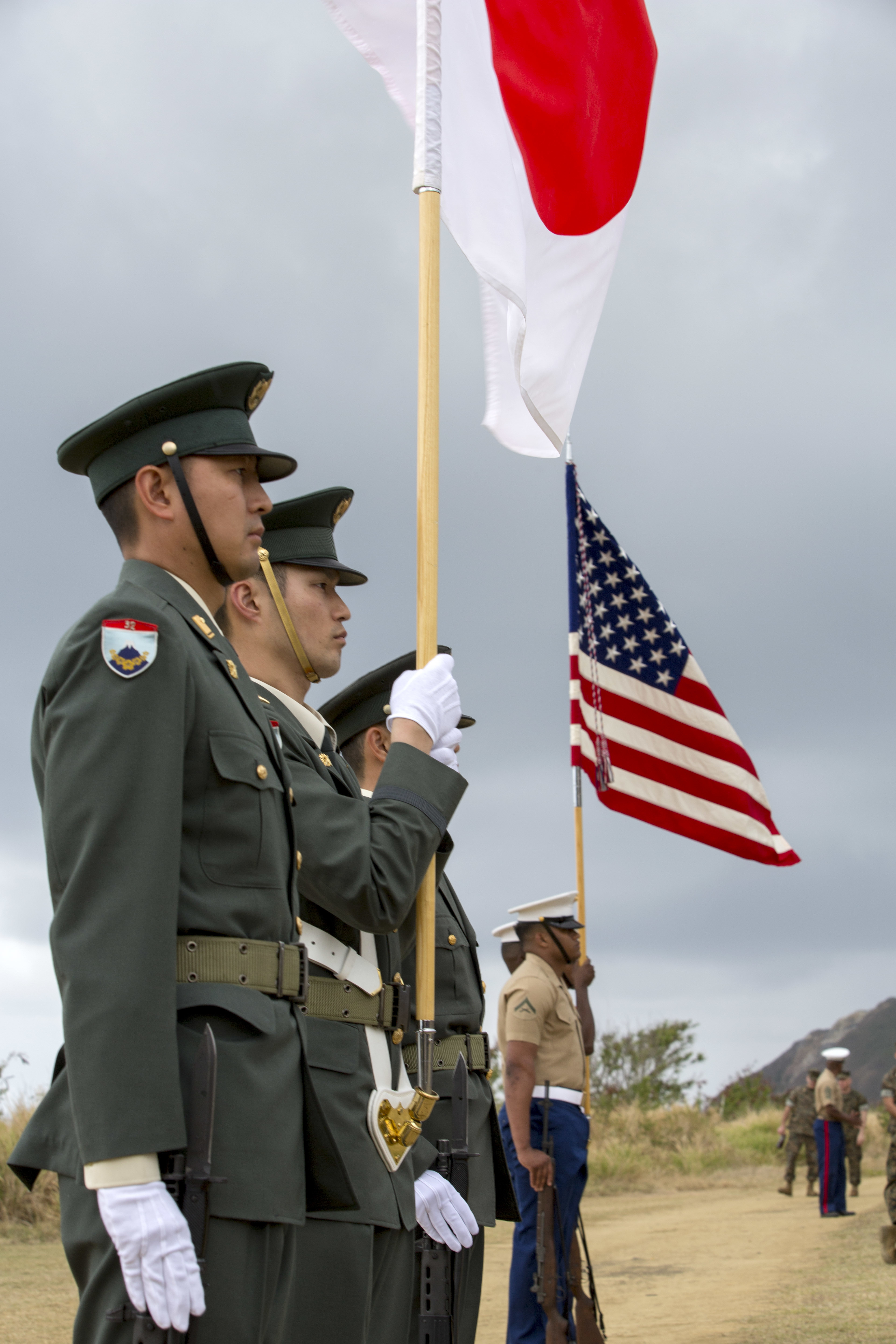
فريقا حملة الأعلام الأمريكي والياباني يقفان بانتباه خلال حفل «لم الشمل الشرفي» الثاني والسبعين.

## المعركة في الإعلام

ملصق فيلم "رسائل من إيو جيما"

صورت العديد من الأفلام السينمائية والوثائقية معركة إيو جيما. أنتج الجيش الأمريكي فيلمين وثائقيين في 1945 هما: «نحو شواطئ إيو جيما» و«غلامور غال»، الذي يدور حول قطعة مدفعية وطاقمها من مشاة البحرية. لعب جون واين دور البطولة في الفيلم الطويل «رمال إيو جيما» في 1949.
يشمل الجزء الثامن من مسلسل شبكة إتش بي أو «الهاديء» في 2010 الذي أنتجه توم هانكس وستيفن سبيلبرغ فصلًا يدور حول معركة إيو جيما من منظور جون باسيلون منذ بداية الغزو حتى وفاته لاحقًًا. حتى اليوم يعتبر باسيلون جندي مشاة البحرية الوحيد الذي نال وسامي الشرف والصليب البحري في الحرب العالمية الثانية.
شكل إيرا هايز (أحد أفراد مشاة البحرية الذين ظهروا في صورة رفع العلم فوق إيو جيما لجو روزنتال) قصة «فيلم الغريب» في 1961، من بطولة توني كرتيس في دور رافع العلم المتضارب. كذلك صور هايز مرة أخرى مع جندي مشاة البحرية رينيه غانون والمسعف البحري جون برادلي في فيلم أعلام آبائنا في 2006، من إخراج كلينت إيستوود، الذي يصوره من منظور أمريكي وهو مقتبس من كتاب «أعلام آبائنا» لجيمس برادلي ورون باورز. كذلك أخرج إيستوود فيلم «رسائل من إيو جيما» الصادر في نفس العام،، الذي يُصور المعركة من منظور ياباني.

## الملاحظات
1. ↑  ينقسم مجموع أنواع تلك القطع كالتالي: 361 قطعة مدفعية عيار 75 مم أو أكبر، 123 مدفع هاون سبيغوت 320 مم، 65 مدفع هاون متوسط وخفيف، 33 مدفع بحري، 94 مدفع مضاد للطائرات من عيار 75 مم أو أكبر، 200+ مدفع مضاد للطائرات 20 مم أو 25 مم، 69 مدفع مضاد للدبابات عيار 37 مم أو 47 مم.
2. ↑  قُتل 539 من البحارة وأصيب غيرهم 492 في هجمات جوية يابانية على سفنهم الحربية.
3. ↑  "...طور المدافعون عن إيو جيما [استغلال الكهوف الطبيعية] حرفيًا إلى علم. خُصص 25% من الحامية لحفر الأنفاق نظرًا لأهمية المواقع المشيدة تحت الأرض. والتي تراوح حجمها من كهوف صغيرة تستوعب قلة من الرجال إلى عدة غرف تحت الأرض قادرة على استيعاب 300 أو 400 رجل. وقد زودّت المنشآت السفلية بمداخل ومخارج متعددة من أجل تلافي وقوع الأفراد في انهيار أي عملية حفر، بالإضافة إلى سلالم وممرات متصلة.. كان المنحدر الشمالي لجبل سوريباتشي يضم وحده أنفاقًا  تمتد لعدة آلاف من الأمتار. كان قد انتهى حفر أكثر من 11 ميلاً من الأنفاق بحلول الوقت الذي نزلت فيه قوات مشاة البحرية على إيو جيما.."
4. ↑  يشير بوريل إلى عدد من المؤرخين الذين بالغوا في تقدير عدد المدافعين اليابانيين بما يصل إلى 20.000 وحتى 25.000. بينما يقدرهم بوريل بين 18.060 و18.600، منهم 216 بالتمام أُسروا خلال المعركة. كما أسر الجيش الأمريكي 867 أسيرًا آخرًا بين أبريل ويونيو بعد جلاء قوات مشاة البحرية.
5. ↑  "من المحتمل أن يكون الجنرال كوريباياشي قد قُتل خلال هذا الهجوم. لكن لم يُعثر على جثته ويبدو على الأرجح أن هذا الضابط المغوار واسع الحيلة قد انتحر على طريقة الهارا كيري في مركز قيادته تحت الأرض."
6. ↑  جميع هذه البيانات تعتبر ملكية عامة للبحرية الأمريكية، أما الخسائر فهي مأخوذة من تقارير عمل فردية، اعتمدّ تنسيق هذا الجدول وترتيبه بشدة على كتاب، "النصر في المحيط الهادئ، 1945"، لمؤلفه صموئيل إليوت موريسون، (حقوق الطبع والنشر 1960)، المعهد البحري للمطبوعات، أنابوليس، ماريلاند، المُلحق الثاني، ص 388

### فهرس المراجع
1. ↑  PacificWrecks.com. "Pacific Wrecks". مؤرشف من الأصل في 2020-08-04.
2. 1 2 3 4 5 6  Burrell 2006, p. 83.  نسخة محفوظة 2 January 2016 على موقع واي باك مشين.
3. ↑  Taki, "The History of Battles of Imperial Japanese Tanks" نسخة محفوظة 4 March 2016 على موقع واي باك مشين..
4. ↑  Crumley 2012، صفحة 148.
5. 1 2 3 4 5  Morison، Samuel Eliot (2002) [1960]. Victory in the Pacific, 1945. Volume 14 of History of United States Naval Operations in World War II. Urbana: University of Illinois Press. ISBN:0-252-07065-8. OCLC:49784806.
6. ↑  "Survey of Allied tank casualties in World War II" نسخة محفوظة 17 July 2019 على موقع واي باك مشين., Technical Memorandum ORO-T-117, Department of the Army, Washington D.C., Table 1.
7. ↑  https://www.aviationarchaeology.com/src/USN/LLFeb45.htm نسخة محفوظة 9 مارس 2021 على موقع واي باك مشين.. https://www.aviationarchaeology.com/src/USN/LLMar45.htm. Retrieved 15 September 2021 نسخة محفوظة 2021-03-09 على موقع واي باك مشين.
8. ↑  جون تولاند, The Rising Sun: The Decline and Fall of the Japanese Empire, 1936–1945, p. 669
9. ↑  Garand & Strobridge 1971، صفحات 455–456.
10. ↑  
Video: Carriers Hit Tokyo! 1945/03/19 (1945). Universal Newsreel. 19 مارس 1945. مؤرشف من الأصل في 2012-11-03. اطلع عليه بتاريخ 2012-02-22.
11. 1 2  O'Brien، Cyril J. "Iwo Jima Retrospective". مؤرشف من الأصل في 2007-06-07. اطلع عليه بتاريخ 2007-06-21.
12. ↑  John Toland, Rising Sun: The Decline and Fall of the Japanese Empire 1936–1945, p. 669
13. 1 2 3 4  Landsberg، Mitchell (1995). "Fifty Years Later, Iwo Jima Photographer Fights His Own Battle". Associated Press. مؤرشف من الأصل في 2007-09-05. اطلع عليه بتاريخ 2007-09-11.
14. 1 2 3  Morison 1960.
15. ↑  Japanese Monograph No. 48، صفحة 62, cited in Garand & Strobridge 1971، صفحة 450.
16. ↑  King 2014، صفحات 58–59.
17. ↑  Hammel 2006، صفحة 36.
18. ↑  Japanese Monograph No. 45، صفحة 257.
19. ↑  Wright. Iwo Jima:1945. ص. 51.[استشهاد مختصر منقوص البيانات]
20. ↑  "Chronology of the Battle of Iwo Jima". مؤرشف من الأصل في 2010-07-07.
21. ↑  Wright 2004، صفحة 22.
22. ↑  Wright 2004، صفحات 22–23.
23. ↑  "United States Marine Corps War Memorial". The George Washington University. مؤرشف من الأصل في 2011-06-29. اطلع عليه بتاريخ 2011-02-28.
24. ↑  Wright 2004، صفحة 91.
25. ↑  Wright 2004، صفحات 12–13, 80–81.
26. ↑  Navy Department, Amphibious Operations, Iwo Jima 1945.
27. 1 2  Wright 2004، صفحة 23.
28. ↑  Navy Department Library, "Navajo Code Talkers".
29. 1 2 3  Wright 2004، صفحة 26.
30. 1 2 3 4 5 6 7 8 9 10 11  Allen 2004
31. ↑  Wright 2004، صفحة 26–27.
32. ↑  Leckie 1967، صفحة 28.
33. ↑  Wright 2004، صفحة 27.
34. ↑  Leckie 1967، صفحة 25.
35. 1 2  Wright 2004، صفحة 32.
36. ↑  Harry A. Gailey, The war in the Pacific: from Pearl Harbor to Tokyo Bay, p. 414
37. ↑  Whitman S. Bartley, Iwo Jima: Amphibious Epic, p. 69
38. ↑  Wright 2004، صفحات 30–31.
39. ↑  Wright 2004، صفحة 31.
40. ↑  Wright 2004، صفحة 33.
41. ↑  USMC Statement on Marine Corps Flag Raisers نسخة محفوظة 24 June 2016 على موقع واي باك مشين., Office of U.S. Marine Corps Communication, 23 June 2016
42. ↑  "Warrior in iconic Iwo Jima flag-raising photo was misidentified, Marines Corps acknowledges". NBC News. 16 أكتوبر 2019. مؤرشف من الأصل في 2021-11-23. اطلع عليه بتاريخ 2020-03-02.
43. ↑  Garry Wills (28 May 2013). John Wayne's America (بالإنجليزية). Simon and Schuster. ISBN:978-1-4391-2957-9. OCLC:892933538. Archived from the original on 2022-03-04.
44. ↑  "Charles Lindberg, 86; Marine helped raise first U.S. flag over Iwo Jima". Los Angeles Times. 26 يونيو 2007. ص. B8. مؤرشف من الأصل في 2012-10-22. اطلع عليه بتاريخ 2008-11-30.
45. ↑  James A. Warren 2008، صفحة 129.
46. ↑  Tedd Thomey 1996، صفحة 150.
47. ↑  B L Crumley (18 Dec 2012). The Marine Corps: Three Centuries of Glory (بالإنجليزية). Amber Books Ltd. p. 156. ISBN:978-1-908273-96-3. OCLC:1132401983. Archived from the original on 2022-03-04.
48. ↑  Scott Wilson (22 Aug 2016). Resting Places: The Burial Sites of More Than 14,000 Famous Persons, 3d ed (بالإنجليزية). McFarland. ISBN:978-0-7864-7992-4. Archived from the original on 2022-03-04.
49. ↑  United States Marine (1954). Iwo Jima: Amphibious Epic (بالإنجليزية). Historical Branch, G-3 Division, Headquarters, U. S. Marine Corps. Archived from the original on 2022-03-04.
50. 1 2  Wheeler 1979، صفحة 50 "نسخة مؤرشفة". مؤرشف من الأصل في 2020-07-31. اطلع عليه بتاريخ 2022-01-01.{{استشهاد ويب}}:  صيانة الاستشهاد: BOT: original URL status unknown (link)
51. ↑  Leckie 1988، صفحة 870.
52. ↑  Leckie 1988، صفحة 871.
53. 1 2  Leckie 1988، صفحة 872.
54. ↑  Antill 2001.
55. ↑  Moskin 1992، صفحات 372–373 "نسخة مؤرشفة". مؤرشف من الأصل في 2020-07-31. اطلع عليه بتاريخ 2022-01-01.{{استشهاد ويب}}:  صيانة الاستشهاد: BOT: original URL status unknown (link)
56. ↑  Morison 1960، صفحة 68.
57. ↑  Bogdanovic 2019، صفحة 119.
58. ↑  "The Curious Case of the Ohio National Guard's 147th Infantry". 6 ديسمبر 2015. مؤرشف من الأصل في 2016-10-03. اطلع عليه بتاريخ 2016-06-26.
59. ↑  Morison 1960، صفحات 68–70.
60. ↑  Robertson, Neimeyer & Nash 2019، صفحة 39.
61. ↑  Division of Military History and Diplomacy, National Museum of American History. "Flamethrower". مؤسسة سميثسونيان. مؤرشف من الأصل في 2011-06-28. اطلع عليه بتاريخ 2021-07-10.
62. 1 2 3  Kelber & Birdsell 1990، صفحات 558–583, 586
63. ↑  Pike، John (7 يوليو 2011). "LVT4 Landing Vehicle, Tracked, Unarmored (Mark IV)". GlobalSecurity.org. مؤرشف من الأصل في 2021-04-17. اطلع عليه بتاريخ 2021-07-10.
64. ↑  Quinlan 1948، صفحة 51.
65. ↑  Quinlan 1948، صفحة 52.
66. ↑  Unmacht 1948.
67. 1 2 3 4  Telenko، Trent (30 أغسطس 2013)، "History Friday: Technological Surprise & the Defeat of the 193rd Tank Battalion at Kakuza Ridge"، Chicago Boyz Blog archive، مؤرشف من الأصل في 2021-06-22
68. ↑  "Japanese Surrender After Four Year Hiding". Pacific Stars and Stripes. 10 يناير 1949. ص. 5. مؤرشف من الأصل في 2013-07-17.
69. ↑  Cook، Donald. "Capture of Two Holdouts January 6, 1949". No Surrender: Japanese Holdouts. مؤرشف من الأصل في 2007-10-09. اطلع عليه بتاريخ 2007-09-11.
70. ↑  山蔭光福; 松戸利喜夫 (1968). [The Last Two of Iwo Jima] (باليابانية). 読売新聞社. {{استشهاد بكتاب}}: |trans-title= بحاجة لـ |title= أو |script-title= (help) and الوسيط |عنوان أجنبي= and |عنوان مترجم= تكرر أكثر من مرة (help)
71. ↑  Navy Department Library, "Battle for Iwo Jima".
72. ↑  https://www.aviationarchaeology.com/src/USN/LLFeb45.htm. Retrieved 15 September 2021 نسخة محفوظة 2021-03-09 على موقع واي باك مشين.
73. ↑  Morison 1960، صفحة 55.
74. ↑  "This Month in History: Selected March Dates of Marine Corps Historical Significance". United States Marine Corps History Division. مؤرشف من الأصل في 2010-11-28. اطلع عليه بتاريخ 2015-08-23.
75. ↑  "The Battle of Iwo Jima". History Department at the University of San Diego. مؤرشف من الأصل في 2009-07-20. اطلع عليه بتاريخ 2010-03-10.
76. 1 2  Burrell 2004.
77. ↑  Pratt، William V. (2 أبريل 1945). "What Makes Iwo Jima Worth the Price". Newsweek. ص. 36.
78. ↑  Keegan 1990، صفحة 566.
79. ↑  Keegan 1990، صفحة 575.
80. ↑  Assistant Chief of Air Staff (سبتمبر–أكتوبر 1945). "Iwo, B-29 Haven and Fighter Springboard". Impact. ص. 69–71.
81. 1 2 3 4  What if the Navy and Marine Corps had bypassed Iwo Jima?. Navy Times. 19 February 2020. نسخة محفوظة 2023-05-05 على موقع واي باك مشين.
82. ↑  Cate & Olson 1983a، صفحات 581–582.
83. ↑  Cate & Olson 1983b، صفحة 559.
84. ↑  Newcomb 1982، صفحات 50–51.
85. ↑  Joint War Planning Committee 306/1, "Plan for the Seizure of Rota Island," 25 January 1945.
86. ↑  "Pacific Wrecks - B-29-25-MO "Dinah Might" Serial Number 42-65286 Tail X ▵ 9" (بالإنجليزية). Archived from the original on 2020-08-12. Retrieved 2022-01-05.
87. ↑  "Iwo To Japan". 506th Fighter Group. مؤرشف من الأصل في 2010-02-08. اطلع عليه بتاريخ 2010-03-10.
88. ↑  Moskin 1992، صفحة 373.
89. ↑  "The Ghosts of Iwo Jima". Texas A&M University Press. 2006. مؤرشف من الأصل في 2014-01-01. اطلع عليه بتاريخ 2007-07-14.
90. ↑  https://www.history.navy.mil/research/histories/ship-histories/danfs/b/bismarck-sea-cve-95.html. Retrieved 15 September 2021 نسخة محفوظة 2021-10-16 على موقع واي باك مشين.
91. ↑  "United States Army Center of Military History Medal of Honor Citations Archive". Medal of Honor Statistics. مركز التاريخ العسكري لجيش الولايات المتحدة. 16 يوليو 2007. مؤرشف من الأصل في 2011-08-09. اطلع عليه بتاريخ 2008-03-06.
92. ↑  Carroll، David. "Local World War II veteran & Medal of Honor recipient Charles H. Coolidge dies at 99". WRCB. مؤرشف من الأصل في 2021-05-01. اطلع عليه بتاريخ 2021-09-19.
93. ↑  Jeanette Steele (13 مارس 2014). "Iwo Jima: A veteran returns". UT San Diego. مؤرشف من الأصل في 2014-04-06. اطلع عليه بتاريخ 2014-04-06.
94. ↑  Reunion of Honor Memorial نسخة محفوظة 19 March 2014 على موقع واي باك مشين. Retrieved 14 July 2013.
95. ↑  Iwo Jima 50th anniversary U.S., Japanese vets to meet on Iwo Jima نسخة محفوظة 19 January 2018 على موقع واي باك مشين.. UPI
96. ↑  "Veterans mark 60th anniversary on Iwo Jima" (بالإنجليزية). Archived from the original on 2020-12-04. Retrieved 2022-01-06.
97. ↑  Blumenstein، LCpl Richard؛ Sgt. Ethan E. Rocke (أكتوبر–ديسمبر 2007). "From Black Sands to Suribachi's Summit: Marines Reflect on Historic Battle". Marines Magazine. قوات مشاة بحرية الولايات المتحدة. مؤرشف من الأصل في 2009-02-11. اطلع عليه بتاريخ 2008-12-18.
98. ↑  See: File:IwoJima Homage Insignia Devices.jpg
99. ↑  "The General Laws of Massachusetts – Declaration of Iwo Jima Day". Commonwealth of Massachusetts. مؤرشف من الأصل في 2010-03-05. اطلع عليه بتاريخ 2010-03-09.
100. ↑  Kyodo News, "Map of Iwo Jima's underground bunkers found in U.S. نسخة محفوظة 19 May 2012 على موقع واي باك مشين.", اليابان تايمز, 6 May 2012, p. 2.
101. ↑  To the Shores of Iwo Jima 1945.
102. ↑  Glamour Gal 1945.
103. ↑  Bradley & Powers 2001.

### المعلومات الكاملة للمراجع
- Crumley، B.L. (2012). The Marine Corps: Three Centuries of Glory. London, UK: Amber Books Ltd. ISBN:9781908273963.
- Thomey، Tedd (1996). Immortal Images: A Personal History of Two Photographers and the Flag Raising on Iwo Jima. Naval Institute Press. ISBN:1591148545.
- James، Warren A. (2008). The Lions of Iwo Jima: The Story of Combat Team 28 and the Bloodiest Battle in Marine Corps History. New York: Henry Holt: Tantor Audio. ISBN:9780805090178.
- Bogdanovic، Nikolai (2019). World War II Battle by Battle. UK: Osprey Publishing. ISBN:1472835557.
- Bartley، Whitman S. (1954). Iwo Jima: Amphibious Epic. Washington: U.S. Marine Corps. ISBN:0-8983-9108-3. مؤرشف من الأصل في 2017-03-15.
- Harry، Gailey A. (1997). War in the Pacific: From Pearl Harbor to Tokyo Bay. Novato, CA: Presidio. ISBN:0-8914-1486-X.
- Allen، Robert E. (2004). The First Battalion of the 28th Marines on Iwo Jima: A Day-by-Day History from Personal Accounts and Official Reports, with Complete Muster Rolls. Jefferson, North Carolina: McFarland & Company. ISBN:0-7864-0560-0.
- Antill، P. (6 أبريل 2001). "Operation Detachment: The Battle for Iwo Jima, February – March 1945". HistoryOfWar.org. مؤرشف من الأصل في 2021-06-12.
- Bradley، James؛ Powers، Ron (2001) [2000]. Flags of Our Fathers. New York: Bantam. ISBN:0-553-38029-X. مؤرشف من الأصل في 2022-03-22.
- Burrell، Robert S. (2004). "Breaking the Cycle of Iwo Jima Mythology: A Strategic Study of Operation Detachment". Journal of Military History. ج. 68 ع. 4: 1143–1186. DOI:10.1353/jmh.2004.0175. S2CID:159781449.
- Burrell، Robert S. (2006). The Ghosts of Iwo Jima. College Station, Texas: Texas A&M University Press. ISBN:1-58544-483-9.
- Coox، Alvin D.؛ Naisawald، L. Van Loan (1954). Survey of Allied Tank Casualties of World War II (Report). Baltimore: Johns Hopkins University Operations Research Office. OCLC:21347186. Technical Memorandum ORO-T-117. مؤرشف من الأصل في 2019-07-17.
- Craven، Wesley Frank؛ Cate، James Lea، المحررون (1983) [1953]. The Pacific: Matterhorn to Nagasaki, June 1944 to August 1945. The Army Air Forces in World War II (ط. New Imprint). University of Chicago Press. ج. V. ISBN:091279903X. مؤرشف من الأصل في 2022-12-06.
  - Cate, James Lea; Olson, James C. (1983). "Precision Bombardment Campaign".  (بCraven). {{استشهاد بكتاب}}: الوسيط |title= غير موجود أو فارغ (help), الوسيط غير المعروف |anchor-year= تم تجاهله (help), الوسيط غير المعروف |in2= تم تجاهله (help), and الوسيط غير المعروف |nb= تم تجاهله (help)صيانة الاستشهاد: لغة غير مدعومة (link)
  - Cate, James Lea; Olson, James C. (1983). "Iwo Jima".  (بCraven). {{استشهاد بكتاب}}: الوسيط |title= غير موجود أو فارغ (help), الوسيط غير المعروف |anchor-year= تم تجاهله (help), الوسيط غير المعروف |in2= تم تجاهله (help), and الوسيط غير المعروف |nb= تم تجاهله (help)صيانة الاستشهاد: لغة غير مدعومة (link)
- Crumley، B. L. (18 ديسمبر 2012). The Marine Corps: Three Centuries of Glory. ISBN:9781908273963. مؤرشف من الأصل في 2020-03-18.
- Garand، George W.؛ Strobridge، Truman R. (1971). "Part VI: Iwo Jima". Western Pacific Operations. History of U.S. Marine Corps Operations in World War II. Historical Branch, United States Marine Corps. ج. IV. ISBN:0-89839-198-9. مؤرشف من الأصل في 2023-04-04. اطلع عليه بتاريخ 2021-07-09.
- Glamour Gal. Marine Corps Photographic Service. 1945. مؤرشف من الأصل في 2016-12-25 – عبر أرشيف الإنترنت.
- Hammel، Eric (2006). Iwo Jima: Portrait of a Battle: United States Marines at War in the Pacific. St. Paul, Minnesota: Zenith Press. ISBN:978-0760325209. OCLC:69104268.
- Keegan، John (1990) [1989]. The Second World War. New York: Viking Penguin. ISBN:9780670823598. مؤرشف من الأصل في 2022-05-22. اطلع عليه بتاريخ 2021-07-04.
- Kelber، Brookes E.؛ Birdsell، Dale (1990) [First printed 1966]. "Chapter XV, The Flame Thrower in the Pacific: Marianas to Okinawa". في Conn، Stetson (المحرر). The Chemical Warfare Service: Chemicals in Combat (PDF). U.S. Army in World War II: The Technical Services. Washington, D.C.: Center of Military History, United States Army. ص. 558–583, 586. CMH Pub 10-3. مؤرشف من الأصل (PDF) في 2023-04-04.
- King، Dan (2014). A Tomb Called Iwo Jima. Pacific Press. ISBN:978-1500343385.
- Leckie، Robert (1967). The Battle for Iwo Jima. New York: Random House. OCLC:56015751. مؤرشف من الأصل في 2021-08-17. اطلع عليه بتاريخ 2021-07-04.
- Leckie، Robert (1988) [First published 1987]. Delivered from Evil: The Saga of World War II (ط. First Perennial Library). New York: Harper & Row. ص. 870. ISBN:0-06-091535-8. مؤرشف من الأصل في 2020-08-09. اطلع عليه بتاريخ 2021-07-04.
- Lewis، Adrian R. (2007) [2006]. The American Culture of War: The History of U.S. Military Force from World War II to Operation Iraqi Freedom (ط. Ebook reprint). New York: Routledge. ISBN:9780203944523.
- Morison، Samuel Eliot (1960). Victory in the Pacific: 1945. History of United States Naval Operations in World War II. Boston, Massachusetts: Little, Brown, & Co. ج. XIV. مؤرشف من الأصل في 2021-06-21. اطلع عليه بتاريخ 2021-07-04.
- Moskin، J. Robert (1992). The U.S. Marine Corps Story (ط. 3rd Revised). Little, Brown and Company. ص. 373. ISBN:0-448-22688-X. مؤرشف من الأصل في 2020-07-31.
- Navy Department Library (25 سبتمبر 2020). "Battle for Iwo Jima, 1945". Washington, D.C.: مركز التراث القيادة البحرية التاريخي والتراثي  [لغات أخرى]‏. مؤرشف من الأصل في 2023-04-04. اطلع عليه بتاريخ 2020-07-09.{{استشهاد ويب}}:  صيانة الاستشهاد: علامات ترقيم زائدة (link)
- Navy Department Library (16 أبريل 2020). "Navajo Code Talkers: World War II Fact Sheet". Washington, D.C.: مركز التراث القيادة البحرية التاريخي والتراثي  [لغات أخرى]‏. مؤرشف من الأصل في 2021-05-14. اطلع عليه بتاريخ 2021-07-09.{{استشهاد ويب}}:  صيانة الاستشهاد: علامات ترقيم زائدة (link)
- Newcomb، Richard F. (1982) [First published 1965]. Iwo Jima. New York: Bantam Books. ISBN:0-553-22622-3.
- Quinlan، O'Neill P. (فبراير 1948). "New Tanks for Old!". U.S. Navy Civil Engineer Corps Bulletin. BuDocks, Deptarment of the Navy. ج. 2 رقم  15. ص. 51–53. مؤرشف من الأصل في 2023-04-05. اطلع عليه بتاريخ 2021-07-12.
- Robertson، Breanne؛ Neimeyer، Charles؛ Nash، Douglas (2019). Investigating Iwo: The Flag Raisings in Myth, Memory & Esprit de Corps (PDF). Marine Corps History Division. ISBN:978-1732003071. مؤرشف من الأصل (PDF) في 2023-04-04. تتضمّنُ هذه المقالة نصوصًا مأخوذة من هذا المصدر، وهي في الملكية العامة.
- To the Shores of Iwo Jima. U.S. Government Office of War Information. 1945. مؤرشف من الأصل في 2022-10-04 – عبر أرشيف الإنترنت.
- Toland، John (2003) [1970]. The Rising Sun: The Decline and Fall of the Japanese Empire, 1936-1945. Random House. ISBN:978-0-8129-6858-3. مؤرشف من الأصل في 2022-07-18. اطلع عليه بتاريخ 2021-07-04.
- U.S. Army Japan, HQ G3. History of Imperial General Headquarters, Army Section (Japanese Monograph No. 45) (Report). U.S. Army Japan, Foreign Histories Division. ص. 257. مؤرشف من الأصل في 2016-04-06. اطلع عليه بتاريخ 2021-07-09 – عبر HyperWar Foundation.{{استشهاد بتقرير}}:  صيانة الاستشهاد: أسماء عددية: قائمة المؤلفين (link)
- U.S. Army, Far East Command (n.d.). Operations in the Central Pacific (Japanese Monograph No. 48) (PDF) (Report). Japanese Studies in World War II. Washington, D.C.: Office of the Chief of Military History. مؤرشف من الأصل (PDF) في 2023-04-04. اطلع عليه بتاريخ 2021-07-09 – عبر HyperWar Foundation.
- United States Fleet, Headquarters of the Commander in Chief (17 يوليو 1945). Amphibious Operations – Capture of Iwo Jima – 16 February to 16 March 1945 (Report). Washington, D.C.: Navy Department. مؤرشف من الأصل في 2023-04-04. اطلع عليه بتاريخ 2021-07-09 – عبر مركز التراث القيادة البحرية التاريخي والتراثي  [لغات أخرى]‏.{{استشهاد بتقرير}}:  صيانة الاستشهاد: علامات ترقيم زائدة (link)
- Unmacht، George F. (أبريل 1948). "Flame Throwing Seabees". Proceedings. Annapolis, Maryland: United States Naval Institute. ج. 74 رقم  342. ص. 425–427. مؤرشف من الأصل في 2023-04-05.
- Wheeler، Keith (1979). The Road to Tokyo. World War II. Alexandria, Virginia: Time-Life Books. ج. 19. ISBN:0-8094-2540-8. مؤرشف من الأصل في 2020-07-31.
- Wright، Derrick (2004) [2001]. Iwo Jima 1945: The Marines Raise the Flag On Mount Suribachi. Oxford: Osprey Publishing. ISBN:0-275-98273-4.

## قراءة معمقة
- Alexander، Joseph H. (1994). Closing In: Marines in the Seizure of Iwo Jima. Marines in World War II Commemorative Series. Washington, D.C.: History and Museums Division, Headquarters, United States Marine Corps. OCLC:32194668. مؤرشف من الأصل في 2023-04-05.
- Alexander، Joseph (فبراير 2000). "'In for One Hell of a Time': Bloody Sacrifice at the Battle of Iwo Jima". World War II. HistoryNet.com. مؤرشف من الأصل في 2011-06-11. اطلع عليه بتاريخ 2021-12-27.
- Bartley، Whitman S. (1954). Iwo Jima: Amphibious Epic. Marines in World War II Historical Monograph. Washington, D.C.: Historical, Division of Public Information, Headquarters, United States Marine Corps. OCLC:28592680. مؤرشف من الأصل في 2023-04-24 – عبر HyperWar Foundation.
- Bradley، James (2003). Flyboys: A True Story of Courage. Boston: Little, Brown and Company. ISBN:0-316-10584-8. مؤرشف من الأصل في 2021-06-16.
- Buell، Hal (2006). Uncommon Valor, Common Virtue: Iwo Jima and the Photograph that Captured America. New York: Penguin Group. ISBN:0-425-20980-6. مؤرشف من الأصل في 2021-08-08.
- Dyer، George Carroll (1956). The Amphibians Came to Conquer: The Story of Admiral Richmond Kelly Turner. United States Government Printing Office. مؤرشف من الأصل في 2011-05-21. اطلع عليه بتاريخ 2021-07-09 – عبر HyperWar Foundation.
- Eldridge، Robert D.؛ Tatum، Charles W. (2011). Fighting Spirit: The Memoirs of Major Yoshitaka Horie and the Battle of Iwo Jima. Annapolis: Naval Institute Press. ISBN:978-1-59114-856-2.
- Hearn، Chester (2003). Sorties into Hell: The Hidden War on Chichi Jima. Westport, Connecticut: Praeger Publishers. ISBN:0-275-98081-2.
- Kakehashi، Kumiko (2007). So Sad to Fall in Battle: An Account of War Based on General Tadamichi Kuribayashi's Letters from Iwo Jima. Presidio Press. ISBN:978-0-89141-917-4. مؤرشف من الأصل في 2021-06-16.
- Kirby، Lawrence F. (1995). Stories From The Pacific: The Island War 1942–1945. Manchester, Massachusetts: The Masconomo Press. ISBN:0-9645103-1-6.
- Linenthal، Edward T. (مارس 1993). "Shaping a Heroic Presence: Iwo Jima in American Memory". Reviews in American History. The Johns Hopkins University Press. ج. 21 ع. 1: 8–12. DOI:10.2307/2702942. JSTOR:2702942. – review of Marling، Karal Ann؛ Wetenhall، John (1991). Iwo Jima: Monuments, Memories, and the American Hero. Cambridge: Harvard University Press.
- Lucas، Jack؛ Drum، D. K. (2006). Indestructible: The Unforgettable Story of a Marine Hero at the Battle of Iwo Jima. Cambridge, Massachusetts: Da Capo Press. ISBN:0-306-81470-6. مؤرشف من الأصل في 2020-07-31.
- Overton، Richard E. (2006). God Isn't Here: A Young American's Entry into World War II and His Participation in the Battle for Iwo Jima. Clearfield, Utah: American Legacy Media. ISBN:0-9761547-0-6. مؤرشف من الأصل في 2020-07-31.
- Rawson، Andrew (2016). Battle Story: Iwo Jima 1945. Toronto: Dundurn. ISBN:9781459734074.
- Ross، Bill D. (1986) [1985]. Iwo Jima: Legacy of Valor. New York: Vintage. ISBN:0-394-74288-5. مؤرشف من الأصل في 2020-07-31.
- Shively، John C. (2006). The Last Lieutenant: A Foxhole View of the Epic Battle for Iwo Jima. Bloomington, Indiana: Indiana University Press. ISBN:0-253-34728-9.
- Salomon، Henry (writer, producer)؛ Hanser، Richard (writer)؛ Adams، M. Clay (director) (1952). Target Suribachi. Victory at Sea. NBC. مؤرشف من الأصل في 2022-05-23. اطلع عليه بتاريخ 2021-07-08 – عبر أرشيف الإنترنت.{{استشهاد بمسلسل}}:  صيانة الاستشهاد: أسماء متعددة: قائمة المؤلفين (link)
- Toll، Ian W. (2020). Twilight of the Gods: War in the Western Pacific, 1944–1945. New York: W. W. Norton.
- Toyn، Gary W. (2006). The Quiet Hero: The Untold Medal of Honor Story of George E. Wahlen at the Battle for Iwo Jima. Clearfield, Utah: American Legacy Media. ISBN:0-9761547-1-4.
- Veronee، Marvin D. (2001). A Portfolio of Photographs: Selected to Illustrate the Setting for My Experience in the Battle of Iwo Jima, World War II, Pacific Theater. Quantico, Virginia: Visionary Pub. ISBN:0-9715928-2-9.
- Wells، John K. (1995). Give Me Fifty Marines Not Afraid to Die: Iwo Jima. Abilene, Texas: Quality Publications. ISBN:0-9644675-0-X.
- Wheeler، Richard (1994) [1980]. Iwo. Annapolis, Maryland: Naval Institute Press. ISBN:1-55750-922-0.
- Wheeler، Richard (1994) [1965]. The Bloody Battle for Suribachi. Annapolis, Maryland: Naval Institute Press. ISBN:1-55750-923-9.
- Wright، Derrick (2007) [1999]. The Battle for Iwo Jima 1945. Stroud: Sutton Publishing. ISBN:978-0-7509-4544-8.

## وصلات خارجية
- معركة إيو جيما: 19 فبراير 1945 - 26 مارس 1945
- إيو جيما، نظرة للماضي
- حول معركة إيو جيما - ناشونال جيوغرافيك
- معركة إيو جيما - وثائقي مشاة البحرية الأمريكية على يوتيوب